# 秘密結社鷹の爪
『秘密結社鷹の爪』（ひみつけっしゃたかのつめ、Eagle Talon）は、蛙男商会によるアニメ作品。

## 概要
基本的な物語は、世界征服をたくらむ何をやっても失敗ばかりの秘密結社 鷹の爪団と彼らの野望を阻む正義なのかよくわからないヒーローのデラックスファイターとのやり取りを描いた脱力系コメディ。テレビシリーズでは中盤までは1話完結のギャグアニメとして進行するが、終盤では世界征服を本気で企む巨悪に鷹の爪団が挑むシリアスな展開となり、鷹の爪団が勝利する勧善懲悪ものとなるのがお約束になっている。
元々はテレビ朝日で放映されたアニメ番組『THE FROGMAN SHOW』内で放映された、蛙男商会の完全新作フラッシュアニメ作品としてスタートした。
『菅井君と家族石』と同じく、監督、作画、さらには声優（女性キャラ以外すべて、FROGMAN自身は、おばさんの役をしたこともある）までもほとんどFROGMAN一人が手がけている。ただし、映画などではサポートスタッフも加わっている。
YouTubeのDLEちゃんねるにテレビ版各1話やPVなどが公開されている。2009年10月初めには、ニコニコ動画にて公式チャンネルが開設された。2020年7月20日にはYouTubeに鷹の爪公式チャンネルが開設。これらのネット配信サイトでは、たまにFROGMANの思いつきで突発的に新作が公開されることがある。ニコニコチャンネルにて過去のテレビシリーズが配信されている（第1話のみ無料、第2話以降は有料）。近年は速い期間で1本新作映画（THE MOVIEシリーズやスピンオフ映画）を公開している。過去の作品のサブタイトルの多くは『007シリーズ』で使われたサブタイトルのパロディである。DVD・CD・単行本として販売されているほか、CS放送のファミリー劇場・カートゥーン ネットワークにて過去のテレビシリーズが再放送されている。
オープニングに登場するテロップなどの英語表記は「EAGLE TALON」なので、直訳すると「鷲の爪」になる。
島根県は島根県出身の登場キャラクター「吉田くん」を島根Super大使（宣伝隊長）に任命し、毎日放送での広報番組の主人公として活動させている。

### 作品略史
- 2004年（平成16年）
  - FROGMANのFlashデビュー作『菅井君と家族石』にて、本作の登場人物の吉田君とフィリップが初登場。島根県出雲地方に在住する黒人一家の菅井家を描いた作品で、菅井家も本作にゲストとして共演している。
- 2005年（平成17年）末
  - 『菅井君と家族石』『古墳GALのコフィー』など好評を博しFROGMANはFlashアニメ関連のイベントに参加し、いくつかのプロダクションに声をかけられ、その1つDLEとタッグを組み、次回作『秘密結社 鷹の爪』のテレビ化に向けて動き始める。
- 2006年（平成18年）
  - 4月 - 6月：上記番組内にて第1期テレビアニメ『秘密結社 鷹の爪』を放送。女性キャラクターや子供の声は本間恭子や高松えりな、荻堂れいか、亜沙が担当する。
- 2007年（平成19年）
  - 3月17日：劇場版映画『秘密結社鷹の爪 THE MOVIE 〜総統は二度死ぬ〜』が公開。世界初となる全編Flash制作の映画であることが当時話題となった（詳細は、THE FROGMAN SHOW#劇場版の項を参照）。
- 2008年（平成20年）
  - 5月31日（TOHOシネマズ六本木ヒルズのみ同年5月24日）：映画第2弾『秘密結社鷹の爪 THE MOVIE II 〜私を愛した黒烏龍茶〜』が公開。サブタイトルには映画史上初めてネーミングライツが採用された。「黒烏龍茶」の名称は命名権を購入したサントリーの商品名に由来する[注 3]。
- 2009年（平成21年）
  - 10月 - 12月：第2期テレビアニメシリーズ『秘密結社鷹の爪 カウントダウン』が放送された。後述する映画第3弾のPRを兼ねている。
- 2010年（平成22年）
  - 1月16日：映画第3弾『秘密結社鷹の爪 THE MOVIE 3 〜http://鷹の爪.jpは永遠に〜』が公開。前作と同じくサブタイトルにネーミングライツを採用し、本作では命名権を購入した日本レジストリサービスが管理する「.jp」の国別コードトップレベルドメインを組み込み、さらには「http://鷹の爪.jp」が鷹の爪シリーズの公式サイトとなった（映画公開後も継続）。この3作目には『ALWAYS 三丁目の夕日』や『BALLAD 名もなき恋のうた』の監督で知られる山崎貴率いる白組が友情演出として劇中の一部CGシーンを手がけている。主題歌は、紅白歌合戦にゲスト出場したスーザン・ボイルが唄う『夢やぶれて（原題：I Dreamed a Dream）』[注 4]。
  - 6月18日：映画第3弾のDVD（スタンダードエディション、レンタルを除く）に、映画第4弾的[注 5]なOVA『秘密結社鷹の爪 THE MOVIE 4 〜カスペルスキーを持つ男〜』を収録[注 6]。サブタイトルのネーミングライツはカスペルスキー・ラボが購入し、アンチウイルスソフト「カスペルスキー」を組み込んでいる。なお、DVD発売日に一度だけ特別版がTOHOシネマズ六本木ヒルズで上映された。本項目では以降本作のことを『劇場シリーズの第4作目』として扱う。
  - 7月3日：テレビせとうち（テレビ東京系列）で放送開始（毎週土曜 24:55 - 25:25）。
  - 不明：「島根自虐カレンダー 2011年版」を発売開始。以後毎年発売し、2014年にはカレンダー業界では異例の約36,000部を売り上げる人気作となった[5]
- 2011年（平成23年）
  - 1月：総統主演のスピンオフ映画『ハイブリッド刑事（- デカ）』が限定公開。トヨタ店の全面スポンサードによる、日本初の完全無料上映となった。吉田くんやレオナルド博士に押されてすっかり影が薄くなった総統が本名の小泉鈍一郎で、どこまで目立てる演技をするかに熱い注目が集まった。なお、エンディング曲は、松崎しげるの曲「WONDERFUL MOMENT」を総統がカバー（YouTubeでのネット版では差し替えられた）。
  - 7月15日：島根県立三瓶自然館サヒメルで鷹の爪初のプラネタリウム映像が上映された。
- 2012年（平成24年）
  - 1月21日：島根県のPRアニメ『秘密結社鷹の爪外伝 むかしの吉田くん』が毎日放送にて放送（毎週土曜日27:58-28:03）。同時放送のCM[注 7]では島根県の新たなキャッチフレーズとして「うどん県に、ウチもなる!島根県」を叫ぶ[4]。
  - 4月6日：第3期テレビアニメシリーズ『秘密結社鷹の爪NEO』がNHK Eテレのビットワールドのアニメコーナーにて放送開始（タイトルロゴは「秘密結社」が外れ、英字部分は「EAGLE TALON」から「TAKANOTSUME」に変更、カタカナの文字の「タカノツメ」も追加。）。約1年ごとにタイトルをMAX→EX→DOに改題しながら、最終的に2016年（平成28年）3月4日まで放送され、ビットワールドのアニメコーナーの作品としては、2020年に次作品である『あはれ!名作くん』に破られるまで最長の話数だった。また、同じ日（第37話以降は木曜日）に公式サイトにてWEBシリーズ『秘密結社鷹の爪.jp』が2014年（平成26年）2月頃まで公開された。
  - 8月2日：TOKYO FMにて冠番組『鷹の爪団の世界征服ラヂヲ』の放送を開始。
  - 小学館『ちゃお』2012年（平成24年）10月号附録DVDにコラボアニメ『たまごっち!×鷹の爪 たまごっちで世界征服』が収録（2012年9月からのアニメ新シリーズ『ゆめキラ☆ドリーム』や新登場するグッズを紹介する実質宣伝コーナー）。
- 2013年（平成25年）
  - 4月19日
    - TwellVにて『鷹の爪団の楽しいテレビ』の放送開始。『鷹の爪.jp』『むかしの吉田くん』や『京浜家族』『かよえ!チュー学』といったDLE制作の他作品も枠内で放映される。
    - 劇場版シリーズ第5弾（鷹の爪の本シリーズの映画としては4本目）を同年秋に全国ロードショー公開することを発表[注 8]。

  - 「鷹の爪.jp」第54話は諸事情で配信が予定日に間に合わず、お詫びコメントの動画がアップされた。
  - 「鷹の爪.jp」2013年（平成25年）5月分、7月分、8月分は映画制作のため、新作配信は休止し、過去の話のアンコール配信が行われる。
  - 7月9日：鷹の爪GO宣伝ブログにて劇場版の正式タイトルが『秘密結社鷹の爪 鷹の爪GO 〜美しきエリエール消臭プラス〜』[注 8]に決定。サブタイトルのネーミングライツは大王製紙が購入し、「エリエール」を組み込んでいる。同年9月13日より公開。最終興行収入は推定1億円[6]。
  - 8月：ジョブーブとのコラボ企画として、『鷹の爪団の楽しいテレビ』およびYoutubeで『だーよしPプロデュース あしたのジョブーブ』を配信開始。
  - 9月6日：『秘密結社鷹の爪 鷹の爪GO 〜美しきエリエール消臭プラス〜』の来場者特典として、次回作の『秘密結社鷹の爪 鷹の爪シックス 〜島根は奴らだ〜』のDVDを数量限定で無料配布することを発表。13日の公開日より実際に配布された。なお、本項目では以降本作の事を『劇場シリーズの第6作目』として扱う。
  - 12月26日：鷹の爪.jp公式サイト並びに鷹の爪団の楽しいテレビ内にて、劇場シリーズ第7作目『鷹の爪7（なな） 〜女王陛下のジョブーブ〜』を2014年春に公開することを発表。サブタイトルのネーミングライツはリクルートが購入し、同社が発行するフリーペーパー「タウンワーク」のキャラクター「ジョブーブ」を組み込んでいる。観賞料無料で2014年（平成26年）4月4日から4月10日までの期間限定公開。最終日翌日の4月11日にはYoutubeで最速公開される。
- 2015年（平成27年）
  - 11月14日：松江城でのイベント『鷹の爪団のSHIROZEME』を主催。「第2回JACEイベントアワード」で最優秀賞を受賞した[7]。
  - 11月21日：コロコロイチバン!1月号より初の漫画作品『鷹の爪 吉田くんの×（バッテン）ファイル』が連載開始。
- 2016年（平成28年）
  - 4月7日：『秘密結社 鷹の爪GT』がLINE LIVEで配信開始[8]。アニメ本編の他、バラエティパートも合わせて配信される。
  - 4月9日：10周年を記念して4本の映画を製作すること、声優のオーディションを実施することを発表[9]。
  - 8月27日（シネマメディアージュのみ8月20日）：『鷹の爪8 吉田くんの×（バッテン）ファイル』が公開。
- 2017年（平成29年）
  - 2月6日：『秘密結社鷹の爪』『秘密結社鷹の爪 カウントダウン』が日本のCSチャンネル・カートゥーン ネットワークで放送開始。
  - 3月22日：DCコミックス系列の多メディア展開事業企業・DCエンターテイメントとワーナー・ブラザースの共同制作で鷹の爪団とDCヒーローたちのコラボ映画・『DCスーパーヒーローズ vs 鷹の爪団』制作発表。日本では同年10月21日より公開[10]。
  - 6月5日：『タテアニメ版 秘密結社鷹の爪GT』の配信開始。
- 2018年（平成30年）
  - 7月12日：TwitterおよびYouTubeにて『秘密結社鷹の爪GG』の配信開始（毎週木曜日ごろに新作を配信、FROGMANのスケジュールの都合による休載あり）。
- 2020年（令和2年）
  - 10月4日：第7期テレビアニメシリーズ『秘密結社 鷹の爪 〜ゴールデン・スペル〜』がTOKYO MXほかにて放送開始[11]。『GT』より約3年振りの新作、約11年振りに民放の深夜アニメとして放送。これまでのアニメシリーズでは一部の回を除き一話完結だったが、本シリーズでは初のストーリー形式となっている。また、タイトルロゴも変更されカタカナ表記は廃止されて後ろに鷲のイラストが追加された。

## あらすじ
THE FROGMAN SHOW（TV版第1シリーズ）
心優しい総統率いる、間抜けな悪の秘密結社「鷹の爪団」が世界征服を目指して様々な作戦や目標を考えるものの、最後には非常識で正義の味方とは名ばかりのヒーロー、デラックスファイターに倒されてしまう。そんな日常を愉快に描いた脱力ギャグコメディ。
秘密結社鷹の爪 カウントダウン（テレビ版第2シリーズ）
最初のテレビシリーズから3年半経っても鷹の爪団の世界征服は一向に進まない。そこで、新しい映画とそのバーターのテレビシリーズを世に出すことによって提供収入やら映画興行収入やらを鷲掴みにして一気に世界征服に大手をかけるプロジェクトが開始された。
ハイブリッド刑事（スピンオフ映画）
さまざまな役所から派遣された（実際には公務員制度改革のために本来の職場を追い出された）公務員が刑事を兼任している特種捜査チーム「警視庁ハイブリッド課」、そしてある事件の解決に失敗して捜査一課からハイブリッド課課長に左遷させられた定年間近の小泉鈍一郎。そんなハイブリッド課に警視総監の思惑から、行政改革大臣の娘の護衛という大きな仕事を任されることになる。
秘密結社鷹の爪 THE PLANETARIUM 〜ブラブラ!ブラックホールのナゾ〜（プラネタリウム第1弾）
ある日吉田くんは、出雲そばを作るつもりがうっかりブラックホールを作ってしまう。でも、そもそもブラックホールっていったい何なんだ？ ブラックホールの謎を知るために、鷹の爪団とデラックスファイターは宇宙へと旅立つ。
秘密結社鷹の爪外伝 むかしの吉田くん
総統がアジトの掃除をしていたら、吉田くんが観ていたアルバムの中に、10年前の吉田くんと一緒に友達の和夫青年と謎の宇宙人が写った写真を発見した。総統が吉田くんにわけを聞くと、1クールぐらい続くという長い思い出話を語り始めるのだった。
秘密結社鷹の爪NEO（テレビ版第3シリーズ）
2012年（平成24年）春、鷹の爪団はその数か月前から謎の失踪を遂げていた。巷で出回る自然消滅論に憤るデラックスファイターは、寂しさのあまり鷹の爪団のアジトを訪ねる。
秘密結社鷹の爪MAX（テレビ版第4シリーズ）、秘密結社鷹の爪EX（テレビ版第5シリーズ）、秘密結社鷹の爪DO（テレビ版第6シリーズ）
本編はNEOとほぼ同じ媒体となっている。また、2013年（平成25年）3月15日に主要人物が美少女として登場するMAXの予告編がアップロードされた。EX第13話以降は情報コーナー「鷹の爪情報局」と共に配信されている。
秘密結社鷹の爪.jp（Webアニメ）
「秘密結社鷹の爪NEO」の放送が決まり、カウントダウンの非スポンサー騒動を繰り返さないためにもと、今度は正式にスポンサーを取ってきた吉田くん。しかし、NEOの放送はスポンサーがいらない公共放送のNHK。それを知った吉田くんはそのスポンサー料でWEBシリーズの.jpを豪華にしようと考える。第5話から第26話はOP曲が収録されるなど、豪華な仕様になっていた。一定の回数でスポンサーが変わっており数回の休止、休止期間（ほとんどがスポンサー変更期であり、映画制作のため一時制作を休止しアンケート結果によるアンコール放送を行った）もある。第78話放送後は情報コーナー「鷹の爪情報局」と差し替わる形で放送を終了した。
たまごっち!×鷹の爪 たまごっちで世界征服（小学館「ちゃお」付録DVDに収録）
世界征服の参考に女の子に人気のアニメ『たまごっち!』を研究することにする。
鷹の爪ライジング（鷹の爪.jp Blu-ray&DVD BOX 上巻特典映像）
吉田くんが広告代理店からリストラの影響で解雇され、さらに寮の管理人さんや親友のフィリップからも見放されてしまい、故郷の島根県に帰ろうとする。吉田くんが総統と出会うまでの頃を描いた前日談。
鷹の爪ビギンズ（鷹の爪.jp Blu-ray&DVD BOX 下巻特典映像）
23年前、鷹の爪団の総統がまだ「黒い爪団」の総統として活動していた頃、彼はディスコ「YOKOANA TOKYO」を経営していた。総統とデラックスファイターの因縁の対決が始まるまでの頃を描いた前日談。
秘密結社鷹の爪 THE PLANETARIUM 〜ムシムシ!昆虫プラネット〜（プラネタリウム第2弾）
昆虫を怪人づくりの参考にできないか考えた鷹の爪団は昆虫の世界へと向かう。
ジョブーブ!×鷹の爪コラボプロジェクト だーよしPプロデュースあしたのジョブーブ（Webアニメ、「鷹の爪7」Blu-ray特典映像）
ジョブーブはだーよしP（吉田くん）に声をかけられ、ビッグスターを目指すことになる。
秘密結社鷹の爪GT（LINE LIVE）
Web媒体になったことで、鷹の爪団はテレビでは放送不可能なネタを繰り出す。
秘密結社鷹の爪GG（Twitter）
鷹の爪流に時事ネタを紹介するミニコーナー。
秘密結社鷹の爪 THE PLANETARIUM 〜ジュラジュラ ジュラシックトラベル〜（プラネタリウム第3弾）
良質な世界征服のために良質な眠りを求める鷹の爪団は、最高の羽毛布団を求め、太古の恐竜時代へとタイムワープする。
秘密結社 鷹の爪 〜ゴールデン・スペル〜（テレビ版第7シリーズ）
レオナルドが「ゴールデン・スペル」という、一言で人間を意のままに操れる禁断の呪文(スペル)を発見した。スペルを使ってリモート的に世界征服をお手軽に達成しようとする鷹の爪団だが、「シュガー」と名乗る謎の存在にスペルを奪われてしまう。総統の古い知り合いである超IT企業の社長・黒輝や政府のエージェント・美冬も巻き込み、騒動が勃発する。

## 登場キャラクター
表記の無いキャラクターは全て、FROGMANが演じている。

### 鷹の爪団
表向きはベンチャー企業を名乗っているが、正体は世界征服を企む秘密結社。イメージカラーは赤。
アジト（団員曰く秘密基地）は東京都千代田区麴町のとあるアパート（パイロット版では無人島）で、団員はそこで共同生活をしている。秘密基地となっているが、しょっちゅうデラックスファイターが出入りして食料やビールを勝手に飲み食いしている。『THE FROGMAN SHOW』の放映当時、この作品を製作したDLEの所在地が当時麹町だったが、現在は四番町に移転している。アパートでありながら、大掛かりな怪人製造マシンが収まっている。
元々は「竜の爪団」という名前だったが、第1期第1話におけるデラックスファイターの襲撃で大打撃を受けたのを契機に組織を刷新、現在の名前となった。『獰猛な猛禽類の爪で世界を鷲掴みならぬ鷹掴みにする』というのが由来だが、その名称が唐辛子の品種であることに触れたのは団員のフィリップのみで、他の登場人物は誰も指摘していない。NEO13話では総統が初めて結成した組織名が「黒い爪」団であり、ショッカーなどの秘密結社を連想させる数多くの戦闘員と怪人が所属していた（総統も黒い衣装を着ている）ことが明らかになった。
「人に地球に優しい世界征服」「くだらない国境を取り払い、世界をひとつに結び、疑いやいがみ合いや傷つけ合うことなく、格差をなくし、誰の子供も自分の子供のように愛する世界にするための世界征服」がモットー。かつての竜の爪団ではレオナルド博士がいなくても巨大マシンを数多く生産できるほど財力と技術力があったが、崩壊して鷹の爪団になってからは資金面では赤字続きで、生活の為にメンバーは度々アルバイトをしている状況であり、団員旅行は年に1回だけしかできず、日常生活でも充分に食事を摂れず、金欠時の基本的な食事は新聞紙を茹でた鍋物や、おがくずや綿埃、畳の切れ端やコピー用紙や砂糖水等、常人なら食べたら確実に腹を下す物がしばしば（ただし独立採算制のため個々人の資産には大幅な差がある）。劇場版第4作目では、浦出黒吉が「団員たちが明日にも世界征服できる能力を持っておきながら、指導者（総統）が底抜けのバカなお陰で、食費に悩まされる組織」と語っている。テレビ版第2シリーズ第10話では菩薩峠くんの人気で黒字となったが、激務で疲労している菩薩峠くんをプロレス試合に出場させたことで、各プロダクションから打ち切りや契約解除となってしまった上に、麹町の銀行からお金を貸せなくなり家賃が払えなくってしまう。鷹の爪団の吉田くんや博士は鷹の爪団を辞めてしまい、菩薩峠くんは両親のところへ帰るなどメンバーの脱退をしてしまう。そしてとうとうアパート住民や大家によって鷹の爪団は倒産してしまう。しかし総統や吉田くん、博士は故郷へ帰るための金が無かった事で其々自立的な活動を続けていたが、フィリップや鷹の爪団の協力者（大家、デラックスファイター）により鷹の爪団は復活、更に次回作のNEOにて菩薩峠くんも復帰した事で鷹の爪団は完全復活を遂げた。その後は、世界征服を果たすため邁進する日々を送っている。
総統（本名：小泉鈍一郎〈トリドン人名：ドニーチロ〉）
本シリーズの主人公で、鷹の爪団の総統。55歳。誕生日は1月1日。栃木県今市市(現在は日光市)出身の日本人と言われていたが、劇場版第5作目で地球人ではなく、地球より遥かに遠く、銀河系で最も文明の発達が進んだ惑星トリドンで誕生したトリドン人の王子であることが判明する。間の抜けたところはあるが、吉田くんや博士よりはかなり常識的でしっかりしている、団員の保護者役。ツッコミ役にまわることも多い。容姿は三日月型の徽章がついた赤い帽子を被っており、尖り耳で茶色いスーツに赤いマントを羽織っている。一人称は「わし」当初は鼻の下にちょび髭を生やしていたが劇場版第9作目以降は細長い髭2本に変わった。理由は「総統がよく某ナチスの方に間違われるので、本映画より髭を変更しております」とのこと。『古墳ギャルのコフィー』における、桶狭間先生やコフィーのパパを合わせたような声が特徴。
人一倍臆病で涙もろいが、誰もが幸せに生きられる世界を作るために世界征服を企む。その為、フェンダーミラーや九条晋平などの私利私欲の為に卑劣な方法を用いて世界征服を目論む者達や、ネマール星人などの他者の尊厳や命を顧ない世界征服を企む敵に対しては、真っ向からそのやり方を否定し、怒りを露にする。しかし恐怖を感じると声が裏返り、危険に陥ると「優しく殺して〜！」「キリング・ミー・ソフトリー！」「お慈悲をください〜！」など自暴自棄な弱音を吐き、「わしらは気のいい気のいい歌とお菓子が大好きな世界征服組織なだけなんです!」と命乞いをする。
本人が語るには世界征服に取り組んで23年とのことで、アメリカのコピー機メーカーで働いていた頃に、納品にNASAの宇宙センターへ出向いたところ、シャトル内の不足機器の取り付け作業員と勘違いされ、NASA職員に無理矢理スペースシャトルへ乗せられる。その時に宇宙から見た地球の美しさに感動する一方、スペースシャトルに搭載されていたアメリカ軍のキラー衛星を目撃してしまう。これをきっかけに「誰もが幸せに生きられる世界を作るため」と世界征服を目指すようになったが、この決心を妻に話した結果、離婚を切り出される。
黒い爪団を設立してからは、資金稼ぎの為に四谷でディスコ「YOKOANA TOKYO」を経営していた（鷹の爪ビギンズ）が、取引相手のカルパッチョとMadowsの基本ソフトのデータが入ったディスクを取引しようとした際に、デラックスファイターにディスクを破壊された挙句、取引する為に用意した2000万円とディスコの経営権も脅し取られ、結果的に取引を阻止されディスコも奪われてしまい、無一文となって路頭に迷っている最中、ディスコの客だった大家さんと会い、彼女のアパートに格安の家賃で入居する事となり、以降上記のアパートを秘密基地にして活動している。
テレビ未放映話では33年間別の会社で働いていたことになっており、社長の奥さんに「水ギョーザに似てる」と言ったのが原因で解雇された。総統の本名が小泉であることも判明した(電脳戦士 土管くんのピーターの父親と同じ理由)。このエピソードが制作された時期は劇場版第一作目の制作途中であり、DVDのオーディオコメンタリーでは総統の本名は劇場版でのお楽しみとの発言があったが、結局このエピソードで本名が判明してしまっている。その後も、Twitter上で本名が小泉鈍一郎（どんいちろう）であるとプロフィールに書き込んでおり『ハイブリッド刑事』の特報では総統の本名が小泉鈍一郎とクレジットされている。NEOでも小泉鈍一郎の名が何度か出てきている。
初めて結成した組織は「黒い爪団」で、23年前からデラックスファイターと戦っている。それから何度か組織を刷新し、前身組織「竜の爪団」（パイロット版では「蜘蛛の巣団」）をデラックスファイターによって壊滅させられ、その後組織名を鷹の爪団に改めて現在に至っている。竜の爪団の時から「ドラゴンヘッド」や「空中戦艦」などの兵器を作って積極的に世界征服を企んでいた。
吉田くん（本名：吉田“ジャスティス”カツヲ）
21歳。2015年2月13日までは24歳。『菅井君と家族石』からの使いまわしキャラクター。誕生日はFROGMANの結婚記念日と同じ7月27日　2015年2月13日までは2月14日生まれ。鷹の爪団の戦闘主任で、怪人製造マシン完成後は怪人製造の担当主任も務める。竜の爪団の頃から戦闘員教育係として組織に参加していた古参メンバーでもある、お母さん思いの青年。常に眉間に皺が寄った目つきの悪い顔立ちで、ボサボサの茶髪に赤いシャツとマスク、水色のズボンを着用。父親とは死別しており、弟が二人いる。
第9話では竜の爪団に入団する以前は国内最大手の鳩会社に就職していたと語っており、鳩と会話できるがリストラの煽りをうけて解雇された。その後、某広告会社にくじ引き入社していた期間もあるようで、その経験を活かしてかテレビ第2期で放送されていた勝手にTVCMの第6回では総統たちに隠れて助っ人営業マンとして活躍していた他、.jpでは「山の上広告会社」に月給3,000円と水飴4kgの報酬で働いている様子が描かれている。
竜の爪団に入団する前（鷹の爪ライジング）はフィリップと共に上京し、アパート「メゾン血みどろ」で共同生活を送っていた事が明かされており、上記のリストラの際のシーンも描かれている。その後、居酒屋でフィリップのアルバイト代で焼き鳥やオレンジジュースを飲み食いながら愚痴を言ったりしていたが、フィリップが残って居酒屋のアルバイトを続ける事を言った事で訣別、後日、島根に帰ろうかと公園で鳩たちと会話している最中、デラックスファイターに戦闘員を全員倒され窮地に陥った総統を助ける為に鳩たちの糞でデラックスファイターを撃退（ただし総統も巻き添えになった）し、総統が語った竜の爪団の世界征服の目的を聞き感動した事で竜の爪団に入団する事となった。
島根県吉田村（現雲南市）の出身。よく「島根」という言葉を口にしていることから「島根の吉田くん」と呼ばれることもある。自己紹介の際にも「島根の吉田です」とよく言う。この設定を活かし、島根県庁からは「しまねSuper大使」に任命され、島根県内に配布された防犯ポスターのモデルなどの活動をした。2009年（平成21年）10月25日に島根県雲南市で開催された卵かけご飯のイベント「第5回日本たまごかけごはんシンポジウム」においては同市から特別住民票の交付を受けている。この住民票では本名が「吉田“ジャスティス”カツヲ」、生年月日が「昭和60年2月14日」、住所は「島根県雲南市吉田町たたらば1番地」となっている。
Hな本（エロ本）が好きで、度々ネタにしている。エロ本を読む時には「おか、おか、お母さーん」「ミ、ミツコーっ」など、興奮して身近な女性の名前を叫ぶ癖がある。命乞いをする時には「許して下さい！Hな本を差し上げます！Hな本を差し上げます！」や「もうHな本は読みません！もうHな本は読みません！」と言っている。
物事を比較する際に、島根県を引き合いに出す癖がある（例「島根より大きい」「まるで島根県」など）。
背が低く、幼少時代から全く身長が変わっていない事から子供と間違えられているが小人症である。身長は90cmくらい。好物はカレーライスとカツ丼とカツオ節。
戦闘主任だけあって、行動力こそ確かなものであるが、言動や思考力は小学校低学年レベルな上、そそっかしい性格の為、日常生活や作戦問わず、常に底抜けに無責任な行動をして、総統をはじめとする周辺人物を振り回す。
両手を鉤爪のような形にして体の前に出し、手首を上下に振りながら「た〜か〜の〜つ〜め〜〜」とうめく「鷹の爪ポーズ」の考案者であり、このポーズは作品を象徴するものになっている。
200年前の先祖は薩摩出身、450年前の先祖はオランダの商人ダーヨシであることが判明したが、吉田くんと同じくHな本で興奮していた。100万年前の原始人、30億年前のバクテリアでも同様であった。博士曰く、他の生物とは違う独自の進化をたどっており、30億年前から今の吉田くんと変わらない顔をしていた。
鷹の爪団第1回総統選挙では見事一位になったが、すぐにその座を小泉元総統に譲り渡した。その理由は「毎回デラックスボンバーで狙われるのが嫌だから」というものだった。
「THE FROGMAN SHOW DS 〜だってしょうがないじゃない〜」ではデラックスドーターと婚約していたり、エンディングのNG集では「ニンテンドーDS Lite」ではなく「ファミリーコンピュータ ディスクシステム」、「スーパーファミコン」、「バーチャルボーイ」といった過去の任天堂のゲーム機を出している。
初期の没企画作品「寿司BAR店長」では吉田くん似のキャラクターのデザイン画が存在する。
劇場版の第5作のラストでは、ナーガマルが道連れとして母船の自爆装置を押し、脱出の際、空を飛べる様になっていたデラックスファイターが背中に一人しか乗せられないと分かると、無理矢理総統とデラックスファイターを逃がして自分は残ると決意し爆発。死亡したと思われたが、ドコデモ島根を持っていたために生還した。
普段の口調はフィリップや菩薩峠、デラックスファイターやフェンダーミラーなどの敵役に対しては荒っぽく一人称も「俺」だが、総統や女性、目上の人や視聴者に対しては敬語で一人称も「ボク」である。
テレビシリーズではよく「前略、中略後略！」とまとめてしまう癖がある
よく「コングラチュレーション ウェルカム トゥ ジャングルじゃないか！」などと意味不明なことを話すこともある。
口癖は「テヘペロローン！」などで寝言や寝ぼけて「あなたのために歌うことがこんなにもつらいことなんて」というがこれはカウントダウン9話で総統にこれは奇跡の割りばしですと吉田君がいいわけをした際の話の中に出てくるジャンクロードという青年が打たれた際「歌を歌ってくれ」と話した際に放った言葉である(その時の吉田君の名称はゾフィーとなっている)。
2つ目は「夜中が過ぎたら子供に甘いものあげないって言ったじゃないですか！」でカウントダウン6話にて詐欺をしている際ペットよっぷから珍獣を預かったのだが、それはグレムリンにでてくるギズモたちに酷似したキャラであって水をかけられて増えてしまった後白い粉（吉田君たちは砂糖と言っている）を放置したまま寝ているうちにその白い粉を食べられ卵になりその名と孵化して怪物になってしまったものが元のネタだと思われる(だがいずれもカウントダウン1話にて総統が夜中に甘いもの与えるから怪物になっちゃったじゃないですか〜！と発言しているため、その真偽は不明である)。｢まっぴらごめん｣がどうしても上手く言えない。
レオナルド博士（本名：レオナルド・デカ・ヴィンチ）
声：べんぴねこ（レオナルド博士とキリン村のなかまたち）
実写での出演：佐野史郎（劇場版第5作目）
40歳。第2話初登場。誕生日は6月6日。レオナルド・ダ・ヴィンチの子孫で、自称人間だが、外見や行動はデフォルメされたかわいらしい熊で、いつも上半身に白衣を着ている。鷹の爪団に所属する研究員だが基本的には外部契約。べらんめえ口調で口が悪く、鷹の爪団の中では最も凶暴で考えていることも腹黒い。そのため「金払いが良い」という理由でデラックスファイターの下請けを日常的に行っていて、それによって鷹の爪団が被害を被ることがある。その一方で女性には優しく、相手が自分を騙していてもそれを事前に察知していて、そのうえで優しく受け止めるという男らしい一面を持っている。見た目が熊であることを指摘されると脊髄反射的に襲いかかるため、団員の間では「熊」という言葉は禁句になっている。しかしその反面、川で鮭を捕ったりサーカスのメス熊にプロポーズするなど、熊としか思えない行動を取ることがある。第4話で若返ったり歳を取ったりした際には、パンダや白熊、サナギ、そして3D風（ポリゴン調のキャラ）の熊になっていた。泣き上戸で酔うとひたすら泣いている。
長年怪人製造の研究に携わり、低コストで容易な怪人開発を可能にした。また機械や兵器の開発能力にも長けており、100円ショップで売っている材料だけで宇宙船を、ティッシュペーパーから原子炉を、昨日の晩の残り物から駆除不可能なコンピューターウイルスを作ったりと、その技術力はもはや錬金術レベルで、吉田くんからも「殆ど冗談みたい」と評されている。後半からは「そういうと思って」と都合よく便利なマシンを製作していることが多く本当にそこまで予測していたのかは謎。NEO以降のテレビシリーズや.jpでは、総統や吉田くんが「○○できるマシンとか怪人とかないかね?」と聞くと、博士が「そういうと思って」と言ってマシンや怪人、薬品をすぐに出し、吉田くんが「流石、博士！天才すぎー！」と言うのがお約束になっている。
外見と名前のモチーフはレオナルド熊で、初期のテレビシリーズにおいて博士が鷹の爪のポーズの後に「イシクラッ」と言うのは、レオナルド熊が一番長くコンビとして連れ添ってきた相方の石倉三郎から取られている。
テレビ版第1シリーズ第9話で菅井家の5人に皮を剥がされた上に食材として食われてしまい、食べ残しの残骸が集まって再生したが、小さくなってしまった（劇場版第1作目以降ではいつの間にか元の大きさに戻っている）。
蛙男商会の本では大学時代に上記の『古墳ギャルのコフィー』に登場する桶狭間先生が親友であることが明かされている（詳細は不明）。
『レオナルド博士とキリン村のなかまたち』にも起用され、登場している。タワーレコード渋谷店にて催されたトークショーでは、博士を模した着ぐるみが披露された。
劇場版ではいつも着ている白衣にポケットが2つつき、ボタンが3つになっている。
劇場版第3弾の終盤ではその正体が、ヴィンチ家が人類の発展に貢献する知識の源である「プロメテウスの宮殿」であることが明らかになった。
発明とは別に、笑のセンスが非常に高いらしく、作中で、時たまジョークや漫談を披露して総統達を大爆笑させている。鳴き声しか聞こえず、内容は不明だが、聞いている人が、話の題や内容を笑いながら言う（「ウミウシ詐欺」「嫁入り5秒前」「多機能トイレの花子さん」「四ツ谷エスカレーター」「恋人が変人」等）。また、フリップ芸を行うこともある。披露する時は、大概プレゼンや怪談を披露する際だが、本筋を離れて披露し、総統等に目的と違うと、突っ込まれる。それに対して、「おんなじようなものだろ」と返す。
わかりにくいが、その声は吉田君の声質を音声加工した物である。
菩薩峠（ぼさつとうげ）
声：オタマジャクシ（劇場版第2・3作目のみ）、市来光弘(ブレイブフロンティア2とのコラボ動画のみ)
4歳（カウントダウン以降は5歳）。第3話初登場。 謎の超能力少年。誕生日は8月24日。苦手な食べ物は魚（一方でNEOのED「ポルカ de 鷹の爪」では寿司を食べようとしているシーンが有る。また、DOの魚釣り大作戦では、他の一員とガチで魚を食べたことがある)大きな目に紫色の肌をしているが、肌が紫色なのは超能力少年だかららしい。おでこに血管が浮き出ている。まだ言葉がうまく話せないため、「パパ」など簡単な単語しか喋れない。総統を「パパ」、吉田くんと博士とフィリップを「お兄ちゃん」と呼んで慕っている。強力な超能力の持ち主で、地球の自転を反転させたり、九州と北海道を入れ替えるなど朝飯前と言われるほどの能力を持っている。.jpでは巨大化し自衛隊を蹴散らし、NEOでは異星人の艦隊を撤退させたり、デラックスファイターの関節を無理やりな方向に曲げたり、戦争に乗り出そうとしている某国の大統領の気を変えさせたりなど、さまざまな面でその能力が発揮されている。
鷹の爪団で唯一の左利き（ただしNEOのED「ポルカ de 鷹の爪」や、MAX25話では右手で箸を持っている）。鷹の爪団の中で最もデラックスファイターのことが嫌いで、第1期テレビシリーズの第10話「クリスマス大作戦」（テレビ未放映）では、デラックスファイターからのプレゼントの変身セットを露骨に拒否している。デラックスファイターの方もその圧倒的な力を恐れている節を見せ、鷹の爪団の中でも菩薩峠だけは絶対に怒らせない様にと細心の注意を払っているという。
作者のブログでは、菩薩峠のモデルはオタマジャクシとされている。
第3話「菩薩峠君 登場!」ではフェンダーミラー将軍に拉致されて生物化学兵器研究所に監禁されていたが、そこへ忍びこんだ総統たちと出会い脱出、その後鷹の爪団の一員になる。第11話「ファイナルアタック前編」で鷹の爪団員が機動隊に確保されている間にフェンダーミラー将軍の部下の研究員に再び連れ去られ監禁されてしまうが、別室にて腕を拘束されていたデラックスファイターを助け、自力で脱出した。最終話で無事本物のパパとママに再会し、菩薩峠が母親似だったことが判明する。
劇場版ではいつの間にか鷹の爪団に戻ってきており、3部作全てでオープニングに登場する鷹のマークをデザインしたペンダントを付けている。
短編作品「お〜い!菩薩峠君」にも登場しており、デザインした当初はただの気持ちが悪い少年という設定だった。
.jp第1話で、菩薩峠は「お友達感覚」で加入させたメンバーだったことが判明した。
なお、作中では「菩薩峠くん」と呼称・表記されていることがほとんどで、呼び捨てにされることは稀である。
フィリップ（本名：岡本和夫）
27歳。鷹の爪団の外部契約戦闘員。誕生日は3月10日。吉田くんと同じく『菅井君と家族石』からの使いまわしキャラクター。竜の爪団に入団する前（鷹の爪ライジング）は吉田くんと共に島根から上京しアパート「メゾン血みどろ」で共同生活をしていたが、居酒屋「オンラインストレージ」でアルバイトして活動中、新しいビジネスモデルとしてTwitterに似たビジネスを考えたものの、吉田くんに没にされ、結果的に居酒屋でのアルバイトを続ける事になり、店長からは新しい店の店長を任される程の信頼を得る事となる。しかしその後、吉田くんに強制的に組織に入れられた。元パンテラのボーカリスト、フィル・アンセルモをモチーフにしたパロディキャラクターで、英語表記のイニシャルは「F」ではなくPhilipの「P」。
頭をスキンヘッドにし、赤いタンクトップを着用して、腕全体に入れ墨を彫り込んだいかつい容姿。手は常にファックサインのような形にしているが、立てているのは中指ではなく人差し指（菅井君と家族石では実際に中指を立てている）。菅井君と家族石では下半身がなかったため、秘密結社鷹の爪の製作が決定した際に下半身が追加されたが、その下半身を逆さにしてみると｢スケキヨ｣でお馴染みの犬神家の一族に登場する水面から飛び出た足と同一のポーズをしている。見た目とは裏腹にマイクを使わないと話せない小心者。しかしテレビ版第1シリーズ第4話にて若返りマシンに入った際、中学生時代、髪型をリーゼントにセットして、盗んだバイクで走り出し、信じられぬ大人との争いを繰り広げ破壊活動をする典型的な不良で、小学生時代にはいつも「ウンコー!」と叫んでいるガキ大将だったことが判明する。団員の中で最も表情の変化が少なく、吉田くんが「爪」と書くつもりで間違えた「瓜」と記されたマスクで顔と頭を隠している。大型スピーカーで増幅した絶叫をぶつけ攻撃するデス声が特技で、飛来するミサイルや刑務所の壁を破壊するほどの威力があるが、総統の命令でテレビ放映時には禁じ手にされていた。メンバーの中では最も常識的な思考を持つが気が弱いので上手く意見できず、総統からは「ダメな奴は何をやってもダメ」と言われており、のけ者扱いされることもある。
鷹の爪団の宿敵（時には味方）であるデラックスファイターに憧れており、テレビ版第1シリーズ第5話で夢の中での正義の味方デラックスフィリップとして活躍しているところを「夢のぞき機」で総統に見られてしまい、鷹の爪団をクビにされた。その後「ピザ屋」や「100円ショップ」「大家の手下」としてアルバイトしていたが、神経新型ガスをばら撒くというニュースを見たときは大家、デラックスファイターや民間人、そして政府に誤解を受けていたのにもかかわらず冤罪で逮捕されて刑務所行きにされた総統と吉田くんを助け、再び鷹の爪団に復帰した。鷹の爪団復帰後も、未だに正義の味方としての夢を諦めきれずにいる（webシリーズ57話より）。
テレビ版第1シリーズ第4話で老化マシンに入った際、フィリップだけが墓石となり、第4話が製作された日の半年後の2006年（平成18年）10月20日が没年月日と判明する。墓石に記された日付の通り劇場版で墓石になってしまう。
劇場版2作目以降では、レオナルド博士の手によりスイッチ一つで幽霊になったり人間になったりするリモコンが開発され、都合の良い時に人間に出来る半霊半人にされてしまった。
『秘密結社鷹の爪 カウントダウン』では、第3話にて総統代行に任命され「お前ら、クビ！」という大胆な改革案を指示したところ、再び鷹の爪団をクビにされた。その後は本屋「BOOKお麩」でアルバイトを始めた。店長としての実績を見せ、部長に異例の昇進を果たしたことを皮切りに出世を重ね「フィリップDEATHホールディングス」という会社の社長に就任。大企業の若きリーダーとして多角的経営に乗り出した。本屋のアルバイト時代に百合（ユリリン）という恋人ができ、後に結婚。劇場版第5作目ではラストに彼女から妊娠したと告げられた。百合からは「フィリリン」と呼ばれている。鷹の爪団の世界征服の理想にかける想いは総統に勝るとも劣らない。現在、鷹の爪団の大株主。
劇場版3作目では死ぬと増えてしまうことが明らかになった。
NEO以降では、幽霊になれることが役に立ったこともあるが、食事やイベントなどでは幽霊にされて除け者にされ、総統には辛辣な言葉を浴びるなど、すぐ落ち込むことの方が多い。百合には結婚後に幽霊であることを告白するが、彼女には普通に受け入れられた。
外伝『むかしの吉田くん』では、吉田くん以外の団員の話は一切語られないが、フィリップにおいては和夫とフィリップは同一人物だと劇中で語られている（和夫青年を参照）。
劇場版第1作目で総統の別れた妻との間に生まれた子供と同姓同名であることが判明するが、劇場版第5作目でフィリップ自身は自分の父親は総統だが、総統はそのことを気づいていないと語った。但し、総統に自分が息子である事を隠している理由は不明。
『DO』では、フィリップDEATHホールディングスという会社の会長となっている。他のメンバーが不在のため、一日総統に任命される。総統達は全く期待していなかったが、本社に連絡して「オペレーションT」を発動。社員総出で出撃し、世界各国を瞬く間に制圧するほどの軍事力を秘めていることが明らかとなる。
鷹の爪団の中では最も動きが少ないキャラクターで、オープニング・エンディングを除くと歩く動作さえもつけられることはなかったが、『ゴールデン・スペル』ではシュガーに走り込み突撃するという大役に於いて、ようやくアニメーションがつけられた。

### 鷹の爪団の協力者
森田コウイチ（コウモリ超動物バット）
MAX第4話初登場。動物を超えた動物、超動物のコウモリで、熊谷の指示で鷹の爪団の偵察に向かうが、あっさりと捕まり、眉毛を消しゴムで消すという脅しに遭う。
本当の名前は「コウモリ超動物バット」なのだが、吉田くんに「（コウモリを）英語で直訳しただけじゃないか」と突っ込まれ、「森田コウイチ」と勝手に命名される。以降、鷹の爪団、デラックスファイター、さらにはブヴァエモン博士にまで「森田コウイチ」と呼ばれるようになってしまい、誰も本名を呼ばなくなりつつある。声は電脳戦士土管くんに登場したピーターの声をレオナルド博士と同じ加工された声となっている。
その後もスパイとして鷹の爪団の基地に潜入しているが、次第に鷹の爪団と仲良くなっており、MAX第9話では団員と餃子を作ったりトランプで楽しんだりした挙げ句、鷹の爪団が週末に伊豆の下田へアジサイを観に行きたがっていた事から費用として、阿武隈バイオ研究所の隠し金庫のことまで喋っていた。
作中よく喋るキャラでは珍しい常識的な思考を持った存在であり、貴重なツッコミ役も担っている。
元々は上記のように鷹の爪団の敵として登場したが、あっさり捕まって以降は鷹の爪団にやたら入り浸る協力者的関係となり、EXとDOでは鷹の爪団やデラックスファイターと共にサブタイトル表示画面にも登場。ゴールデン・スペルではメインキャラの一員として登場している。

### デラックスファイター一家
デラックスファイター（本名：アンソニー・ファイター・デラクシス・ショスタコヴィッチ）
本シリーズの宿敵（鷹の爪団のライバル）。世界各国で活躍する正義の味方。42歳。アメリカ合衆国出身。誕生日は7月4日。デラックスカンパニーの社長。金持ちのセレブで、全高が高層ビルを遥かに凌駕する豪邸に住んでいる。好物は水羊羹。嫌いな食べ物はプリン。他のテレビアニメや特撮作品のヒーローと同様に見られているため人々から讃えられており、テレビシリーズや劇場版の終盤でほぼ偶発的に世界や何かを救っている。毎回登場する鷹の爪団とは異なり登場しない回もあり、イメージや名前のみの登場となった回もある。しかしテレビシリーズの第1話や終盤のエピソード、劇場版には毎回登場している。
前述のように腹黒かつ貪欲な性格に加えて非常に短気で、癇に障る言動や態度を取られると例え子供や老人であろうとも容赦なくデラックスボンバーを撃とうとする大人げなさや、面倒だったり命に関わる仕事などは断ったり、他人（特に鷹の爪団）に押し付けようとする自己中心ぶり、自分の立場が悪くなったり、思い通りにならないことがあると、人質を取ったりデラックスボンバーを使って脅迫や口封じをしたり、何かしら人助けをする際（若しくはした後）に相手に対して見返りとして金品を要求したり、倒れた敵に殴る蹴るなどの暴行を加えるといった卑怯さも兼ね揃えたお世辞にも正義の味方とは言い難い最低な人間性に加え、自身の関連グッズを悪徳商法同然なやり方で売りつけようと企てたり、自分には既に妻が居るのにもかかわらず可愛いヒロインが欲しいという理由で女性しか助けない正義のヒーローになろうとしたり、女性を陰から見つめる上に、途轍もなくセンスの悪い服や文才力が皆無の気味の悪いポエムを贈り付けたり、自身の売名の為には鷹の爪団に頼んで八百長を仕組んだり等の自作自演をする事さえも辞さない他、しまいには悪党相手に、金と引き換えに悪事を黙認するばかりか、時にはその悪事の片棒を担いだりするなど、スーパーヒーローの面汚しでもある（総統曰く「人間のクズ」「テレビに映るのが目的の俗物」「金で靡く糞野郎」。吉田くん曰く「絶対に地獄に堕ちる」「洒落にならないくらい最低な奴」「金髪豚野郎」「最凶最悪の怪人よりも最凶最悪」「一目見ただけで胸の悪くなる底意地の悪いゴミムシみたいな顔つき」「自称正義の味方の水色筋肉」。また『鷹の爪4 カスペルスキーを持つ男』では黒光産業社長から「とんでもないハイエナ」と評され、NEO36話では大家さんから「アンタ本当酷い奴だね」と言われ、『ゴールデンスペル』第3話では森田から「本当に正義のヒーローなのかよ?」と呆れられ、『DCスーパーヒーローズ』ではジョーカーでさえも「ただのクズ」と吐き捨てる程）。そのため、鷹の爪団のメンバー（特に総統や吉田）をはじめとするその本性を知っている（または知った）人々からは「インチキヒーロー」「役に立たない正義の味方」「ダメなヒーロー」「最低のヒーロー」「酷いヒーロー」等と軽蔑・罵倒されている他、ヒーローであるにも関わらず、菩薩峠くんやエリカ様などの本来なら慕われるべき子供達（『ゴールデンスペル』第3話では遂に「セアカゴケグモ以上に嫌われている」事が判明する）や、同じヒーローでもあるバットマンからも蛇蝎の如く嫌われている。
反面、世間の目に対しては無駄に気を配っており、テレビカメラなどの前では絶対に自身の本性を明かすような行動は起こさない。また、デラックス母やデラックス祖父、日本の首相やアメリカの大統領などの要人、大物政治家やその家族に対しては表の顔を作って紳士的に接する。ただし.jp第27話では日本の首相から地球を狙う宇宙人の艦隊への対抗を依頼された際には真っ先に拒否していた他、EX14話では媚び諂っていた牛山敏郎に対して、父親・牛山軍治郎が多額の賄賂を受け取っていた容疑で逮捕され後ろ盾を失った途端に掌を返して「正義の味方ツアー代1000万円を払え」と高圧的に接するなど、基本的には自分の保身を最優先に考えていることが窺える。
さらに劇場版第4弾で、デラックスファイターが普段戦っている理由は「正義のため」ではなく「気分次第」、更にはDO最終回において「善のため」でも「悪のため」でもなく「金のため」である事を自白している。また、ゴールデンスペル第4話では「デラックスファイターは“正義の味方”であったこそ、辛うじて内に秘めた悪の部分を抑える事ができていたのであって、大っぴらに悪をやらせてしまったら歯止めが利かなくなる」という事実が明らかになっており、実際に同話においてとある事情で悪に染まったデラックスファイターが『デラックスの爪団』を組織して世界征服に乗り出した際には、瞬く間に数千、数万の暴徒を結集して銀行強盗や破壊行為などを起こしたり、警察や自衛隊駐屯地を次々に制圧し、しまいには国会議事堂を包囲し、総攻撃を掛ける一歩手前まで追い込んだ(その際、森田からは「どういう正義の味方だよ!?」と突っ込まれた)。
一応、ヒーローだけあってVIP級の扱いを受ける事が多い反面、NEO第8話では正義の味方は「あくまでボランティア」ということらしく、警察に運転中の通話で違反切符を切られたり、愛車をレッカー移動されるなど、扱いは状況によってまちまちである。
また、劇場版第9弾では過去にヒーロー達にとっては憧れの存在であるジャスティス・リーグへの加入を希望したものの、バットマンから断られた為、その意趣返しに彼の映画のレビューに大量の酷評を書いたり、ブルース・ウェイン邸のトイレで用を足した後にそのまま流さない等の地味な嫌がらせをした事で彼と犬猿の仲になった事が明らかになっている。
上述したとおり、ヒーローなのに他人に迷惑をかける事ばかりする鼻つまみ者である一方、NEO第1話では失踪した鷹の爪団を心配してアジトを訪ねたり、壁にかけてあった鷹の爪団のTシャツを着て涙を流すなど、吉田くんからさみしがり屋と言われる一面を持っている。携帯電話の充電など些細な用事で鷹の爪団のアジトを訪ねることも多く、鷹の爪団が珍しくご馳走を食べられる機会に恵まれた時には決まって現れ、ご馳走を横取りしていくことも日常茶飯事である。
23年前（鷹の爪ビギンズ）のある出来事をきっかけに総統と戦っており、その頃は正義の味方らしい正義の味方だったことがNEO第13話で語られている。
MAX8話でテレビに出演した際は、自分の通っている幼稚園が脱税していると発覚した際建物を半壊させたと言っていたがその真偽は不明。
愛車はデラックスモービル。NEO第23話以降では新型スマートフォン「ポイポン5」を所持しているが、鷹の爪団の過失のせいで何度か壊されている。その際『日本にはいないはずのコンドルがポイポンを持ち去って道路に落とし、走行中の何台ものトラックによって潰された挙句、そこに工事現場の穴を掘る担当のおじさんがやってきて誤ってポイポンをドリルで粉々にし、途方に暮れた総統と吉田くんがポイポンの破片をのりで接合しようとした結果、全く原型を留めないガラクタになり、取り乱す総統に対し、吉田くんが様々な手を使って誤魔化す案を思い付き、総統からは「グッドアイデア！」とされるも、デラックスボンバーによって吹き飛ばされる』という展開が過去5回ほど起きている。その後、新型の「ポイポン6」に買い替えたが、これも同様の展開で壊されている(その後毎年iphoneが発売されるたびにポイポン○○を吹き飛ばすネタが公開されている。自ら公開しているブログのタイトルは「デラックスに行きまっしょい」。
戦闘中はもとより、日常生活においても必ず水色のユニフォームと白と赤のマント、顔の一部を隠すヘルメットを着用しており、デラックス家のルールということで家族にも着用を強制している。入浴中以外はヘルメットを取ることはないが、素顔を見せることに抵抗はないらしく、鷹の爪団のメンバーと温泉に入浴した時には堂々と素顔を見せており、頭部の生え際が後退しているのが目撃されている。服を脱ぐと鍛えられた筋肉質の肉体を確認できる。また、EX26話では吉田くんのデラックスボンバーの特訓のコーチをした際にはヒーロー風の衣装以外にも赤いジャージに竹刀、オレンジと緑のピエロの衣装と付け鼻に玉乗り用のボール（その時吉田くんはデラックスカンパニーのオフィスの間で綱渡りをしていた）、中華風の服とナマズ髭と言った服装をしていた。『蛙男商会の本』によると、ベルトのバックルの「D」デラックス家の紋章で有る他、ベルト自体はウエストポーチとなっており、財布や印鑑、預金通帳、クレジットカード等の全財産が入っている。
母親のデラックス母はいるものの父親のデラックス父は2004年（平成16年）に死別していることがNEO第9話で明かされた。
秘密結社鷹の爪カウントダウンの最終回では空を飛べることが発覚したが、本人曰く「疲れる」とのことで、1メートル浮くのがやっとな程能力が衰えていた（一応NEO8話で特訓を受けており、その時のコーチから「将来的には飛行機無しでアメリカまで行ける様に」と言われていた）。しかし、劇場版第5作目ではムササビと共に暮らしたため野生化し、空を飛べるようになっており、NEOの「ポルカ de 鷹の爪」以降の一部のEDでは空高く飛びながら登場する場合もある。
.jp第1話では『仮面ライダーシリーズ』にあやかってレオナルド博士にベルトを作ってもらい「デラックスドライバー」に変身できるようになった（この時いつも着ているヒーロー風の衣裳は普段着で、デラックスドライバーの衣装は作業着であることが明らかになった）。デラックスドライバーに変身した時はデラックスボンバーを手の平からではなく、胸の円形アーマーから発射する。
また.jp第9話において正義の味方は介護保険適用外であることが明かされ、ヘルパーを雇えないためデラックス祖父の面倒を鷹の爪団に見てもらった。
NEO第24話で鷹の爪団が開発に成功した怪人「ヘルシータイガー」に敗北したことで戦意喪失をしてしまう。一時期は戦うことを避けまくったが、デラックスカンパニーの重役と鷹の爪の協力によるセラピーで戦意を取り戻した。しかしそれ以後、怪人ヘルシータイガーと戦うことは避けており、鷹の爪団側も「（デラックスファイターがヘルシータイガーを恐れる姿が）あまりに惨め過ぎて気の毒になる」という理由で、ヘルシータイガーを半ば封印した状態でいる。
.jp第78話では自身のアンチテーゼとも言える正義のヒーロー、パーフェクトベストマンが現れてからは完璧に人気が落ちてしまい、自作自演で鷹の爪団に銀行強盗の襲撃をやらせ、デラックスファイターが解決しようとするが、鷹の爪団が襲撃した銀行に本物の銀行強盗が既に襲撃しており、自分も人質状態となり、パーフェクトベストマンに助けられた後、海岸にてスーパーヒーローを廃業して、喫茶店を経営しようかと考えていたが、鷹の爪団の総統の説得により、スーパーヒーローの廃業を撤回した。
DO第1話では街中にいた暴れロバに襲われ、蹄で眉間を蹴られたショックで記憶喪失に陥ってしまう。それを利用した吉田くんは自分は鷹の爪団の下っ端、挨拶は反復横跳びしながら「ポーチョロポチョロロー」と言うことなど教え込まされる。また、吉田くんによって、意味不明な名前をつけられる。名前は「ペドロ山デルコラソン」「さつまやまいもすけ」「ペリカン班長」「モバイルてこいちろう」「ぴろぴろぶんぶん」と変わる。モバイルてこいちろうと呼ばれていた頃に会社の重役がやってきて、記憶を蘇らそうとする重役を止める為に吉田くんがうっかりデラックスボンバーをするように指示してしまう。そして、重役を吹き飛ばしたが、デラックスボンバーという名前のおかげで記憶が蘇り、鷹の爪団も吹き飛ばされることになる。
Twitterにて、『バック・トゥ・ザ・フューチャー』で登場する、マーティーにキックボードを奪われてスケボーにされた子供は子供時代のデラックスファイターだと語るが真偽は不明。
番組初期の設定ではデラックスファイターの正体は地球を侵略してきた蛇型宇宙人であったが、フェンダーミラー将軍が登場した時にはこの設定はオミットされた。初期デザインでは戦隊ヒーロー風のデラックスファイターのデザイン画が存在する。
声優の渡辺久美子から、関西ローカルのラジオ番組の『ケロロとギロロの地球侵略ラヂオ』2007年12月1日放送の第87回放送分内で「なんとかマン」と言われてしまったことがある。
劇中で声がFROGMAN本人の地声に最も近いキャラクターの一人とされており、NEO第4話以降は「DXファイター」と表記される事が多くなった。
デラックスボンバー
デラックスファイターの必殺技。腕や足から黄緑色のビームを発射する。基本的に戦う相手の目の前に現れた瞬間、問答無用で繰り出される。略称は「デラボ」、もしくは「デラ」。鷹の爪団はアジトが破壊されてしまうことを防ぐため、示談交渉でデラックスボンバーを回避しようとしているが、腹黒く貪欲な性格のため、デラックスファイターは提示された金額や特典に納得がいかない場合デラックスボンバーで脅迫することも厭わない（大抵、吉田くんの余計な一言が原因で総統達はデラックスボンバーを食らう羽目になる）。
攻撃力・破壊力に関しては調節ができるようで、家や鷹の爪団の秘密基地を吹き飛ばす（爆発もするのか、放ったあとにはキノコ雲が上がることが多い）、また周囲に被害を出さないよう「軽めに」放ったり、デコピンならぬ「デコボン」や、水切りを行うことも可能。
一方で、デラックスファイターはこの技以外に他の必殺技などは無く、筋肉質な外観とは裏腹に腕っ節もそこまで強く無い為、この技が効かない相手に遭遇したり、技そのものを封じられると、相手に勝つ事は実質不可能となる（吉田くん曰く「デラックスボンバーが使えないデラックスファイターはただのオッサン…いや、変なヘルメット被ったクレーマー」との事）。
デラックスボンバーのエネルギーは、デラックス一族の体内に備わった「ボンバー腺」で作られる（一方でEX第26話では、吉田くんがデラックスファイターに弟子入り、訓練した結果、通称吉田ボンバーを出すことに成功している）が、カウントダウン5話にてデラックスボンバーを打ちすぎるとボンバー線が肥大し死んでしまうこともわかっている。
スナイパーキット（サプレッサー状の筒とスコープ）を腕に装着することで対象に気付かれずに狙撃することも可能。
デラックスボンバーの呼び方についてはfrog man showの鷹の爪第1シーズンの最終回にて「デラックスボンバーじゃなくてデラックスビーム」と鷹の爪団が話していた。実際にデラックスファイター自身も少年時代まではデラックスビームと呼んでいたが、初恋の人物であるキャシーからデラックスボンバーに変えるように強引に言われ、デラックス母に説得して現在に至った。それ以降はデラックス母も含めたデラックス一家全員デラックスボンバーに呼び方が統一している。
デラックスヨメ
声 - ホンマキョウコ
第6話初登場。36歳。デラックスファイターの嫁だが遊興癖があり、いつも家を空けている。ピンクのユニフォームを着ている。デラックス家に嫁いで来たためデラックスボンバーは撃てない。
いつも夫と子供たちを放置して友達と遊び歩いているため常に行方不明。
講談社刊『蛙男商会の本』によると、フランス系ナイジェリア人で、モロッコのカサブランカでデラックスファイターと出会ったとされている。
デラックスドウター
声 - ホンマキョウコ→亜沙
第6話初登場。16歳。デラックス夫妻の長女。緑色のユニフォームを着ている。デラックスボンバーを撃てる。反抗期を迎え、ユニフォームを着るのを拒否するなど父親に反発していたが後に和解する。
しかしそれでも反抗は続いているらしく、劇場版第4作目ではデラックスファイターに何の相談もせずにペットを飼っていたり、.jpでは家出することがたびたびある。
『THE FROGMAN SHOW DS だって、しょうがないじゃない。』では鷹の爪団の吉田くんと一度は恋に落ちるものの最終的に吉田くんのダメさに気づき、デラックスファイターと協力して鷹の爪団を攻撃した。吉田くんがデラックスタワー崩壊時に衝撃でドウターの胸に頭を乗せてしまい「丘です丘!マシュマロの丘です!」とベタな男子中学生の表現をし、ドウターは照れていた。
TVシリーズ1作目と『THE FROGMAN SHOW DS だって、しょうがないじゃない。』ではホンマキョウコが、テレビシリーズ2作目以降では小室亜沙がドウターの声を担当をしている。
デラックスサン
第6話初登場。12歳。デラックス夫妻の長男で、ドウターの弟。黄色いユニフォームを着ている。
周囲に無関心で常にテレビゲームに興じているが、第1期の最終回で正義に目覚め鷹の爪団と共闘して父を救い出そうとする。
デラックスボンバーが上手くコントロールできず、布団に夢ボンバーをしていたが、カウントダウン第5話において第二次性徴に伴い撃てるようになった（その際の最初の標的は父のデラックスファイターであり、家庭内ボンバーをしてしまっている）。劇場版第4作目ではさらに成長し声変わりを経て、父親のデラックスファイターとほぼ同じ声になった。
劇場版第4作目で初めてヘルメットの下の素顔が明らかになったが、しばらく息子を見ていなかったデラックスファイター曰く「スノボの日本代表選手みたい」になっている。
.jpでは家に寄り付いていないらしい。
GT47話では家に帰ってきた父がデラックスドウターやデラックスヨメが何処に居るのか訊いて来た際は「ああ？俺が姉貴やお袋の居場所を知ってるわけ無えだろ？」と言っているなど、姉と同様父親との付き合いが上手く行っていないことが窺える。
デラックス父
NEO第9話に名前のみ登場。故人。72歳没。デラックスファイターの父親で、デラックス母の夫。1932年生まれ。
作中ではデラックスファイターのイメージで墓石のみの登場だった為、容姿や性格等は一切不明である。
デラックス母
NEO第9話に登場。デラックスファイターの母親で、アメリカで1人暮らしをしている。紫色のユニフォームを着ている。手からではなく口からデラックスボンバーを放つ。デラックスファイターは日本での活躍ぶりを見せようと、鷹の爪団の協力を得て八百長の悪党退治を演出するが、デラックス母にはお見通しで、最終的に息子の愚行に「ちゃんと世界の平和を守らんかい！この馬鹿息子がぁ！」と怒ってデラックスボンバーで吹き飛ばしてお仕置きしたが、何故か鷹の爪団も一緒に巻き込まれる羽目になり、総統は「とばっちり〜！」と嘆いた。
デラックス祖父
.jp第9話に登場。デラックスファイター母方の祖父。オリーブ色のユニフォームを着ている。老人らしく振舞うも、内面はデラックスファイターよりもしたたかな面を見せた。

#### 竜の爪団
第1期第1話に登場。鷹の爪団の前身となる組織。
竜の爪団戦闘員
赤いコスチュームとマスクで身を包み、吉田くんから戦闘員のしゃべり方の教育を受けていた。なぜか宇宙人のような外見の者が多かった（一人だけ、『フルメタル・ジャケット』に登場する「微笑みデブ」ことレナード二等兵に似た外見の者がいる）。
デラックスファイターのデラックスボンバーで基地ごと吹き飛んでしまったが、総統曰く「死んだのではなく見事に着地してそのまま田舎に帰った」とのことで、彼らは最終話で再登場している。
裏氏又朗
.jp第3話に登場。竜の爪団の戦闘主任。7年前、総統と吉田くんが電車で不良に絡まれ袋叩きにされていたのを30分見とれつつ、なんとか不良に小遣いを渡し総統たちを助けたところ、たまたま居合わせたウミガメに感動され、その亀に連れられて失踪、これ以降は吉田くんが戦闘主任を引き継いだ。亀には女性店員だらけでモテモテになるピザの90分間食べ放題の店へ連れて行かれ、お土産として開けてはいけない玉手箱をもらい、気付いたら2012年（平成24年）になっていたという。鷹の爪団の秘密基地へと帰って来た際、その場に現れたデラックスファイターに玉手箱を渡して追い返したものの、また同じ亀が現れて結局同じ店へ行くことになった。一方、玉手箱はデラックスファイターが電車に置き忘れ、7年前に総統と吉田を襲った不良たちが開けてしまい老人になってしまった。

#### 鷹の爪団の親族
大家さん
第7話初登場。50歳。鷹の爪団の住んでいるアパートの家主。化粧が濃く髪にパーマをかけてヘッドバンドを締め、ヒョウの顔が描かれたTシャツを着ている女性。顔に関しては総統から「良い意味で産業廃棄物みたい」と称された事もある。秘密結社鷹の爪ではほくろがついていたがカウントダウンでは消えている。鷹の爪団から厳しく家賃を取り立て、滞納の際には鷹の爪団のトラックを差し押さえてしまう。反面、いざという時や世界の危機の時には鷹の爪団に協力もしてくれる強い味方であり、家賃さえ払っていれば非常に優しい性格。
普段から素手で総統をボコボコにするばかりか、銃器で武装した特殊部隊を一瞬で全滅させたり、高速で走る鷹の爪団のトラック（夜逃げマシーン）の出力最大のジェット噴射を真正面から浴びても無傷でいたり、果ては宇宙服無しで宇宙空間で過ごすことができるなど、シリーズの中でも最強クラスの身体能力、戦闘能力、生命力の持ち主で、総統からも「車から落ちたくらいじゃ死にはしない」と評されている。
総統とは23年前（鷹の爪ビギンズ）の黒い爪団時代からの付き合いで、当時ディスコ「YOKOANA TOKYO」の経営者だった総統とは顔なじみ（総統の事は「小泉の鈍ちゃん」と呼んでいた）であり、デラックスファイターに取引を阻止された挙句ディスコの経営権を奪われ路頭に迷っている総統に対して自身の経営するアパートに「空いている部屋を自由に使っても良い。家賃は格安にしておく」と勧め、以降そのアパートは鷹の爪団の秘密基地として使われ続けている。
劇場版第1作目では瀕死状態の総統に人工呼吸をする際、自分の中の女の部分が目覚めてしまい総統に熱を上げる。それを見た吉田くんたちは激しい嘔吐に見舞われた。その後、正義に目覚め鷹の爪団と共闘して世界を救おうとする。そんな中総統の愛を全世界に伝えるなど純情な一面を見せると、吉田くんたちはもちろんの事、メカフェンダーミラーやその手下達、テレビを通してこの様子を目の当たりにした世界中の人々を激しく嘔吐させた（吉田くん曰く「気持ち悪い通り越してまるで疫病のようです」）。
カウントダウンから「房子さん」という名前がついた。さらに総統の子供を身籠もり、最終話で2010年（平成22年）1月1日の午前0時0分に出産している（なお、総統本人は第6話で「身に覚えがない」と発言している）。大家さんの妊娠までの経緯は劇場版第3作目で詳細が描かれている。MAX以降のテレビシリーズではほとんど出番がなく、EXとDOでは一度も登場しなかったがGTでは第8話で久しぶりに登場した。
「古墳GALのコフィー」第1話「ダニエルの受難」にて、大家にそっくりな人物が登場している。
エリカ様
総統と大家さんとの間にできた少女。3歳。2010年1月1日生まれ。
.jp第1話と第10話に登場。沢尻エリカを子供にしたような容姿で、菩薩峠くんと同様、デラックスファイターが死ぬほど嫌い。
吉田くんの母
劇場版第2作目初登場。吉田くんの母。吉田くんが島根県に帰ることを連絡していれば、鶏と女性用下着を用意して待っていたらしい。鷹の爪団をカメムシの養殖業者だと思っていたが、劇場版5作目では世界征服を目的とする秘密結社である事を理解している。
劇場版第8作目では元カポエイラの世界王者で有ることが明かされた。
島根県吉田村の住人
劇場版第2作目初登場。永徳じいさんをはじめとした、吉田くんの故郷に住んでいる老人たち。老化した吉田くんのような風貌をしている。吉田くんを「ジャスティス」と呼んでかわいがっている。永徳じいさんは本名が「ドミンゴ」で、永徳は島根の言葉で100%片思いという意味だと語っている。
劇場版第3作目では島根県を操縦して活躍する。総統曰く「島根県のお年寄りが1000人いれば百人力」。
吉田くんの父（マクシミリアン）
劇場版第第5弾の公式サイトと劇場版第8作目（イメージのみ）に登場。吉田くんに似ており、吉田村が恐怖の大王に襲われた時、大王と戦い勝利を納めたが、無理な耳掃除をして死亡した。
劇場版第8作目では、生前は「類人猿最強の男」と言われた総合格闘家だったことが明かされた。
吉田くんの弟（フォートレス、ギガンテス）
劇場版第8作目に登場。其々吉田家の次男と三男。吉田くんそっくりの風貌をしている。
百合
声 - 亜沙
カウントダウン第6話初登場。フィリップの彼女で後にフィリップと婚約する。BOOKお麩でアルバイトをしていて知り合った。フィリップをフィリリンと呼び、フィリップも彼女をユリリンと呼ぶ。NEOではフィリップに代わって「フィリップDEATHホールディングス」の経営を任している。フィリップへの愛情は深く鷹の爪団にも理解があり、世界征服への情熱が見られない鷹の爪団に愛想を尽かしたフィリップが、鷹の爪団をやめると打ち明けたときには、世界を本当に幸せにできるのは鷹の爪団だけだと語っている。劇場版第5弾のラストでは妊娠したことを明かしている。
菩薩峠くんの両親
最終話で菩薩峠くんを迎えにきた。父親は普通の人間だが、母親はサザエさんのような髪型で、菩薩峠くんと同じ顔と紫色の肌をしている。

### 鷹の爪団の怪人たち

#### 複数のシリーズ
タンス男
第2話初登場。レオナルド博士の開発した怪人製造マシンで、実験的にタンスと男を合体させて作った怪人。タンスにした理由は博士曰く「男は引き出しが多いほうがいい」から。初期の怪人製造マシンは非生物と生物の合体が上手くできず、外見は普通のタンスだが、中身は一目見た総統たちが泣き出すほどグロテスクな姿となってしまう。その後、牛男となってしまった吉田くんとフィリップを元に戻す際に分離の実験台に使ったがやはり失敗、タンスからは分離したものの、バイオハザードに登場してもおかしくないほどグロテスクな怪物になってしまった。第3話に登場する生物化学研究所も、同じ失敗をしてタンス男を作ってしまっている。
一度博士に倒されたものの、その後も頻繁に登場し『古墳GALのコフィー』にも登場した。
劇場版第1作目は映画を観に行く子供が嫌がるため未登場だったが、第2作目ではMr.Aが住んでいるマンションに登場した。第3作目ではレオナルド博士の実家にも登場しているが、この時には新デザインと旧デザイン物が登場している。
.Jp第58話、DO第14話でもワンシーンだけ新デザインと旧デザイン物が登場した。ちなみに、1期の試作品にもタンス男は登場するが、この頃のタンス男はタンスに手足を生やしたような見た目で、妙な鳴き声を発していた。なお、分離後のタンス男は、テレビ放映版の分離前と同じ外見だが、タンスの中身は確認できていない。吉田と総統は分離後タンス男の中身を見てかなりの衝撃を受けていた。
蛙男
第3話に登場。吉田くんとレオナルド博士が作った怪人の一体。蛙と男が合体しており、ただパソコンでくだらないFlashアニメを作っている。総統からは「なんだねこの蛙男というのは。さっきからくだらんFlashアニメばかり作りおって」と言われてしまい失敗作に終わった。
「THE FROGMAN SHOW DS 〜だってしょうがないじゃない〜」ではレオナルド博士が作った武器の試し撃ちに遭い、射殺されている。
大空男
第3話・カウントダウンDVD第4巻のテレビ未放映エピソードに登場。吉田くんが大空と男を合体させて作ったでっかい夢を背負っていそうな（総統談）怪人。これまでの怪人は大体がネガティヴで短絡的で直情的で了見が狭いという問題があったため、吉田くんが「高い志を持ち、物事を俯瞰で捉えることができ、大きい心を持った怪人なら大きな仕事を成し遂げられるのでは?」と思って作った。期待通り商店街を活性化させたりと大きな仕事を成し遂げそうだったが、それを見込んだ辰巳コンツェルンの総裁・辰巳重郎太に引き抜かれ、鷹の爪団を去っていった。

#### その他
悪徳怪人エチゴヤ
「総統の夢」のみに登場。鷹の爪団史上最も悪そうな怪人だが本当にあくどい性格で、組織を裏切った上にデラックスファイターにニセ情報を売り、金を儲けていた。手につけられないくらい悪党であるため失敗作になった。
全方向悪怪人バッドボーイ
「総統の夢」のみに登場。エチゴヤでの反省から、性格ではなくフィジカル面で悪党な怪人を作ろうとして誕生。「全方向悪」すなわち全てが悪く頭も目もお腹の調子も悪いため、結局失敗作になった。
殺人マシン怪人ブコロース1号
「総統の夢」のみに登場。フィジカル面で強く頭も良い、忠実な怪人を作り出そうとして誕生した怪人。正確・確実に命令に従うが、機械なので口頭での命令ではなく、全て細かくプログラムさせてもらわなければならない。博士が言うには「何処を通って、どの地下鉄の入り口を使い、どの路線に乗って、何輛目の何番目のドアから入って、どのつり革につかまり、どの駅へおりて、どの階段で地上に出るか」まで入力しないといけないらしい。入力後デラックスファイターをやっつけに行くが、基地の玄関の隣の壁に当たり吉田くんに「安いオモチャ以下」と言われて、失敗作になった。
上京してきたお袋
「総統の夢」のみに登場。相手の里心につけ込み、デラックスファイターに「板長になった」と嘘をつかせる程であったが、デラックスファイターに組織の軍資金を手渡してしまう。
デラックスファイターダーク
「総統の夢」のみに登場。デラックスファイターと同じ能力を持ち、それ以上の攻撃力を持つ。怪人としては成功した一体だが、性格は本物のデラックスファイター以上に悪党で、示談交渉にも応じない。
怪人反射男
「THE FROGMAN SHOW DS 〜だってしょうがないじゃない〜」のみに登場。菩薩峠くんが持っていたニンテンドーDSと男を組み合わせて作った怪人。その怪人の顔となる画面でレーザービームも跳ね返すことができる。デラックスボンバーも跳ね返せるが、長時間の攻撃には耐え切れず、大破した。
壊れやすさから吉田くんは「P○Pのほうがいいですよね」と発言し総統があわててフォローする場面がある。
クリント・ウエストウッド
名前はクリント・イーストウッドのパロディー。JR西日本さわやかマナーキャンペーン「マナーの掟」に登場する「西日本征服専用怪人」。だが本当に西日本に詳しいかはよくわからない。カウボーイハットにJR西日本のコーポレートカラーの青色のポンチョに、JR西日本・西日本JRバスの事実上のサブカラーのピンクのブーツという扮装。ポンチョには白い「W」の字がある。
サイレントキラー
サントリーの商品「胡麻麦茶」のCMに登場。博士がサイレンと吉良コーズケの介（吉良上野介）を合体させて作った怪人。サイレントキラーとは血圧の高い状態により引き起こされるさまざまな害の総称である。血圧が高い総統に忍び寄っていた。
怪人午後の再放送
サントリーの商品「エスプレッソーダ」のCMに登場。午後の再放送のようなけだるいオーラを出して敵を感化させる怪人。しかし、それ以上に吉田くんや総統が感化を受けてしまった。博士が取り出したエスプレッソーダ（怪人製造マシンでエスプレッソと炭酸を合成して作ったらしい）を団員みんなが飲んだことでフレッシュな気分になり（デラックスファイター含む）、怪人も爽やかな「朝の生放送」に変化した。
田所恵蔵
「おねだりわんこ×鷹の爪」コラボアニメに登場。ペットの人懐っこさをそなえた田所治夫とペットの従順さをそなえた中林恵蔵を合体させて作ったペット怪人。容姿はNEO第26話に登場した陸上コーチそのものである。総統に結婚相手を探してほしいとおねだりした。
怪人ウンコ男
「吉田くんの×（バッテン）ファイル」に登場。
怪人スロー犀星
劇場版第9弾に登場。

### 各シリーズ・劇場版のゲスト

#### 他作品からのゲスト
作者が過去に制作した他作品のキャラクターと同名かつ同容姿のキャラクター（容姿のみ使いまわされる場合は含まない）
熊谷
作者が過去に制作した作品『宇宙食堂味よし』『社長と私』にも登場したキャラクター。
テレビ版第1シリーズの熊谷
第7話に登場したスクールバスの運転手。目にバッテン傷がある。第4シリーズに登場した熊谷とは容姿は同じだが別人。
テレビ版第4シリーズの熊谷
MAX第4話初登場。「阿武隈バイオ研究所」のしっかり者の助手。第1シリーズに登場した熊谷とは別人。常識的な性格で、阿武隈のツッコミ役に回る事が多い。下記の阿武隈共々、主に画面に映る部分以外（下半身など）は描かれていない。
阿武隈ブヴァエモン
作者が過去に制作した作品『古墳ギャルのコフィー』『社長と私』にも登場したキャラクター。『宇宙食堂味よし』の大将とも同じ容姿。
MAX第4話初登場。世界征服組織「阿武隈バイオ研究所」のリーダーで、肩書は「博士」。地球を環境破壊から守るために世界征服をもくろむ。しかし、どこか抜けており、「鷹の爪団」を「腰の紐団」、「総統」を「総長」等と名前を読み間違えることが多い。吉田くん曰く、MAX最終回に大きく絡んでくるらしい（実際に彼の作ったウイルス「コンビウイルス」が終盤のキーアイテムとなった）。
『菅井君と家族石』からの使いまわし
レギュラーキャラクターの吉田くんやフィリップも『菅井君と家族石』からの使いまわし。
手抜田
第1シリーズ第1話から登場したニュースキャスター（このときの肩書は「記者」）。名前の通り、手抜きで描かれたキャラクター。第1話以降も度々登場している。
菅井家
テレビ版第1シリーズ第9話に登場した島根県在住の5人の黒人家族。吉田くんが東京の会社で働いていることを聞き、30日以上歩いて東京へやって来た。東京に着いたときには極度の空腹で、家族が「熊が食べたい」と言ったために博士が食われることになった（菅井家の母ちゃんはレオナルド博士より強い）。

小料理屋「文江」
小料理屋「文江」は蛙男商会の作品『週刊シマコー』にも登場する。
文江
声 - 亜沙
蛙男商会の作品『週刊シマコー』にも登場したキャラクター。
劇場版第4弾に登場した小料理屋「文江」の女将。主人に先立たれ、店を一人で切り盛りし、女手一つで息子を育てた未亡人。岬区再開発のため店を立ち退きするよう黒光産業に詰め寄られているが断固として抵抗している。また、その立ち退き騒動の関係上知り合ったデラックスファイターに惚れられている。
ツトム
劇場版第4弾に登場した文江の息子。デラックスボンバーを駆使して岬区再開発予定地の住人を次々強制立ち退きさせるデラックスファイターを初めは嫌っていたが、デラックスファイターが「建設会社との雇用関係がなければ襲ったりしない」と発言し、店を守るようになってから非常にデラックスファイターに懐いている（ただし、デラックスファイターは彼の名前を最後の最後まで覚えなかった）。成人男性の股間をキレのある右フックでえぐるように攻撃するのが得意。

『古墳GALのコフィー』からの使いまわし
コフィー
『古墳GALのコフィー』における主人公で前方後円墳。テレビ版第1シリーズの第10話（テレビ未放映）ではクリスマスにソリに乗って登場（セリフはなし）。劇場版第4弾では今まで常に鷹の爪の劇場版と同時公開されていたコフィーシリーズが、今回に限り同時公開ではないことを知らせるために登場した。
なお、コフィーの声は相沢舞（第2期より）が務めているが、劇場版第4弾ではギャラが払えなかったという理由でFROGMANが行っている。『GG』では相沢のオファーが間に合わなかったため、登場しなかった。
ダニエル
『古墳GALのコフィー』に登場する四隅突出型墳丘墓。テレビ版第1シリーズの第10話（テレビ未放映）で、コフィーと一緒に登場（セリフはなし）。劇場版第4弾でもコフィーと一緒に登場した。『GG』にも登場した。
桶狭間
『古墳GALのコフィー』に登場する落ち武者。劇場版第4弾でコフィー、ダニエルと一緒に登場し、『コフィー』の劇場版がないことにかなり立腹していた。
後藤ヘル代
.jp第56話に登場。『古墳GALのコフィー キャンパスライフ』からのゲストキャラクター。本作では霊能者という設定。除霊の腕は確かだがその度に料金を取ろうとする。

##### 他作品の番宣
姫川亜弓、北島マヤ
「秘密結社鷹の爪×ガラスの仮面ですが」に登場。それぞれ、総統とデラックスファイターに化け、『ガラスの仮面ですが』の番宣をして帰った。

#### 複数のシリーズ
手抜田記者

ゾフィー
吉田くんが女装した際の名前。第5話で吉田くんの夢の中に現れた。夢の中ではドイツ軍占領下フランスの歌手で、恋人のジャン・クロード（総統）がレジスタンスの作戦に駆り出されるのを涙で見送る。カウントダウン第9話や劇場版1作目、EX第8話にも登場している。
サンタクロース
テレビ未放映話に登場。上空でコフィーとダニエルと一緒にソリに乗っていて子供たちにプレゼントを配りに行く途中、銀行強盗の人質にされた鷹の爪団の総統と吉田くんを助けた。
NEO第33話に再登場した際は、北極圏の自宅までやって来た鷹の爪団にクリスマスプレゼントを配る手伝いをさせた。昔は空飛ぶソリを100台も連ねて、世界中の子供たちにクリスマスプレゼントを配っていた。しかし近年は戦争や食糧危機のために子供たちから余裕が失われ、プレゼントのリクエストが減っていることを憂いている。
MAX第33話に再登場した際はA5級の国産黒毛和牛のプレゼントをデラックスファイターに用意していたが、デラックスファイター自身はクリスマス・イヴの夜に中年女性からバッグを盗んだひったくり犯を捕まえたものの、その女性に見返りとして有り金の3割を要求した為、デラックスファイターにプレゼントを渡すのをやめていた（なお、その黒毛和牛はデラックスファイターが鷹の爪団に迷惑をかけた事へのお詫びに鍋をする為サンタクロースにリクエストしたものの、その時はクリスマスから既に半月経っていた為腐っていた）。
DO第31話では去年のクリスマスは鷹の爪団に会えなかった為、変装して鷹の爪団にとって役立つアイテムが出て来る福袋を（「遅ればせながらの儂からのプレゼント」として）3000円で売っており、その様子を隠れて見ていた。しかし「世界征服は自分の手で勝ち取るんじゃぞ」と言って去り、吉田くんが最後に福袋から出したデラックスファイター対策のアイテムは「金髪ブタ野郎」と書かれていた紙であった為、怒ったデラックスファイターによって鷹の爪団はデラックスボンバーで吹っ飛ばされた。
GT33話ではソリを引くトナカイの一頭が徹夜続きで労働環境の改善をしなかった事がきっかけで鷹の爪団のアジトまで逃げ出した事や、昔ながらのやり方に拘るばかりで時代に追いついていない事を反省し、これからは深夜残業の他に紛争地帯へプレゼントを届ける際に危険手当もつける事も約束した。
コフィー

ダニエル

桶狭間

サイトゥー
蛙男商会のアシスタントディレクター。むかしの吉田くん第4話で描写の面倒くさいヤマタノオロチを描く役として紹介される。その後、鷹の爪.jpの次回予告をする役で再登場するが、毎週シナリオが完成してない状態で予告をするため、予告ではなく予測になってしまっており、最後に視聴者とじゃんけんをして終えるというのがお決まりとなっている。第37話以降、次回予告のために鷹の爪.jp本編から外されてしまったので情報がほとんど入ってこない状態で予想をしている。制作が配信に間に合わなかった第54話のお詫びコメントでは実写で初登場している。
重役
NEO第4話初登場。デラックスカンパニーの重役。小太りと背が高い人物の2人でセットの事が多い。デラックスファイターのお世話係のような存在で、同時に会社内での彼のツッコミ役でもある。
現場作業員
NEO第32話初登場。2人組の工事現場の作業員。後述で傷だらけになったポイポン5の落下現場に毎回現れては、落下場所に「さー、（ドリルで）穴掘るっぺー」と訛った口調でポイポン5ごと穴を開けようとドリルを当てて、カール髭のもう一人が「おーい、穴掘りはそこじゃないぞ」と言って、「あー、いけねー」と引き上げていく。傷だらけになったポイポン5に止めを指すためのように出てくる。その後もポイポン5が壊れるシーンでは毎回登場し、例え九条の仕業で街が崩壊していたり、バックミラーの仕業で街がゾンビウイルス騒ぎになっていたりしても何事もなかったかのように現れる。
『ゴールデン・スペル』5話では総統のバイト先の工事現場にて登場している。
クララ
声 - 富樫美鈴
MAX第11話初登場。ネバダ州ラスベガス一丁目の巨大冷やし中華工場の紅しょうが班長。ダグラスと恋人関係でプロポーズされるも、ダグラスがアイスランドに行ってしまったため離れ離れになってしまう。
ダグラス
MAX第11話初登場。ネバダ州ラスベガス一丁目の巨大冷やし中華工場の冷却主任。クララにプロポーズするが、工場に冷却用のコンピューターが導入されたためクビにされてしまう。冷やし中華のない世界に行きたいと言ってアイスランドに行き、クララと離れ離れになってしまうが、後に復帰。その後は冬に冷やし中華の魅力を中々世間に伝えられない苦労人として描かれる事が多い。幼い頃からホットケーキさえ冷却していたという程、冷却には強い拘りを見せる。MAXの最終話ではなぜかクレイと共にバックミラーの基地に現れ、熱に弱い対ゾンビウイルスのワクチンを冷却した。
工場長
MAX第11話初登場。ネバダ州ラスベガス一丁目の巨大冷やし中華工場の工場長。冷やし中華の冷却用コンピュータが導入されるため、冷やし担当のダグラスをクビにしてしまう。
ファイヤーマグナム
EX第30話・DO第26話・GT第10話に登場。全国を渡り歩いて悪党を懲らしめる流しの正義の味方。本名は山田一郎。38歳。変身に使用するウォッチはバッテリー式で、本人曰く「スマホよりデリケート」であるらしい。街中で偶然、鷹の爪団が世界征服の話をしているのを聞き、彼らを懲らしめようと秘密基地に乗り込んでくる。
霊吉
声 - 稲川淳二
.jp第56話初登場。アルバイト先でアセロラを貰ってきた総統に憑いてきた幽霊で、フィリップとは以前からの知り合い。幽霊だが大概の人には見えて会話もできる。生前はゴースト又三郎という縄文時代の土器職人だったが、オーダーメードに必要な縄を探して崖から落ちて落命。最初の300年間はその場にとどまっていたが、その場から動けることに気づいてからは時間と場所に囚われないノマドゴーストとして世界中を飛び回る幽霊ライフを満喫していた。しかし、昭和に入ってから次第に存在が薄くなり、その打開策をヒミピーに相談したところアセロラのビタミンCが有効だと教わる。現在の願いは人間に戻ってアセロラを味わうこと。そのためにTwitterでフォロワー数1万人を目指した。1万人を達成すると、霊吉はミジンコに生まれ変わったが、しばらくすると、食べられてまた、元の幽霊となってしまった。
劇場版第5弾では人間に生まれ変わることに成功し、鷹の爪団に別れを告げて姿を消した。更に妊娠した百合が急にアセロラを食べたがる等、フィリップの子供が霊吉の生まれ変わりのような描写もある。

##### フェンダーミラー一味
フェンダーミラー将軍
テレビ版第1シリーズ第3話より登場したヨーロッパの某国の将軍（階級は不明で、濃い灰色の軍服に赤い星のバッジが付いている）。総統とは違い世界を私物化するために世界征服を企てる悪役で、菩薩峠くんを誘拐した張本人。最終話で鷹の爪団とデラックスファイターにデスボールごと撃墜された。
メカフェンダーミラー
テレビ版第1シリーズ最終話で鷹の爪団に成敗された際、彼のみデスボールから脱出に成功したものの体の損傷が激しく、全身機械のサイボーグとなって復活したフェンダーミラー将軍。右手が義手になっていて、下半身から顔を照らすライトが生えている。世界の私物化を邪魔した総統を恨んで鷹の爪団を壊滅させようとしたが、酔っ払って寝ていたデラックスファイターが放ったデラックスボンバーによって再び成敗されたあげく、総統を巻き込む形で自爆し絶命した。同作のオープニングではイノセンスのオープニングに酷似した豪華な復活CGシーンが登場している（その復活CGシーンのせいで予算が半分になってしまったため、2作目以降はオープニングを短くしている）。
フェンダーミラーのクローン
ピースボール内で生産されているフェンダーミラーのクローン。そのうち6体が完全体となっているが、出し抜かれたり命令されることを嫌うため、仲が悪い。メカフェンダーミラーから「黙れ!おそ松!」とよく怒鳴られる。メカフェンダーミラーを「オリジナル」と呼んで慕い、指示を仰ぐ。戦闘時は緑色に変色して筋肉が増大し、吉田くんたちを追い詰めたが、パワーアップ（3DCG化）したソダイ量産型に成敗された。
バックミラー
MAX第35話・37話・38話に登場。かつて鷹の爪団によって倒されたフェンダーミラーの双子の兄で、阿武隈博士にゾンビウイルスを開発を要求し、弟のフェンダーミラーが成し遂げられなかった世界征服と鷹の爪団への復讐を果たそうとする。理想は弟と同じ恐怖での世界征服だったが、掲げ方は「世界の貧困」を上げている。最期は工事現場のおっさんのドリルでダムの壁に穴を開けられた事によるダム決壊によって水死した。

#### 島根
※他のカテゴライズに載って無い島根関係者のみ。吉田くんの両親および島根県吉田村の住人は鷹の爪団の協力者を参照。菅井家はテレビ版第1シリーズを参照。和夫青年はむかしの吉田くん参照。エズメラルダおよびムササビ夫婦は劇場版第5弾（美しきエリエール消臭プラス）参照。
島根県
鷹の爪6でキャラクターとして登場。突如狂暴化し、鳥取県に襲いかかる。
小泉八雲
元々ギリシア人で、日本に帰化する。

## メカニック

### 鷹の爪団（メカニック）
作品別メカニックはそれぞれの節で解説。

#### 複数のシリーズ
怪人製造マシン
博士が劇中で初めて作ったマシン。外見は兜の形をしている。
中に入れたものを生物・非生物にかかわらずとにかく合体させて怪人にしてしまう。初期型は生物と非生物の合体が不可能、分離が不完全ということなど欠陥があったが、後に改良された。
第1シーズン第3話では総統の指示により博士と吉田くんがさまざまな怪人を作ったが、どれも使いものにはならず失敗作になった。
秘密結社鷹の爪 カウントダウンでは日本語ドメイン名を入れるだけで怪人を作れる画期的なものになった。
怪人製造マシン（黄色）
劇場版第3作目で登場。怪人製造マシンと同型の物で、テキサスのヴィンチ家にもあるが、このマシンの色は赤色ではなく黄色である。
怪人製造マシンDS
「FROGMAN SHOW DS」で登場。ただ単に「DS」と書かれた怪人製造マシン。これに対して吉田くんは「クレヨンで描きました」と説明しているので変化はない。
「怪人製造マシン」製造機
「FROGMAN SHOW DS」で登場。怪人製造マシンを「作るために」作られた機械で、ゲーム仕様として音楽に合わせて絵をたたく形で作るというマシンになっている。この機械も博士が100円ショップの物で作ったもの。

夜逃げマシーン
劇場版第1作目とカウントダウンの最終話に登場。
大家さんから逃げるために鷹の爪団のトラックを改造したもので、外見はデコトラそのもの。普通のトラックに比べ騒音もNOx排出量もわずか1/5にまでおさえてある。また興に乗ってしまった博士の手によって、夜逃げ気分を盛り上げる陰気な装飾がふんだんに施されている。出力を最大にすると宇宙に飛び出すが、大気圏内突入は不可能。マシーンの外にしがみついていた大家さんは、そのまま無事にピースボールにたどりついている。
カウントダウン最終話では改良され空中での活動が可能となり、月の軌道をずらしてしまう程の破壊力を持ち、且つ月面に有る大衆操作送信機に対してピンポイント攻撃が可能な程の精度を持つ鷹の爪ビームが搭載された。
若返り・老化マシン
博士が怪人製造マシンの次に作ったマシン。マシン中に入った生物の年齢を操作でき、その年齢になった場合の記憶や性格なども忠実に再現される。
デラックスファイターが子供とお年寄りには手を出せないと勘違いした総統が、団員の年齢を操作してデラックスファイターへの刺客として送り込もうとした。実際には、若い頃ヤンキーで、盗んだバイクで走り出し、信じられぬ大人との争いを繰り広げるフィリップや、年をとって認知症にかかった吉田くんを使いこなせず失敗に終わった。老化マシンでは吉田くんとレオナルド博士を一応問題なく老人にすることには成効したが、フィリップだけはどうやっても墓石になっていた。
なぜか年老いたレオナルド博士は熊からパンダや白熊、3Dのポリゴン調の熊になっていた。
DVD収録のディレクターズカット版では差し替えとなったが、テレビ放送版ではこのマシンが開く時「野ブタ〜」と「マグロ〜」と聞こえてくる。また、劇場版第一作目には老人化光線という類似マシンも登場している。
不法投棄撃退合体ロボ ソダイ量産型
第1シーズン第8話で博士が総統の故郷に不法投棄された粗大ゴミから作った巨大ロボット。材料が余ったらしく、無意味に670体量産された。
操縦席が4つあり、4人乗り込んでバラバラに操縦する必要がある。自動操縦モードもあるが、目を離すと勝手に胴上げを始めたり、股間に顔をうずめてしまうといった奇怪な行動を取る。
初登場した際には熱線ビーム砲を破壊し、最終話ではデスボールを胴上げをしてフェンダーミラーを翻弄、劇場版第1作目では3Dとなってパワーアップし、フェンダーミラーのクローンを倒すなど、ここぞというときに大活躍した。
レオナルド博士曰く「パワーアップするにはお金がかかってしまう」ため、頻繁にパワーアップはできないらしい。
空中要塞 鷹の手
最終話と劇場版第1作目に登場した、鷹の爪団の最終兵器。
小さなプロペラ機の状態から、ボタン一つで巨大な手をかたどった要塞に質量保存の法則を無視した変形をする（劇場版では後述する理由から変形シーンはない）。デラックスボンバーを増幅する機能で、フェンダーミラー将軍のデスボール（デス・スター型の要塞）を粉砕した。
劇場版第1作目ではレオナルド博士によってキラー衛星などを材料に670機量産され、ピースボールを攻撃した。このシーンは実写だが、赤い手袋をはめた両手でボール（一応ピースボール風に見せているが、その実マジックで描き足しただけのかなり粗末なデザイン）を弄ぶだけという安直さに「おい、何だこの揺れは! 実写になった〜!ふざけんな〜!」と世界の要人たちやフェンダーミラーの手下から突っ込まれてしまった。
どんな病気もたちどころに治すどころか150歳くらいまで軽く生きられるマシン
カウントダウンの第5話・EX第20話・DO第24話に登場。DO第24話では「どんな病気もたちどころに治すどころか、軽く150歳まで長生きするビーム」と名称が変わっている。
スーパーセントウロボ
劇場版第2作目とカウントダウンの最終話に登場。
全長3m、体重1t。新幹線よりも速く走り、ジェット機よりも速く飛び、葬儀屋よりも丁寧な量産型万能ロボ。
吉田くんの聞き間違いで「銭湯ロボ」として大量に製造されたものの、島根県の温泉を次々掘りあてる事で島根県の価値を高め、Mr.Aの野望の阻止に貢献した。
カウントダウンの最終話では素粒子ビームライフルを装備し「戦闘ロボ」に改造された個体が登場。武器の使い方が分からなかったらしくビームライフルをブーメランのように投げたものの、総統に「投げちゃ駄目だろ〜!」と突っ込まれてしまったが、結果的に敵機やミサイルを撃墜する事には成功した（吉田君曰く「コペルニクス的発想ですよ」との事）。しかし戻ってきたビームライフルが回収できず、結局自滅してしまった（その際に総統に「何がしたかったんじゃ〜！」と言われる）。
世界征服専用スパイ中継車
カウントダウンの第3話・.jp第45話に登場。
反重力バイク
NEO第20話に登場。宙を浮いて移動ができる。デザインや機能はまともだが、バッテリーは30分しか持たず、バッテリー切れの警告も5秒前に出る欠陥品だった。.jp第47話では巨人のニワトリが産んだ「革新的なアイデア」の一つとして登場。
神様グラス / 神様メガネ
NEO第29話・30話・EX第33話に登場。神在月で日本全国から神様が集まった島根で縁結びの神様を見つけるために作られた。これを掛けると神様が見える。EX第33話では「神様メガネ」。

#### デラックスファイター強化アイテム
鷹の爪団とデラックスファイターは敵対しているが、「共闘」や「下請け」やなんやかんやで博士が強化アイテムを造ったものが多い。
デラックスボンバー増幅装置
テレビ版第1シーズンに登場。スタミナ切れのデラックスファイターのために、博士が事前に作っておいた機械。鷹の手を介して増幅デラックスボンバーを発射し、デスボールを撃破した。
デラックスモービル
カウントダウンの第1話に初登場。吉田くんが、博士がいつの間にかデラックスファイターの下請けをしている事を総統に教えた時に作っていたデラックスファイター専用の車。300万円で売れたが、部品は全て100円ショップで調達するため、総統曰く「利益率は良い」らしい。総統は「そんなもの作られたらこっちが困る」と言っていたが、デラックスモービルには鷹の爪団が苦しまずに一瞬にして死ねる武器が搭載されているため、博士曰く「大丈夫」らしい。
DXパワードスーツ
劇場版第4作目に登場。博士が、デラックスファイターの下請けで製作したデラックスファイター用の強化服。胸アーマーは拳銃の弾丸やミサイルなどを跳ね返す。他にも尖った耳を丸くするカッターや赤い服を着た男を地球反対側まで追いかけるミサイル（全て総統のこと）も装備している。
長距離デラックスボンバー
MAX第6話に登場。砲架に乗ったカノン砲のような形をしている。博士が500万円を工面するために、デラックスファイターに売りつけた。
ロボット軍団
EX第7話に登場。デラックスファイターが自分のヒロヤン評価のために作らせたロボット。1体で陸軍一個師団分の戦力を誇り、人工頭脳はどんなスーパーコンピューターよりも優れた、冷酷無比の軍団。
デラックスファイター強化スーツ
劇場版第5弾に登場。最近体の衰えを感じたデラックスファイターが博士に発注した強化スーツ。1,000kmを3時間で飛び、デラックスボンバーを20倍に増幅することができる。しかし、飛行出力があまりにも強力すぎたため制御できず、オキテマスの宇宙船とぶつかって墜落してしまった。
手作りデラックスボンバー
DO第18話に登場。

#### その他作品
怪人製造マシンDS

「怪人製造マシン」製造機

爆破装置
「FROGMAN SHOW DS」で登場。総統とデラックスファイターの決闘で、デラックスファイターが敗北した際に博士が用意した物。博士曰く「お約束なんだから、しかたねぇだろ」と話している。また、このときデラックスファイターが「デラックス〜自爆!!」と言ってスイッチを押した。
ドコでもモニター
ちゃおの附録DVDに収録された「たまごっち!×鷹の爪」に登場。たまごっちの世界を見るための機械。
タマケシ製造マシン
タマケシとはたまごっちの関連商品で着せ替えができる消しゴムのこと。
将来日本を担う女児の心を鷲掴みにし、世界征服しやすいようにとこのマシンで鷹の爪バージョン（なぜかデラックスファイターもいる）を製造しアニメ内で発売した。
女の子達に大人気のたまごっちバージョンに対して鷹の爪団バージョンは全く売れなかった。

### フェンダーミラー将軍
高出力熱線ビーム
フェンダーミラーの熱線砲。
空中要塞デスボール
フェンダーミラーの空中要塞。強力な火力でアメリカ軍さえも服従させた。最終的には鷹の手から発射されたスーパーデラックスボンバーで粉砕された。
宇宙要塞ピースボール
劇場版第1作目に登場。
表向きは、人類の恒久的な平和のための科学技術を開発するため、優れた研究者に無償提供される研究施設とされている。その正体はメカフェンダーミラーが世界征服をするための宇宙要塞。豪華なCGシーンの代表としてその後の映画版のプロダクトプレイスメントの説明の際にも登場する。
老人化光線砲、老人化光線銃
劇場版第1作目に登場。
博士が作った老化マシンと同じ機能を持つレーザー砲とレーザー銃。銃には頭がついている。この光線を浴びると老人になってしまうが、フィリップは墓石になった。

### 阿武隈バイオ研究所
スーパーフード
MAX第7話に登場。世界規模の食糧難を解決するために阿武隈博士が開発した食べ物だが、宇宙生物の卵っぽい卵料理や、命乞いする肉料理など、まともな食べ物ではなかった。
コンビウイルス
MAX第35話に登場。阿武隈博士がバックミラーに5,000万円の報酬と引き換えに作ったウイルス（実際はゾンビウイルスを依頼されたが、阿武隈博士はコンビと勘違いして作ってしまった）。
感染した者同士が2人1組のお笑いコンビ状態になってしまうものの、片方を褒めるなどしてコンビ仲を悪くさせるとコンビ解散し、ソロ活動を初め、元に戻せる。一応、外見はゾンビ風になるが、菩薩峠君だけは全く変わらなかった。
ゾンビウイルス
MAX第37話・38話に登場。バックミラーの基地内の研究室で作られた、人間をゾンビ化させるウイルス。手始めに、日本の一部に散布され、これを元に世界各国へ降伏を要求した。相変わらず、菩薩峠君だけは変わらなかった。また、阿武隈博士はゾンビ化した人間を元に戻すワクチンも開発していた。

### その他
大衆操作送信機
TV第2シリーズに登場。
勝俣勝子経済研究所（通称「サークルKK」）が使用する機械。「絶対安全な衛星」である月から送出される情報を携帯電話の電波に乗せて送信することで、大衆の思考に影響を与えた。
ポイポン
NEO第23話にポイポン5が初登場。通話のほかインターネット・テレビを見ることができ、ナイフ・栓抜き・缶切りが搭載された新型スマートフォン。
作中ではデラックスファイターが所持しているが、鷹の爪団に何度か壊されている。また、九条晋平やモレルダーも所持しているが後述の通りの展開で壊された。
壊されるシーンは毎回同じシチュエーションである（コンドルに攫われる→上空から落下する→何台ものダンプトラックに轢かれる（一部の回では省略）→工事現場の人によってドリルで穴を開けられる(NEO第23話のみ子供たちにサッカーボールと間違えられ蹴られてからコンドルに攫われる)）。
壊れた後、のりで直そうとするも原型を止めておらず、吉田くんが新しい使い道(薄くなった旋毛を隠すのに丁度良い等)を提案し(NEO第23話のみ壊れた形の写真を箱に貼り、元々そういう形状の物で切り抜けようとした)、総統や九条晋平、モレルダーもグッドアイデアと賛同するも当然上手く行くわけもなく、デラックスファイターや九条晋平、モレルダーの怒りを買うのがオチとなっている。
MAX第28話、第34話、最終話では、新型ポイポン5、EX第23話ではポイポン6、劇場版第8作目ではポイポン36、GT第28話ではポイポン7が登場。MAX第28話は総統が50年ローンで購入し、第34話はフィリップがサンタクロースからもらい、最終話はデラックスファイターが使用し、EX第23話はデラックスファイターに頼まれて買に行ったものの、旧型と同じシチュエーションで壊れてしまう（フィリップの場合は、経緯は同じだが大幅に省略された）。ただし、最終話はドリルをバックミラーの秘密基地の破壊に利用した。
ポイポン8以降はDLEの公式YouTubeチャンネルにて、毎年の最新型iPhoneの発売に合わせてポイポンの最新話が配信されており、破壊されるまでの経緯や新たな使い道に時事ネタが登場している（例:残骸が鬼の妹の口枷に利用される、車の破壊に利用されるなど）。
巨大空中要塞 鷹の翼
NEO第37話・38話に登場。ゴールデンアイ工業の九条の指示で博士が開発した空中戦艦。地球を5時間で一周することができる。
週刊世界征服
.jp第29話に登場。ファイルマガジン形式の刊行物で、全部集めれば世界征服できるという触れ込み。ロケットランチャーや自爆装置などの豪華な付録が毎号付いてくる。
週刊正義の味方
.jp第29話に登場。週刊世界征服と同じくファイルマガジン形式の刊行物で、表紙には月光仮面らしき人物が描かれている。防弾シールドや自爆阻止ボタンなど、週刊世界征服の付録に対抗できる付録が毎号付いてくる。
活性酸素砲
MAX第38話に登場。ちょろぽんが操縦するドゲカネーへの破壊するために緊急的に登場したバックミラーが使用する高出力エネルギー砲。ドゲカネーをこの活性酸素砲で粉砕し、鷹の爪団をこのエネルギー砲で倒そうしたが工事現場の人がダムに穴を掘ったため、水没した。
GREAT BST
EX第37話に登場。『DARK WORLD』が菩薩峠の超能力で動かしている巨大なロボット。菩薩峠とエヴァンゲリオンをあわせたような見た目をしている。菩薩峠の超能力を使うことができ、GREAT LNDと死闘を繰り広げるが、最後はデラックスファイターの一言に切れた菩薩峠により大爆発した。

## スタッフ
- 声の出演／キャラクターデザイン／脚本／監督：FROGMAN
- 音楽：manzo
- アニメーション制作：蛙男商会／ディー・エル・イー
- 製作：テレビ朝日・蛙男商会・ディー・エル・イー（FROGMAN SHOW）／「秘密結社鷹の爪 THE MOVIE3」製作委員会（カウントダウン）／秘密結社 鷹の爪NJ製作委員会（NEO・.jp）／秘密結社 鷹の爪MAX製作委員会（MAX）／秘密結社鷹の爪Extreme製作委員会（EX）／秘密結社 鷹の爪 DO 製作委員会（DO）

## 秘密結社鷹の爪（1期）
2006年4月から6月までTHE FROGMAN SHOWで全11話が放送された。放送終了後の8月25日深夜、六本木ヒルズで初のイベント「ギヒルズナイト」開催。「鷹の爪」と「コフィー」をオールナイトで一気見する内容だったが、チケットは完売。ファンの熱量は高く、終了は朝5時だったが、FROGMANにサインを求める来場者が続出、1時間近くもサイン会が続いた。

### ゲストキャラクター（1期）
辰巳重郎太
第3話に登場した辰巳コンツェルンの総裁。容姿は『電脳戦士 土管くん』の熊手川校長と同じだが、別人である。鷹の爪団が怪人製造マシンで作った怪人「大空男」を、商店街を活性化させた功績を見込んで、引き抜いていった。
フェンダーミラー将軍

研究員
第3話より登場したフェンダーミラー将軍の部下で、菩薩峠くんが監禁されていた生物化学研究所の研究員。第11話では、児童福祉施設の職員に成りすまし再び菩薩峠くんを誘拐した。
『古墳GALのコフィー』第11話にも宇宙研究所の職員として登場している。
キミドリガメ（鷹の亀くん）
第4話より登場したミドリガメ。元々はただのミドリガメだったが、ある日突然黄緑色になり二本足で立つようになった。
鷹の爪団はこの亀をテレビに紹介させ、関連グッズの売り上げや見物料を稼ぐと同時に知名度を全国的に広めることに成功した。
最終話で吉田くんが菩薩峠くんに別れのプレゼントとして贈った。
水鳥ルリ子
声 - 高松えりな
第7話に登場した目が大きく美人の校長先生。悪の秘密結社の鷹の爪団を心優しく受け入れ、吉田くんと良い雰囲気になる。しかしデラックスファイターに鷹の爪団は悪党だと吹き込まれてしまい、吉田くんたちを「虫けら!ウジムシ野郎!」と罵倒し蹴飛ばし、総統は重症のままハゲタカに食べられていた。元々このキャラクターはボツになった第1話の「エレベーターガールのふくらはぎだん団だ〜」というセリフ用に作ったキャラクターだった。
熊谷

黒手形ドボルボーグ
水鳥先生の亡父が残した借金を口実に、水鳥学園の学校と土地を狙う黒い男3人組。最後はデラックスファイターに悪事を暴かれ、デラックスボンバーで吹き飛ばされてしまう。この三人の男のモチーフは『グッドフェローズ』のポスター。
国内最大手の振り込み詐欺組織 オレオレ団
テレビ未放映話に登場した振り込め詐欺組織。老人たちを騙して金を取ろうとしていた。
鷹の爪団によって成敗され（というより博士がオレオレ団から熊と呼ばれて脊髄反射で食い殺された）、騙し取っていた金を取り返された。しかし、そこへ運悪く警察やデラックスファイターが乗り込んできてしまい、鷹の爪団が振り込め詐欺組織と勘違いされてしまった。
菅井家

菩薩峠くんの両親

山田部長
テレビ未放映話（ボツになった第1話）に登場した。リストラで吉田くんをクビにした上司。吉田くんに別れを告げた際「君ならきっと良い転職先が見つかるはずだ!」と、唾を吐いて言った。

### 登場メカニック（1期）
ドラゴンヘッド
竜の爪団が10年もの歳月をかけて制作した秘密兵器。その名の通り竜の頭部の形状をしており、ステルス迷彩を標準装備し、通常は青色の竜のカラーリングをしているが、葬式の際は黒色、結婚式の時は白色、還暦祝いの時は赤色へと機体の色が変化する。最終的に起動する前に秘密基地に乗り込んできたデラックスファイターの手で破壊された。
怪人製造マシン

若返り・老化マシン

夢のぞき機
自分がどう思われているか不安になった総統が、団員たちの夢を覗くのに使った機械。他人が寝ている際、その夢に実際に入り込んで体験することができる。
不法投棄撃退合体ロボ ソダイ量産型

空中要塞 鷹の手

デラックスボンバー増幅装置

### 登場怪人（1期）
タンス男

牛男
第2話に登場。総統が古代ギリシャにいたという怪物ミノタウロスからひらめいた怪人。雄牛のような強靱な肉体と、人間の高い知能を兼ね備えたパワフルかつインテリジェンスな怪人（総統談）を作ろうとした。吉田くんはその素材としてしまね和牛を連れて来るが、フィリップと一緒に牛をマシンの中へ入れた時に魔が差した博士がマシンを作動させてしまい、吉田くんとフィリップと牛が合体した怪人になってしまう。その姿は胴が牛で頭部がフィリップの頭、尻尾の先に吉田くんの頭が付いているという物だった。その後元に戻すために分離を試み、吉田くんは元に戻ったもののフィリップの人格と牛の人格が入れ替わってしまった。
ももちゃん
博士が最初に分離実験を行った怪人。分離ではなく縦に切断されている。
SHIMAZAKI TOWSON / 島崎トーソン
第3話に登場。怪人製造の担当主任となった吉田くんと、レオナルド博士によって作られた怪人の一体。島崎藤村とローソンの看板が合体している。その姿は島崎藤村の頭の上にSHIMAZAKI TOWSONと書かれたローソンの看板が乗っているという物。実質的には背景として登場したため、能力や特徴などの詳細は不明。最終話に再登場した際には看板にモザイクがかかっていたが、当初は普通に表示されていた。総統からは突っ込まれてしまった上に失敗作になった。劇場版第9弾では「島崎トーソン」。
蛙男

怪人ライオン男(マーライオン男)
第3話に登場。体は人間、頭はマーライオンという出で立ちをした怪人。前に立った人間に「マイナスイオン足りてる?」と言って口から水を吹きかける。総統には他の怪人よりはましに見えたようだが、前に立ったため水を吹きかけられてしまい、失敗作になった。他鷹の爪シリーズでも何度か登場しているが、鷹の爪.jp第33話に登場した際に、名称が「マーライオン男」と、初期とは若干違う名称になっている。
全天候型怪人 4WD男
第3話に登場。吉田くんが4WDと人間を合体させて作った怪人。胸に「4×4」と書いてある。どんな悪条件でもタフに行動できる怪人で、筋肉質な体型をしており、総統からも「見た目は強そうじゃないか」と評された。しかし四つん這いで力任せに走り回る以外には何もできず、総統に「生き物として退化している」と言われ失敗作となってしまった。
FR男
第3話に登場。吉田くんが4WD男の次に作った怪人。見た目はスーツを着たサラリーマン風の男。足だけで歩くのが売りだが、総統に「普通だ!」と突っ込まれてしまった。ちなみに名前の「FR」が何を指すのかは明かされていない。
スチームボーイ
第3話に登場。吉田くんが加湿器と人間を合体させて作った怪人。見た目は普通の男で、首にマフラーを巻いている。口から吐息のように水蒸気を吹きだして加湿する。総統からは「気色悪い」などと言われた。
バッタライダー
第3話に登場。「子供向け番組に出てくるような怪人はいないのか?」と総統に言われた吉田くんが、バッタとライダーを合体させて作った怪人。覆面部分にはモザイクが掛けられている。総統にも「権利関係が面倒な怪人は却下じゃ」と失敗作にされてしまった。
大空男

カマイタチ
第3話の時点での吉田くんの最新作。名前どおり鎌とイタチを合体させた物。しかし合成がうまく行かず、複数の個体が作られた。中には釜を合成した上に女装している個体もいたが、結局どれも失敗作に終わった。
なお、EX第25話にも、同名の怪人が登場している。
その他の怪人達
第3話に登場。吉田くんとレオナルド博士が作ったその他の怪人たち。変な生物（2人）、アイドル、子供らしき怪人、忍者らしき怪人だが上記のSHIMAZAKI TOWSONと同様、実質的に背景として登場したため、能力や特徴などは不明。総統に「うぬぬ…なんだこの怪人は?どいつもこいつもガラクタばっかりだな!」と突っ込まれてしまい、結果的には失敗作となった。
ファンキーモンキーベイビーズ
第6話に登場。吉田くんが一匹七万円の猿と八王子とラップを合体させて作った怪人で三匹いる。すごくブレイクしそうな気がして作ったためラップが上手いが、総統は「怪人で何のブレイクを狙ったんだ?」「ラップが上手くても世界征服には何も関係ない」と言って捨てさせてしまった。しかしその後大手レコード会社と契約してメジャーデビューしたらしく、第9話で再登場した際には若者の間で大ブレイクしていた。総統は手離さなければ良かったと悔しがったものの、その時にはもう後の祭りであった。
植物人間 緑山祐一郎
DVD収録のテレビ未放映エピソードに登場。これまでの怪人に食費などの維持費がかかり過ぎたため、食費のかからない光合成のみで生きていける怪人として作られた。元が植物なので他の植物と会話が可能。最期は涙の流しすぎで水分がなくなり、枯れてしまった。
透明人間
DVD収録のテレビ未放映エピソードに登場。この怪人を生み出すために透明な物を合成したが、2度失敗し3度目に完成した。自分が無色透明だからという理由から鷹の爪団に入団するのを拒否した。

### 各話リスト（1期）
番外編はテレビ未放送のエピソード。DVDに収録されている。
| THE FROGMAN SHOW（第1期）2006年春 | THE FROGMAN SHOW（第1期）2006年春 |
| 話数                              | サブタイトル                      |
| --------------------------------- | --------------------------------- |
| 第1話                             | 参上! 鷹の爪団                    |
| 第2話                             | 怪人製造マシン                    |
| 第3話                             | 菩薩峠くん登場                    |
| 第4話                             | 俺たちに明日はない                |
| 第5話                             | 夢で愛して                        |
| 第6話                             | ちょい悪ファイター                |
| 第7話                             | 愛を止めないで                    |
| 第8話                             | 鷹の爪の休日                      |
| 第9話                             | さよなら博士                      |
| 第10話                            | クリスマス大作戦                  |
| 第11話                            | ファイナルアタック 前編           |
| 最終話                            | ファイナルアタック 後編           |
| 番外編1                           | おれおれ団                        |
| 番外編2                           | 植物人間 緑山祐一郎               |
| 番外編3                           | 透明感人間                        |
| 番外編4                           | 鷹の爪・アナザーストーリー        |

### 主題歌（1期）
THE FROGMAN SHOW（第1期）
オープニング「GO! GO! ライダー」
作詞・作曲：FUNKY MONKEY BABYS 編曲：NAOKI-T 歌：FUNKY MONKEY BABYS
エンディング「Go Your Way」
作詞：KOJIMA、SATOSHI 作曲・編曲：山嵐、亀田誠治 歌：山嵐

## 秘密結社鷹の爪 カウントダウン
2009年10月から12月まで11話が放送された。ハイビジョン制作。

### 各話リスト（カウントダウン）
| 秘密結社鷹の爪 カウントダウン（第2期）2009年秋 | 秘密結社鷹の爪 カウントダウン（第2期）2009年秋 |
| 話数                                           | サブタイトル                                   |
| ---------------------------------------------- | ---------------------------------------------- |
| 第1話                                          | キセキ                                         |
| 第2話                                          | 誕生!! 怪人スーパーアニマル                    |
| 第3話                                          | はじめての総統                                 |
| 第4話                                          | 神頼み大作戦                                   |
| 第5話                                          | さよならDXファイター                           |
| 第6話                                          | 振り込め詐欺                                   |
| 第7話                                          | DXF48                                          |
| 第8話                                          | 怪獣ヨッシーダ                                 |
| 第9話                                          | 努力と結果                                     |
| 第10話                                         | エスパー少年                                   |
| 最終話                                         | カウントダウン                                 |
| 番外編1                                        | 佐藤敏夫 その1                                 |
| 番外編2                                        | 佐藤敏夫 その2                                 |
| 番外編3                                        | 新怪人 こだわり三平                            |
| 番外編4                                        | 復活怪人 大空男                                |
| 番外編5                                        | スーパー銭湯ロボの一日                         |

### 主題歌（カウントダウン）
オープニング「黄昏ムーン」
作詞・歌：依布サラサ 作曲・編曲：田上修太郎
エンディング「我等!鷹の爪団」
作詞：manzo、FROGMAN 作曲・編曲・歌：manzo

## 秘密結社鷹の爪外伝 むかしの吉田くん
2012年01月21日から毎日放送で9話が放送された。YoutubeのDLE公式チャンネルにもアップロードされている。

### ゲストキャラクター（むかしの吉田くん）
和夫青年
10年前、当時14歳の吉田くんと共に島根県の観光ボランティアをしていた胃弱な青年。宇宙人を満足させないとつま先からじっくり食べられてしまうため、宇宙人に島根県の各地を案内する破目に陥る。真面目な性格だが吉田くんと宇宙人から一方的に酷い目に合わされることが多く、最終回（第9話）では、「地球征服はあきらめるが何もしないままでは示しがつかない」という理由で宇宙人により現在のおっかない姿（フィリップ）に変えられてしまった。
宇宙人
M87星雲の右隣のマカロン星のジャピンという島国のネーシマという地味な県（砂丘は無いらしい）からやってきた、極彩色の昆虫型宇宙人。彼女に振られたので、観光と地球征服を兼ねてで地球にやってきた。目が肥えているので、しっかりとガイドをしないと和夫をつま先からじっくりと食べてしまうと言うが、酒に酔ったり、吉田くんにけしかけられて襲いかかることが多い。小泉八雲の怪談を紹介されただけで青ざめたり、馬を見て「恐ろしい馬面のモンスターがー！！」と叫ぶ等、怖がりな一面がある。何故か『バック・トゥ・ザ・フューチャー』と「ミッチー・サッチー騒動」は知っている。出雲弁と宇宙語は極めて近いため、吉田くんが通訳をしている。また、マカロン星はNEOから放送しているビットワールドで同じく放送されているコーナー、中田あすみが演じる「ピンキーマカロン」に登場するマカロン星の事である。ただし、こちらのマカロン星は虫型ではなく、普通の人間の姿をしている。

### 各話リスト（外伝）
| 秘密結社鷹の爪外伝 むかしの吉田くん | 秘密結社鷹の爪外伝 むかしの吉田くん |
| ----------------------------------- | ----------------------------------- |
| 第1話                               | むかしむかしの巻                    |
| 第2話                               | 国引き神話の巻                      |
| 第3話                               | 石見銀山の巻                        |
| 第4話                               | ヤマタノオロチ伝説の巻              |
| 第5話                               | 青銅器大量出土の巻                  |
| 第6話                               | 小泉八雲の巻                        |
| 第7話                               | たたらの巻                          |
| 第8話                               | 隠岐諸島の巻                        |
| 最終話                              | 国譲りの巻                          |

### 主題歌（外伝）
エンディング「恋のエキゾーストノート」
作詞：FROGMAN、manzo 作曲・編曲：manzo 歌：吉田くん

## 秘密結社鷹の爪NEO
2012年4月6日から2013年3月15日までNHK Eテレ「ビットワールド」の中で放送された。途中から最後の表示の「To Be Continued…」が廃止され、エンディング主題歌に変更された。

### ゲストキャラクター（NEO）
アミノ太郎
NEO第1話に登場。鷹の爪団に詳しいとネットで評判の男。テレビの特集番組で、鷹の爪団は自然消滅したと持論を展開する。鷹の爪NEOホームページのキャラクター紹介でも、鷹の爪団員の解説をしている。NEO第37話ではモブキャラとして再登場した。
小沼けんいち
NEO第2話に登場。五十嵐と一緒に面接を受けた鷹の爪団に入団希望の新卒者。沖縄県生まれで超頭いい大学出身、お婆ちゃん子で現在片思い中、週末はシリコンバレーでシリコンを買ったりしている。体は細いが頭が良いので、体格の良い五十嵐とかけ合わせて新卒怪人シンソツシャーになった。
五十嵐ひでお
NEO第2話に登場。小沼と一緒に面接を受けた鷹の爪弾入団希望の新卒者。埼玉県出身のラグビー部員、趣味は食べ歩きと立ち食いでタラソテラピーが好き。頭は良くなさそうだが体格が良いので、頭の良い小沼とかけ合わせて新卒怪人シンソツシャーになった。
NEO第12話および.jp第53話等では鷹の爪団の怪人として扱われている。
桃太郎
声 - 相沢舞
NEO第3話に登場した少年。川で拾われた桃から生まれたために、育ての親であるおじいさんとおばあさんから鬼退治を強制される。鬼がどこにいるかも分からないため、ネットで悪の組織まで検索したら鷹の爪団にたどり着いた。総統からデラックスファイターを退治することを助言されたが、逆にデラックスファイターに金で買収された上に人格まで変わってしまい、最終的に鷹の爪団を退治することになった。
警部
NEO第8話に初登場。男が飛び降り自殺をしようとしているとデラックスファイターに連絡し呼び出したが、部下が交通違反でデラックスファイターを取り締まっている間に飛び降られてしまうが、菩薩峠くんの超能力で事なきを得る。何もできなかったデラックスファイターを素っ気なく扱う。その後もたびたび登場する。
17話では金魚の養殖場に立て籠もった強盗団に投降するよう交渉する。その際、「素敵なトートバッグ」（通称「もうダメだ。トートバッグ」）で交渉するが、失敗に終わる。32話でも、同じように立て籠もり犯に交渉するがやはり失敗する。
この素敵なトートバッグは.jp等で実際にグッズ化された。
宇宙人達
NEO第10話に登場。地球を侵略しに迫っていたが、菩薩峠くんの超能力でスプーンを全て曲げられ、食事不可にされ退却していった。.jp第27話にも登場して地球侵略を目論んだが、再び菩薩峠くんの超能力により撤収していった。
某国の大統領
NEO第10話に登場。某国と戦争をする気マンマンだったが大のクマ好きで、菩薩峠くんが執務室に出現させた熊のぬいぐるみで戦意をなくした。
ショッピングモールの社員
NEO第11話に登場。総統が警備のバイトで赴いたショッピングモールの若い店員。常にスマホをいじりながら毛先をいじっていて態度が悪い。等身大の非道戦士ドンタクを展示するというイベントで全国からファンを集めておきながら、実際にはプラモデルの等身大のドンタクを展示していた。さらにはファンを押さえきれずにドンタクを踏みつぶしてしまった総統に、実際は500円でしかないのに製作費400万円と嘘をついて消費者金融に借金をさせて騙し取った。そのため吉田くんの怒りにふれ、車を本物の等身大ドンタクに踏みつぶされたうえに製作費400万円と運搬量5万円を支払われされた。
総統の地位を狙う奴ら
NEO第14話に登場。世界の支配者になった総統を倒そうとするが、デラックスファイターによって倒された。
コンビニの店長
NEO第15話に登場。自らのコンビニを経営するのが夢だった人で、そのオープン日に総統がバイトの店員として入った。
飴を買う女
声 - 亜沙
総統がバイトとして入ったコンビニに深夜、飴を買いに来た不気味な女。吉田くんは小泉八雲の怪談に出てくる「飴を買う女」ではないかと考えあとを追うが、幽霊ではなく人間であったことが分かる。そして総統らがいたコンビニと店長の恐るべき事実を話す。.jp第52話では村人の一人として登場。
強盗団
NEO第17話に登場。強盗に失敗して金魚の養殖場に立て籠もり、そのため夏祭りの金魚すくいへの金魚の供給が停止した。解決のためにやって来た総統達を捕らえるも、菩薩峠くんの超能力で体を逆エビ状態に曲げられて退治された。
山本
NEO第19話に登場。総統と瓜二つの顔をしており声も同じだが、髪型は全く違う。本職は雪崩山電気産業の会長だったが、生きている意味を見失い途方に暮れていた所で偶然総統と出会い、互いの身分を入れ替えた。
普段総統から無能扱いされているフィリップを含めた全団員の長所＝レオナルド博士の「科学力」、菩薩峠くんの「超能力」、フィリップの「経済力」を把握（ただし、吉田くんの長所だけは上手く見つけ出せず、ショックを受けた吉田くんが泣き出した為、苦し紛れながらも「ムードメーカー」が吉田くんの長所と述べていた）し、それを正しい形で活用できる優れた観察眼、応用力、指導力を活かして、吉田くん達に目的を与え短期間で鷹の爪団を高度な武力、技術、戦術を持った強大な組織に生まれ変わらせた。
しかし、彼を連れ戻したい会社の社員達から依頼されたデラックスファイターによって正体が暴かれ、社員たちから戻ってきて欲しいという説得を聞き、まだ自分は会社に必要だと悟り、戻る決心をする。一方、本物の総統は社員達からは「ダンゴムシ以下の無能」と言われ、最後は博士の製造した小型ミサイルが打ち込まれた。
偽デラックスファイター
NEO第22話に登場。デラックスファイターの偽物。人の家に勝手に上がり込み、食料を食い荒し、挙げ句の果てに金品を強奪していくという本人そっくりの行動をする。鷹の爪団のアジトにも現れて菩薩峠くんのプリンを食べてしまい、また来ると言い残したため、デラックスファイターが総統達を巻き込んでアジトに張り込んで現場を抑えられた。しかしその姿は何一つ似ておらず、デラックスボンバーを打ち込まれた。その実態はロボットで、最後は総統を巻き込んで爆発して散った。この時は正体は謎のまま終わったが、第37話で九条晋平が制作したロボットであることが判明した。
夜野ほし太郎
NEO第25話に登場。豪邸に忍び込んだ空き巣。その際、金品と一緒に目の前にあった天体望遠鏡を盗み出し、その帰りに吉田くんとぶつかって望遠鏡が壊れてしまう。金品を持っているので怪しまれたが土星を観察するためとごまかし、壊れた望遠鏡の代わりにと、博士に土星近くまで連れて行かれる。幼少期、父にテストで100点を取ったら天体望遠鏡を買うという約束をしていたが中々結果を出せず、100点を取った頃には父は過労で他界してしまった。それにより道を踏み外して今に至り、望遠鏡を盗んだのも当時を思い出してのことだった。空き巣であることを気付いていた総統に「土星にはやり直すという意味がある」と諭され改心した。.jp第52話では村人の一人として登場。
裕二
NEO第26話に登場。吉田くんが英語の庭教師のバイトをした（それながら島根のことを教えていた）生徒。最近成績が落ち込んでいたが、それは陸上部のゆきむらという女子生徒に片思いをしていたためだった。その後、吉田の助言で思い切って彼女に告白した。結果は描写されていないが、その後、成績は回復し元気になったため、恋はかなった模様。
なお、坊主頭で大人しそうな青年だが、以外にも学校で一番喧嘩が強く、後輩の不良にも一目置かれている（本人曰く、住んでいる地域では一度も負けたことがないらしい）。NEO第37話では後輩の不良達と共にモブキャラとして再登場した。
三平
NEO第29話・30話に登場。鷹の爪団と顔なじみの宅配員。雑なアニメキャラのような顔立ちでケチで怒ると変な顔になるうえに結婚相手の理想像が高すぎるために、45歳になった今でも結婚できずにいる。そこで、全国から神様が集まる神在月の島根に行き、縁結びの神様に恋愛上銃のお参りをしに行くことになる。
大原由美子
声 - 亜沙
NEO第29話・30話に登場。神在月の島根で出会った女性。実は、三平のようなケチで雑なアニメキャラのような顔立ちの男性が好みで、三平が求める高すぎる理想像に合致する。
夢の神
NEO第30話に登場。自分の祀られている神社を水色に塗ってほしいために、吉田くんのお母さんの夢の中で遠回しな訴え方をする。
ヒロミ
声 - 亜沙
NEO第31話に登場。サーカス団の調教師である父親の代理を務めている。
ワーニャ
NEO第31話に登場。サーカス団の雌クマ。ヒロミと息が合わず怪我をしてしまったため、博士がワーニャの代わりにサーカスのステージに立つ。別れの際に博士に告白され、ハチミツをプレゼントされた。
ミツル
NEO第34話に登場。大金持ちの社長の息子。駄菓子屋の前で日本お年玉協会にお年玉を奪われる。
日本お年玉協会の人達
NEO第34話に登場。略称はNOK。少子化対策に充てると称して、子供たちがもらったお年玉を強奪する3人組のならず者。博士が落とした巨大な鉄の玉（落とし玉）によって倒される。
九条晋平
NEO第36話・37話・38話に登場。黒目の無い金色の目をした男。巨大企業ゴールデンアイ工業の社長で、美しいものしか見たくないという理由で、世界征服の罪を鷹の爪団になすりつける形で世界の支配者になろうと目論んでいる。NEO第22話に出てきた偽デラックスファイターは彼が開発したロボットだった。
最終的に鷹の爪団によって全兵器を全操作できるポイポン5が壊された（後述参照）上に、菩薩峠の超能力で体を逆エビ状態に曲げられて成敗された。

### 登場メカニック（NEO）
透明人間になれる薬
NEO第8話に登場。デラックスファイターの弱点を探るために総統が作った。
「非道戦士ドンタク」の等身大フィギュア
NEO第11話に登場。レオナルド博士と吉田くんが「不法放棄撃退合体ロボソダイ量産型」、「スーパーセントウロボ」に続いて開発した巨大ロボット。年下のショッピングモールの社員に400万円を騙し取られた総統（プラモデルの等身大フィギュアを壊してしまったということ）のためにレオナルド博士と吉田くんが作った本当の等身大フィギュアである。製造費は400万円、運搬費は5万円である。
特別なスパイス
NEO第13話に登場。飲むと「初恋をした時の女子高生のようなフレッシュな気持ちが芽生える」効果がある。レオナルド博士がカレーの中に仕込んだため、鷹の爪団やデラックスファイターがそれぞれ世界征服や正義の味方を初めて行ったようなフレッシュな気持ちになった（吉田くんが総統を「小泉さん」と呼ぶなど）。服用すると、たいてい瞳が輝き頬が輝く。
一瞬にして世界征服できるマシーン
NEO第14話に登場。iPod touchのような形状をしている。スイッチを入れると世界の支配者になれるが、エネルギー源は僅かしかないため、効果は一日しか持たない。
小型誘導ミサイル
NEO第19話に登場。山本が総統になった際につくられた。地球の裏側にある目標に1mmの狂いもなく、命中させられる高性能なミサイル。最終的に本物の総統に打ち込まれた。
反重力バイク

神様グラス

ギャクニーイエバー
NEO第32話に登場。さまざまなことを「逆に言えば」の考えでポジティブに考えることができる。
無人爆撃機
NEO第34話に登場。博士のリモコン操作で巨大な鉄の玉を落とし、地上目標を画像誘導システムによってピンポイント攻撃できる。
レレロー
NEO第35話に登場。究極の戦闘ロボとして造られており、音声認識で作動する。巨大な岩を簡単に粉砕するパワーと人間並みの高い知能を兼ね備えたロボットであるが、覚えやすい名前が仇となりデラックスファイターに簡単に乗っ取られ逆に利用されてしまった。
ゴギファップンゴロッパンベレラ
NEO第35話に登場。レレローの後に開発されたロボで、地球上に2gしかない究極の成分「ゴギ」を最新技術である「ファップン」で精製し「ゴロッパンベレラ」して作られた。目から放たれるビームは航空母艦を一撃で粉砕するほどの威力だが名前が長く言いづらいため、総統の言い間違いでゴギファッペンゴロッパンベレラが起動してしまった。
ゴギファッペンゴロッパンベレラ
NEO第35話に登場。ゴギファップンゴロッパンベレラの試作機だが、吉田くんの「目からビームを出せ」を「耳からナルトを出せ」と誤認識したため、結局「耳からナルトを作る機械」になってしまった（ナルトの味はレオナルド博士や吉田くん曰く「これはいける」らしい）。
ゴギホッパンゴロッパンベレラ
NEO第35話に登場。ゴギファップンゴロッパンベレラの試作機だが、「とても履き心地の良いスリッパを作る機械」になってしまったらしい。
ゴギファップンヌルッパンベレラ
NEO第35話に登場。ゴギファップンゴロッパンベレラの試作機だが、「汚れた金魚の水槽を勝手に掃除する機械」になってしまったらしい。
ギゴファッペンゴロッパンベレラ
NEO第35話に登場。ゴギファップンゴロッパンベレラの試作機だが、「絶対に失敗しない恋人選びを勧めてくれる機械」になってしまったらしい。

### 登場怪人（NEO）
新卒怪人シンソツシャー
NEO第2話に登場。入団希望の新卒者「小沼けんいち」と「五十嵐ひでお」をかけ合わせた怪人。頭の良い小沼と体格の良い五十嵐の長所を併せ持った、頭が良くて強い怪人を作ろうとしたが、いくら作りなおしても両者のどうでも良い特徴を持った怪人ばかりが出来てしまった。最終的には五十嵐の体格を持った「ラグビー婆ちゃん子」で落ち着いたが、世界征服が思っていたよりも地味だという理由で一週間も経たないうちに辞めてしまった。
怪人大工さん
NEO第6話に登場。昔の思い出を回想しながら部屋の改装をする怪人。トイレから世界征服を始める「トイレ大作戦」で、アジト全体を大きなトイレに改装したが、ソファー型トイレやアイランドキッチン、移動機能に果てはスーパーや銀行など、総統らの要求がエスカレートしていき、とうとうトイレが一つの町になってしまった。
みちばた十八郎
NEO第7話に登場。世界征服に何かしらのこだわりを持つ怪人。ユズのかかった女房の拳でデラックスファイターを殴り、塩をまぶしたロープでデラックスファイターを縛りつけ、オリーブオイルを塗ったH-IIAロケットでデラックスファイターを宇宙に追放する寸前まで追い込むが、燃料がオリーブオイルだったためロケットは不発に終わり、デラックスボンバーで成敗された。
省エネ怪人LED
NEO第9話に登場。目が省エネなLEDというだけの怪人。
怪人産地直送
NEO第12話に登場。総統が買ってきた産地直送の野菜を素材にした怪人。産地直送野菜ならではの素朴さで、世界征服資金を勝手に流用したり、怪人たちで派遣会社を結成しても総統たちに怒られることはなかった。しかし、産地直送と思っていた野菜は、八百屋がクズ野菜を産地偽装していただけのものだけだったため、本性は人間のクズといえるようなものだった。
怪人ワックワク
NEO第13話に登場。宝くじと男性を合成した怪人。活躍の場がないままデラックスボンバーで吹き飛ばされた。
納涼怪人流し目スズシゲ
NEO第18話に登場。エネルギーやお金をあまり使わず、Eco&Cleanに涼しく世界征服を進める「冷やし世界征服」のために製造された怪人（団員もフィリップ以外スーパークールビズである）。外見は角が生えた普通の人間だが、涼しげな流し目のほか、声が風鈴の音、物凄くクールな態度、政府首脳と話すと「会談」が「怪談」になってしまうなど「涼しさ」のスペシャリストである。
怪人唇をブルルルッてする人
NEO第19話に登場。吉田くんがこれといった目的もなく製造し、唇をブルルルッと震わせることしか取り柄がない。
オシャレ怪人ダン小山
NEO第21話に登場。鷹の爪団の衣装や髪形をスタイリッシュに一新する。
なお、デラックスファイターには裸の王様のようなウソをつき、裸で出歩かせた。
怪人スマート
NEO第24話に登場。操作性やデザイン性を考慮して開発され、スマートな見た目が特徴。全身がタッチパネルで出来ている。操作のために体に触られるとくすぐったがってしまい、怪人としての実用性には乏しかった。
怪人ヘルシータイガー
NEO第24話に登場。鷹の爪団の知恵と努力、そして心技体が一体となり出来上がった怪人。後に鷹の爪団史上、最強の怪人と呼ばれる。
身体に纏った鎧でデラックスボンバーを跳ね返し、圧倒的な力でデラックスファイターを叩き伏せ、総統が止めに入るまで殴り続けた。この勝負に負けたデラックスファイターは第27話ですっかり戦意喪失していた。NEO第37話で再び再登場し、九条晋平に脅迫されたレオナルド博士によって10万体が製造され世界征服に利用される。なお、デラックスファイターにとってヘルシータイガーは完全に恐怖の対象であり、九条晋平と共に複数のヘルシータイガーが登場した時には「ヘルシータイガーさん」と発言し、真っ青になっている。
以降も鷹の爪団がデラックスファイターに対抗する為の案として、度々名前が挙がるも、総統曰く「（デラックスファイターが無惨に負けて咽び泣く姿が）あまりにも惨めすぎて気の毒になる」という理由からいずれの場合も実戦投入は見送られている。
怪人ネタの宝庫
NEO第28話に登場。額に「内」の字が書かれている。絵がうまく、歌が上手で、飼い猫が可愛い上に撮った写真が必ず心霊写真になるなどネットで話題になる要素が詰め込まれた怪人。これを作ったことでフィリップが呆れて出て行ってしまう。
怪人ジョスイキー
NEO第36話に登場。禿頭のおっさんで、水を浄化させる機能がある。デラックスファイターにご馳走を持っていかれそうになったため代わりとして差し出すが、浄化方法が浄化させたい水をうがいをさせるだけだったため「いらんわ!」と一蹴される。

### 各話リスト（NEO）
| 秘密結社鷹の爪NEO（第3期）2012年度 | 秘密結社鷹の爪NEO（第3期）2012年度 |
| ---------------------------------- | ---------------------------------- |
| 第1話                              | 始動。世界征服!!                   |
| 第2話                              | 怪人新卒シャー                     |
| 第3話                              | 愛と勇気の桃太郎                   |
| 第4話                              | DXファイターの野望                 |
| 第5話                              | 世界征服ポイント                   |
| 第6話                              | トイレ大作戦                       |
| 第7話                              | こだわりの世界征服                 |
| 第8話                              | DXファイターの弱点                 |
| 第9話                              | デラックス母                       |
| 第10話                             | 戦え! 菩薩峠                       |
| 第11話                             | 総統のバイト                       |
| 第12話                             | 怪人産地直送                       |
| 第13話                             | フレッシュ世界征服                 |
| 第14話                             | 一日世界の支配者                   |
| 第15話                             | 飴を買う女                         |
| 第16話                             | 教えて島根                         |
| 第17話                             | 金魚すくい                         |
| 第18話                             | 冷やし世界征服                     |
| 第19話                             | 二人の総統                         |
| 第20話                             | 大変なこと                         |
| 第21話                             | おしゃれ世界征服                   |
| 第22話                             | 偽デラックスファイター             |
| 第23話                             | ポイポン5                          |
| 第24話                             | まじめに怪人作り                   |
| 第25話                             | 天体観測                           |
| 第26話                             | 吉田先生                           |
| 第27話                             | 復活のファイター                   |
| 第28話                             | フィリップの気持ち                 |
| 第29話                             | 神在月大作戦 前編                  |
| 第30話                             | 神在月大作戦 後編                  |
| 第31話                             | 博士の恋                           |
| 第32話                             | 逆に言えば                         |
| 第33話                             | サンタクロースを捕まえろ!          |
| 第34話                             | お年玉ラプソティ                   |
| 第35話                             | 究極の戦闘ロボ                     |
| 第36話                             | さらば鷹の爪団 前編                |
| 第37話                             | さらば鷹の爪団 中編                |
| 最終話                             | さらば鷹の爪団 後編                |

### 主題歌（NEO）
エンディング1「マンボ de 鷹の爪」（第4話 - 第13話、MAX第29話 - 36話、DO第34話、総集編）
作詞：FROGMAN、manzo 作曲・編曲：manzo 歌：吉田くんとレッチリ合唱団
エンディング2「スカッと鷹の爪」（第14話 - 第21話、DO第35話）
作詞：FROGMAN、manzo 作曲：manzo 編曲：乙三、manzo 歌：吉田くんとレッチリ合唱団
エンディング3「ダンス! ダンス! 鷹の爪」（第22話 - 第33話、MAX第37話、DO第36話）
作詞・作曲・編曲：manzo 歌：吉田くんとレッチリ合唱団
エンディング4「ポルカ de 鷹の爪」（第34話 - 第37話、MAX最終話、DO第37話、総集編）
作詞・作曲・編曲：manzo 歌：吉田くんとレッチリ合唱団

## 秘密結社鷹の爪MAX
前年に引き続き、2013年4月5日から2014年3月14日までNHK Eテレ「ビットワールド」で放送された。

### ゲストキャラクター（MAX）
阿武隈ブヴァエモン博士

熊谷

社長
MAX第5話に登場。総統が採用された時給5,000円の二十日鼠をじっと見ているだけのバイトの雇用主。服装にはうるさい。
フミコ
声 - 亜沙
MAX第6話に登場した盲目の女性。街角で花を売っているが、実は他人をだまして金品をせしめるという近所では有名な詐欺師。街の人々からは盲目であるというのは嘘と思われていたが、実際は盲目なのは事実で、幼い頃より辛い経験を重ね、誰も自分の事など見てくれていないと悟って自分の事だけを見て生きていくと決め、詐欺を働いていた。助けてくれた博士と意気投合し、自分の目の手術の費用として必要な500万円を巻き上げ様とするが、偶然聞いた博士と総統達との会話から、博士が自分に騙されていると分かった上で用意した500万円を渡そうとしていた事、そして唯一、本当の自分を見ていてくれた事を知り、彼からそれを受け取って涙ながらに感謝する。
新フィリップ
MAX第12話に登場。見た目は明らかにカッコウのヒナなのだが、森田も除いた鷹の爪団全員は全く気が付かないで育てていった。カッコウが巣立ってから、アジトの窓から落とされているフィリップを見つけるまでは誰も気づかなかった。
織姫
声 - 亜沙
MAX第13話に登場。本来、七夕の短冊には芸事のお願いを書くものなのに、最近は身勝手な欲求を書く輩が多い上に名前や住所が書かれていないために、願い事をかなえる処理が進まず、年に一回のデートができないことに辟易してついには泣き出してしまう。
彦星
MAX第13話に登場。織姫同様に、最近の短冊のせいでデートに行けないことに辟易している。
哲夫
MAX第14話に登場。吉田くんと公園で出会った、友達がいなくて寂しい思いをしていた少年。吉田くんと友達になり、意味不明な遊びをしたり、吉田くん曰く「粘土を押し付け合う程の仲」になった。しかし、母に吉田くんと遊ぶことを禁止される。後にドイツに引っ越してしまう。これまで以上に寂しさに苛まれ、自分の殻に閉じこもってしまうが、ある夜、窓から見える月に吉田が自分の顔を描いた事に気づき、離れていても友情は途切れていない事に気づく。吉田のことを「ジャスティス」と呼ぶ。
哲夫の母
声 - 亜沙
MAX第14話に登場。哲夫に「吉田くんと遊ぶな」・「ドイツに引っ越すから友達作りをしてもしょうがない」・「ネットで調べれば分かるから、動物は飼わない」と哲夫には理屈と勉強を押し付けるばかりで、子供の気持ちを理解しようとはしておらず、世辞にも良い親とは言えない。ドイツに引っ越した後も自分の殻に籠もり続ける哲夫に関心を寄せないなど、相変わらずな態度を取り続けていた。
ファストファイター
MAX第15話・16話に登場。デラックスファイターを尊敬する新米ヒーローの若者で、デラックスファイターには当初は普通に呼ばれていたが、途中から「サブ」と呼ばれる。父親は警察官だったが、オオアリクイが村に現れた事件の後、なんやかんやで死んでしまったとの事。しかし、銀行強盗から強奪した大金を巻き上げたデラックスファイターの行動と「正義ってのは、先に正義って言った者勝ち」という言動には納得できず、飛び出す。その後、新米ヒーローの採用試験に落ちる所だったのを、デラックスファイターの強行手段で採用となり、前述の彼の言葉が、「誰にも流されない自分の正義が正しい」と意味だったと聞かされ、それに感化されると自分だけの正義を見つけると決意する。
トモエ
声 - 亜沙
MAX第16話に登場。成功することを夢見るストリート怪人製造アーティスト。しかし作る怪人は吉田君も「アレだな」と言ってしまうぐらい奇妙奇天烈なものだった。
ドリー
MAX第20話に登場。ネバダ州ラスベガス一丁目の巨大冷やし中華工場紅ショウガ班の新人で、クララの指導の下働いている。
謎の男
MAX第20話に登場。冷やし中華の製造ラインを止めると爆弾を爆発させると工場を脅迫する。
やまねしずこ
MAX第23話に登場。吉田君が総統の借金返済と鷹の爪団の好感度アップのためにプロデュースした48歳のアイドル。「避けて通るアイドル」という謎のコンセプトと、歌う地盤沈下と言われる酷い歌唱力で売り出したがまったく売れなかった。更に実年齢は54歳で、家族持ちであることが発覚する。娘からの言葉で自分の人生を否定されたと感じ、家を飛び出して子供の頃からの夢であるアイドルになろうとしていたのだが、夫からの言葉で実家のナマズの養殖業をしていたことから「ナマズ娘」と呼ばれ、地元の男たちにとってアイドルだった頃を思い出し、自分の身近にファンがいたという事を再確認する。
藤田モロ太
MAX第25話に登場。帝国テレビのプロデューサー。担当番組「田舎でホニャララ!」に鷹の爪団に出演依頼をした。
寺山中一郎（てらやま ちゅういちろう）
MAX第25話に登場。イナナカ県でピスタチオ農家を営む81歳の老人。世界征服をできる場所が見つからず、途方に暮れていた鷹の爪団に御馳走した。
いのかしらゆうさく
MAX第26話に登場。3000年前から代々守り続けている、竪穴建物の家主。鷹の爪団にアジトとして貸し出すが、戦闘スタイルを縄文風にするよう注文を付けてくる。
古川
MAX第29話に登場。鷹の爪団が一日警察署長を務める警察署のベテラン刑事。後輩の若い刑事に「事件は熱意だけで解決できない」とたしなめている為、関係がギクシャクしている。
山本
MAX第29話に登場。婚約者のために現金輸送車を襲撃した指名手配犯。一日警察署長の吉田君が人ごみの中から見つけて、追跡が始まる。最終的に若い刑事を人質に取るが、妻のミチコから妊娠したというのを聞かされると、家族の将来のために出頭する。
ミチコ
声 - 亜沙
MAX第29話に登場。室内犬向けホットヨガ教室を開くのが夢の山本の婚約者。そのために山本は現金輸送車を襲撃した。
パーゼル
MAX第31話に登場。地獄からやって来た悪魔で、人類を堕落させるのが役目。契約した人間の3つの願いを叶える代わりに魂を報酬としてもらう。しかし、鷹の爪団には信じられず、挙げ句変な願い事ばかり叶えさせられる。2つ叶えた時点で本来の悪魔の姿を現すも、最後の願いで菩薩峠君を呼び出してしまい、超能力で体を曲げられ退治された。なお、現代人は堕落しており、しかも願い事は3つでは足りないと、現代人の不甲斐なさに自分の出る幕がない事を嘆いていた。
クレイ
MAX第36話・38話に登場。ネバダ州ラスベガス一丁目の冷やし中華工場冷やし班のメンバー。ダグラスと共に対ゾンビウイルスのワクチンを冷却した。
陳さん
MAX第36話に登場。元ネバダ州ラスベガス一丁目の巨大冷やし中華工場の冷却主任。工場長曰く「伝説の冷却主任」でダグラスの師匠だが、既に亡くなっている。
バックミラー

### 登場メカニック（MAX）
風吹く桶屋砲
MAX第2話に登場。「風が吹けば桶屋が儲かる」の如く、エネルギー弾を放ち、そこからドミノ倒し式に回り回って対象にダメージを与えることができる。標的の設定の他、ダメージの強さ、ダメージを与えるまでの速さも設定することができる。
作中ではデラックスファイターを倒す為、ダメージの強さを「強」、ダメージを与えるまでの速さを「早」に設定し発射されたエネルギー弾は道端を歩いていた犬に当たって犬は「ワン！」と鳴き、その鳴き声で英語を勉強中の学生が英語の1は「ONE」と理解し、試しに近くの外国人男性に話し掛けるも、その男性はフランス人だった為、学生はフランス語の勉強の為フランスのパリまで行き彼女を作るも、蓋が開いていたマンホールに落下し、そこへ現れた作業員の二人組の内、歯医者の予約をしていた一人が遅れると連絡する為電話を掛けるも、その歯医者のピエールが電話の受話器を取ろうとした際、うっかりコーヒーを零して離婚届が濡れてしまう。しかしそれを神から妻に離婚を思い止まれと解釈したピエールは、妻のフランソワに赤と白の薔薇の花束をプレゼントをして和解し、フランソワが再婚する予定だった相手はアラスカでオーロラを見に行くツアーをキャンセルする事となる。一方のアラスカではそのツアーのキャンセルの連絡を受けた男が自宅に帰った際、息子から妻はまだサーモン缶詰工場から帰ってきて居ない事を聞き、帰ったら皆で夕食を食べる事となるも、工場では日本向けの缶詰がまだ仕上がっていない為、仕事の切り上げを工場長から断られた親子の母親は、ベルトコンベアに流れている缶詰の一つに生きたコウモリを入れる。その缶詰は日本まで運ばれ、ある主婦と亭主が夕食に食べようとしたところ、中からコウモリが出て来た為、亭主はその缶詰を売っていたスーパーに抗議しようとするも、既に営業時間が過ぎて閉まっており、その缶詰の空き缶を投げた所、蕎麦の配達人の頭にその空き缶が当たり、すると麺で「絶世の美女コチラ→」という文字が出来、その文字を読んだデラックスファイターは絶世の美女を探すも、そこに居たのは大家さんで有りデラックスファイターはショックを受け、結果大家さんに箒で殴られた。しかし鷹の爪団に対して八つ当たりに来たデラックスファイターによって結局鷹の爪団はデラックスボンバーを喰らう羽目になった。
テンションビーム
MAX第3話に登場。ビームを当てた人間のテンションを上げることができる。夜勤明けのために普段よりもテンションの低い総統に対して使われたが、博士が予想していた以上にテンションが上がってしまった。ビームの効果は3分しか続かない。
長距離デラックスボンバー

偽デラックスファイター
MAX第8話に登場。デラックスファイターの評判を落とすために博士が開発したロボット。九条晋平が製造した偽デラックスファイターとは異なり、外見は完全にデラックスファイターそのもの、しかし悪い方の違う悪い方になった為最終的には失敗に終わった。
室内向け世界征服キット
MAX第10話に登場。雨で外に出られない鷹の爪団のために博士が作った、家の中でも世界征服ができる道具のセット。「室内向け熱追尾式ミサイル」や「室内向け突撃戦車」、「室内向け巨大ロボット」「室内向け怪人ティーカップヘルシータイガー」が入っている。
室内向け正義の味方キット
MAX第10話に登場。室内向け世界征服キットに対抗して博士が作った、家の中でも世界の平和が守れる道具のセット。「室内向けミサイル警報システム」、「室内向けDXボンバー」に加えてDXファイターを応援してくれる「室内向け市民」が入っている。
宇宙船
MAX第13話に登場。織姫と彦星を仲間にすべく、天の川に向かうために作られた。
高性能短冊選別マシーン
MAX第13話に登場。大量にある短冊を、芸事の願いとそれ以外の願いと選別してくれるマシン。さらには、書いた人間の住所まで分かる。
縄文風マグナム素粒子砲
MAX第26話に登場。竪穴建物の家主からの注文で縄文風につくられた。砲身が火焔土器風になっている。
泣きスプレー
MAX第27話に登場。顔に吹き付けると、たちどころに号泣してしまうスプレー。泣き落としするために博士が開発した。
忘年ドリンク
MAX第32話に登場。博士曰く「スッカリ今年を忘れられる薬」が入った飲み物。ひとたび飲むと徐々に今までの事を忘れてしまい、最終的には食べ物や文字をまともに認識できず、話すこともできなくなるほどの記憶障害に陥ってしまう。
カワイイキャンディー
MAX第34話に登場。舐めると泡のような物が出て可愛くなれるキャンディー。その威力は「さすがに可愛くなれないと思いますよ」と吉田くんから言われた総統も可愛くするほど。自己紹介までハダカデバネズミを用いた説明で可愛くなった。元に戻る際には口から吐き出す。瓶の中に残っていた20粒以上のキャンディーを全部舐めたデラックスファイターはマカロンのような形になってしまった。
ドゲカネー
MAX第37話、最終話に登場。厚さ1mのコンクリートを易々と砕くパンチ力、プラズマイオン砲とレールガンを4本を備え、超伝導装甲のお陰で1t爆弾も耐えられるどころか一人のクリスマスにも耐えられる高い耐久性。さらに急なお客様にも嫌な顔一つせず、美味しい手料理でもてなす家庭的な一面を持つ。ただし操縦席はマシンの頭にあるため、かなり長いハシゴを登らないといけないのが難点（レオナルド博士曰く他に方法は「ねぇ！」とのこと）。最終話でバックミラーが使用する活性酸素砲で破壊された。

### 登場怪人（MAX）
カリスマ美容師怪人キューティクルン
MAX第1話に登場。髪型を変えるだけで容姿はおろか、言動をも一変させることができる怪人。本人曰く『毛先に動きをつければ、どんなに難しい注文でも対応できる。』らしく、「五人の子持ちで、元ロックバンドのボーカルの弁当屋のおばちゃん」や、「山に捨てられた人間を育て、子供が自分も狼と思い込んだまま成長したが、人間に見つかり山から子供を連れ出された母親狼」などの難しい注文にも見事に対応した。
怪人人間のラペ
MAX第2話に登場。野菜のラペをヒントに開発したが、何に使うかは吉田くんさえも考えていなかった。
怪人ズボン汚し
MAX第5話に登場。相手に地味にダメージを与える目的で作られ、両手から放つ泥水で敵のズボンを汚して脱がせ、恥ずかしい思いを味わわせる怪人。総統だけでなくレオナルド博士を除く団員全員のズボンを汚してしまう。
怪人ズボン乾かし
MAX第5話に登場。両手が送風機となっており、濡れたズボンもすぐに乾かすことができる。総統がバイトの面接へ行くまでにズボンを乾かすため、相反する能力を持つ怪人ズボン汚しと対決する。
室内向け怪人ティーカップヘルシータイガー
MAX第10話に登場。室内向け世界征服キットに同梱されていた超小型版ヘルシータイガー。元のヘルシータイガー同様にデラックスボンバーを跳ね返せるが、体が小さいため攻撃力は全く無かった。
怪人休憩中のサラリーマン
MAX第16話に登場。ベンチで休憩している（どちらかと言うとサボっているように見える）サラリーマン風怪人。吉田くんが総統から「常識に捕らわれない、斬新で全く新しい発想から怪人を作れ」と言われて作った怪人。しかし、斬新過ぎて、休憩してばかりで何もしないので、全く役に立たなかった。
ガリレオー
MAX第16話に登場。トモエが吉田くんのアドバイスから生み出した常識を覆す怪人。「それでも地球は回っている」が口癖の鉄の精神力を持っている。デラックスファイターと戦わせようとするも、「怪人だからと言って、正義の味方と戦うのはおかしい」と戦うのを断固拒否してしまい、怪人休憩中のサラリーマン同様、斬新過ぎて役に立たなかった。
アニマル怪人森田コウイチZ
MAX第17話に登場。森田が人間型に改造された姿。パンツ1丁の巨漢で顔以外原型を留めていない。しかも、本人の了承なしで改造されたため、当の本人が「こんなの嫌」と泣いて拒絶するため、何もしないで終わった。
ヤマネコー
MAX第17話に登場。山猫を元に作られたアニマル怪人。しかし、夜行性で肝心なときに眠っていて役にたたなかった。前夜は元気にハッスルしていたらしい。
ナマケモッノー
MAX第17話に登場。ナマケモノと働き者の男性を組み合わせて作られた怪人。ナマケモノの鋭い爪と男性の強靭さをメインに作られたが、怠け者と働き者を掛け合わせた結果、ごく普通の人になってしまった。そのため、デラックスファイターに「クズをどんなにあわせてもクズ」と評されてしまった。
チパーン
MAX第17話に登場。チンパンジーの賢さを持った怪人。しかし、アニマルだけに「あ」を丸で囲むことしかできない怪人だった。
ブラック・エグゼクティブ
MAX第21話に登場。総統と吉田くんが凶悪な怪人を作ろうとした結果生まれた、本当に凶悪な怪人。しかし、ヘルシータイガーと違って総統達の言うことを聞かず、逆に支配下に置こうとした。体はダイヤ並の強度でデラックスボンバーも効かない。目からビームを放ち、総統達とデラックスファイターを窮地に追いやるが、デラックスファイターの自分に平身低頭な態度で、油断した隙に至近距離でデラックスボンバーを滅多打ちにされて、倒された。
ちょろぽん
MAX第30話・38話に登場。博士が団員のモチベーションを上げるために作った人造動物。人間の頭に何本も足が生えた変な生物だが、何故かかわいいらしい。他の動物のような食べ物は口にせず、愛情が主食。おっさんのような声で「どっこいしょ」と鳴く。デラックスファイターはその可愛さに心を打たれて強引に連れて帰り、愛情をたっぷり込めて育てていった。ちょろぽんのかわいさで、モチベーションが上がったデラックスファイターはバリバリと仕事に励んだが、仕事が忙しくてなって一緒にいる時間が減ってしまったため愛情不足で衰弱したちょろぽんは、デラックスファイターと会社の重役たちに看取られながら息を引き取った。最終話で別個体が登場し、緊急時には野太い声で喋れる事が判明した。またも命を懸けて死亡してしまうが博士によって予備として量産されていたことがデラックスファイターの発言で判明。

### 各話リスト（MAX）
| 秘密結社鷹の爪MAX（第4期）2013年度 | 秘密結社鷹の爪MAX（第4期）2013年度 |
| ---------------------------------- | ---------------------------------- |
| 第1話                              | カリスマ美容師怪人                 |
| 第2話                              | 風吹く桶屋砲                       |
| 第3話                              | テンション                         |
| 第4話                              | 阿武隈バイオ研究所                 |
| 第5話                              | ズボンがない                       |
| 第6話                              | 街の灯                             |
| 第7話                              | 襲撃!阿武隈バイオ研究所            |
| 第8話                              | 偽DXファイター大作戦               |
| 第9話                              | 仲良くなりたい                     |
| 第10話                             | 室内向け世界征服                   |
| 第11話                             | 冷やし中華                         |
| 第12話                             | カッコウの巣の上で                 |
| 第13話                             | 七夕大作戦                         |
| 第14話                             | 月と親友                           |
| 第15話                             | ストリートヒーロー                 |
| 第16話                             | ストリート怪人製造                 |
| 第17話                             | 共同戦線                           |
| 第18話                             | チェンジ 前編                      |
| 第19話                             | チェンジ 後編                      |
| 第20話                             | 冷やし中華が止まらない             |
| 第21話                             | 女性専用正義の味方                 |
| 第22話                             | ビッグアイデア                     |
| 第23話                             | アイドルで世界征服                 |
| 第24話                             | スポーツの秋                       |
| 第25話                             | 田舎で世界征服                     |
| 第26話                             | 歴史的建造物にて                   |
| 第27話                             | 泣き落としで世界征服               |
| 第28話                             | 新型ポイポン5                      |
| 第29話                             | 一日警察署長                       |
| 第30話                             | ちょろぽん                         |
| 第31話                             | 悪魔の契約                         |
| 第32話                             | 大忘年会                           |
| 第33話                             | サンタは振り向かない               |
| 第34話                             | カワイイキャンディー               |
| 第35話                             | ゾンビ                             |
| 第36話                             | 冷やし中華よ永遠に                 |
| 第37話                             | 友よ静かに眠れ 前編                |
| 最終話                             | 友よ静かに眠れ 後編                |

### 主題歌（MAX）
「鷹の爪音頭」（第1話 - 第28話、総集編）
作詞・作曲・編曲：manzo 歌：吉田くんとレッチリ合唱団

## 秘密結社鷹の爪EX
前年に引き続き、2014年4月11日から2015年3月20日までNHK Eテレ「ビットワールド」で放送された。

### ゲストキャラクター（EX）
城山
EX第2話に登場。松江城の周囲で観光ガイドをしている人物。城のような髪型をしている。親身になって松江城の説明をしたが、吉田君の横柄な態度に対しては涙目になりながら「ぶっ飛ばしてもいいですか！」と憤慨する。
後に鷹の爪が松江城を舞台にした歴史イベント『SHIROZEME』のPR動画に登場した際には語尾に「〜だじょう」と付けるなど性格が変化していた。
秀一
声 - 岡田まり
EX第3話に登場。いじめられっ子。
上級生
EX第3話に登場。秀一をいじめるいじめっ子。
ボベ=ブビバ
EX第4話に登場。魔界（古代バビロニア）の魔王。のぞみを叶えてくれると書いた本を送って3000年ぶりに人間界に舞い戻り、地上を火の海にしようと目論んでいる。しかし、鷹の爪団が召喚方法をまともに実行してもらえず、魔界ルールで「ぶっちゃけ呪文さえ唱えれば、とりあえずOK」という、いい加減なルールで何とか召喚されかかるが、魔法陣の影響で尻から出現し出した。最後は鷹の爪団がデラックスボンバーで成敗され、その巻き添えを食う形で退治された。
ボベ=ブビバの手下
EX第4話に登場。吉田君と菩薩峠君に24円と小枝で買える魔王を人間界に呼び出す方法の書いた本を送った。
レストラン『ダルーズ』の店員
EX第5話に登場。レストランに食事に来た鷹の爪団に対してかなり態度の悪い対応をとっていたが、総統の話で昔を思い出し、誠心誠意心を込めた対応をする。が、クーポン券の期限が切れていて、代金を払えきれなかった鷹の爪団をゴミ袋に詰めてゴミに出した。
覆面調査員
EX第7話に登場。ヒーローの格付けをするガイドブック、ヒロヤンの調査員。銀行からずっとデラックスファイターを尾行し、デラックスファイターの行動を監視していた。最終的にフランスの本部にデラックスファイターの悪行の一部始終を報告しようとするも、口封じにデラックスボンバーで（巻き添えを喰らった総統共々）吹き飛ばされた。
ベーカリー『サンダース』の店員
声 - 亜沙
EX第8話に登場。森田が恋をしたパン屋の店員。
試験官
EX第9話に登場。正義の味方一級試験の監督を務める強面の試験官。
シャールロット
声 - 亜沙
EX第10話に登場。ルーム世界征服で出向いた先で、鷹の爪団と出会ったクロワッサン屋の店主。
極悪国際犯罪組織『ビックボイス』
EX第11話に登場。様々な悪事を平気で行う悪の組織だが、吉田君のイタズラで昔書いた恥ずかしい小説をネットに流されたり、ペットのオウムにミイラのつくり方を覚えさせられたり、携帯電話の電話帳を全部鈴木に変えたり、素敵なお皿をいらないお皿にすり替えたり（お皿は春の世界征服祭りのいらないお皿同様）と、大迷惑していた。最終的に吉田が総統の携帯電話に電話に出た途端に爆発するように爆弾を仕掛けていた為、ビックボイス達が電話に出た途端に爆発した。
うるし原
EX第12話に登場。アリ塚の訪問販売員。
山田
EX第12話に登場。
秘密結社『黒い右手団』
EX第13話に登場。鷹の爪団とは違って凶悪な秘密結社で、日本政府を脅迫してくる。強力な兵器や核ミサイルを持っている。最後は透明化している総統とデラックスファイターによって敗北。
牛山敏郎
EX第14話に登場。政治家牛山軍治郎の息子。親の権力で幅を利かせ、偉そうにしていたが、父親の逮捕をきっかけに取り巻きやデラックスファイターに掌を返され、行き場を失ってしまい、鷹の爪団を頼るが、総統の言葉で改心し、数年後、本当の正義の味方となり、鷹の爪団を退治した。必殺技は「牛山ボンバー」。
牛山軍治郎
EX第14話に登場。かつて内閣総理大臣も務めた政界のドンと呼ばれる大物政治家。後に多額の賄賂を受け取っていた容疑で逮捕された。
牛山の取り巻き
EX第14話に登場。敏郎のご機嫌取りをしていた3人組。軍治郎が逮捕されると掌を返し、敏郎を「父っちゃん坊や」、「父親が居なければ、その辺のクズ以下」と言って離れていった。
沼袋ひでお
EX第18話に登場。テレビディレクターで、何かと胡散臭い性格。鷹の爪団に10万円の出演料と引き換えに幽霊が出ると噂の旅館に泊まってもらうという内容の番組に出演させる。しかし、実は現場に向かう自動車の走行中に事故が起き、彼を含めた取材班は全員死んでおり、ロケ地で彼らの前に現れた取材班は全員幽霊であった事が判明する。
旅館の主人、女将
EX第18話に登場。
武田
EX第19話に登場。
文代
EX第20話に登場。
宇宙人
EX第21話に登場。
白雪姫
声 - 亜沙
EX第28話に登場。.jp第33話の姫ほど美しくなく、ケチな性格。小人たちいわく「厄介者」として人生に終わりを告げた(ちなみに寝ていたソファーの枕は古墳ギャルのコフィーである)。
王子
EX第28話に登場。白雪姫を起こそうとアジトに来たが、瀕死状態の鷹の爪団を見て逃げ去った。
小人達
EX第28話に登場。白雪姫を「厄介者」と呼んでいた。
マット
EX第29話に登場。ネバダ州ラスベガス一丁目の巨大冷やし中華工場鍋焼きうどん加熱主任。
山口三太
声 - 杉田智和
EX第32話に登場。深夜に泥棒家業をしている。クリスマスイブに鷹の爪団とサンタクロースに出合ったことで、サンタクロースの代役としてクリスマスプレゼントを配ることになった。その姿をカズユキに見られた後は改心し、サンタクロースの計らいで一般企業に就職した。
山口カズユキ
EX第32話に登場。三太の息子。三太からは「カズ坊」と呼ばれている。深夜に仕事へ出かけていく父親のことをサンタクロースだと信じている。
安産の神様
EX第33話に登場。
勝俣博子
声 - 亜沙
EX第34話に登場。
工場長
EX第34話に登場。
中林ハジメ
EX第35話に登場。
久美子
声 - 亜沙
EX第35話に登場。
鷲の爪団 / 秘密結社『DARK WORLD』
EX第36話・37話に登場。鷹の爪団の偽物の老人グループ。経歴50年であまり知られていない。秘密結社『DARK WORLD』の存在によって、世界征服ができていないが実はその『DARK WORLD』が彼らの正体である。
総督
総統の偽物。高齢のため体が弱く、耳がかなり悪い。正体は秘密結社『DARK WORLD』の若い総統。世界征服を思い立って経歴5年で、菩薩峠の超能力を利用して世界を征服しようと企む。第37話で起動させたGREAT BSTとGREAT LNDと死闘を繰り広げたが自分たちがもたないため総統、吉田君、フィリップ、デラックスファイターを人質にとるが、そっち側にいってしまい凶暴化してしまったレオナルド博士は気にしなかった。最終的に『BST BOMB』を使い町の人たち諸共鷹の爪団を消し去ろうとしたが、総統の説得で目覚め、デラックスファイターの「俺のサインやるよー」という寝言に激怒した菩薩峠によって敗北した。
山田くん
吉田君の偽物。本物同様、赤い仮面を被っている。
偽フィリップ
フィリップの偽物。本物のような強面とは違い、凛々しい顔立ちである。
偽レオナルド
レオナルド博士の偽物。本物同様、外見は熊であるが似ても似つかない。
偽菩薩峠
菩薩峠の偽物。顔が紫でないことと超能力者でないことを除けば本物そっくり。

### 登場メカニック・怪人（EX）
城型基地
EX第2話に登場。松江城の仕組みを元に作られた秘密基地。
正直スプレー
EX第6話に登場。これを吹き付けられると嘘をつけなくなる。
ロボット軍団

毒薬
EX第7話に登場。海に投げ込めば、24時間以内に全ての海洋生物が死滅するとんでもない代物。
ルーム世界征服
EX第10話に登場。室内で世界征服のシミュレーションができる。四方が画面で囲まれていて、外の景色が映し出される。
世界征服専用車両“ウルトラスーパー”
EX第10話に登場。ルーム世界征服とセットで使用するオレンジ色の戦車。
透明人間ドリンク
EX第13話に登場。
バリアボタン
EX第13話に登場。
なんでも流線型
EX第15話に登場。飲むと体が流線形になり、どんな仕事もあっという間にこなしてしまう。
どんな病気もたちどころに治すどころか軽く150歳くらいまで長生きするビーム

カンガーエール
EX第21話に登場。飲むと思慮深くなる薬。
怪人隣のおネェさん
声 - 亜沙
EX第22話に登場。
鷹の丸
EX第22話に登場。
妖怪
以下全員、EX第25話に登場。
- 妖怪 小豆洗い
- 妖怪 一旦木綿
- 妖怪 カマイタチ
- 妖怪 ハサミイタチ
- 妖怪 のこぎりイタチ
- 妖怪 金づちイタチ
- 妖怪 プラスドライバーイタチ
- 妖怪 栓抜きイタチ
- 妖怪 USBメモリーイタチ
- 妖怪 包丁イタチ
- 妖怪 河童風の合羽を着た人
- 妖怪 甘噛み男

秘密兵器
EX第27話に登場。
無邪気ジュース
EX第27話に登場。
プチ神社
EX第33話に登場。
神様メガネ

○○が長くなるビーム
EX第34話に登場。
高性能ブーメラン
EX第37話に登場。
GREAT LND
EX第37話に登場。レオナルド博士が最終回に向けてと、レオナルド博士と菩薩峠のどちらが強いのか決めるために作った巨大ロボット。見た目はアンテナを除いてレオナルド博士とほぼ同じ。武器は多数のミサイルとベアークロー。また菩薩峠の超能力で逆エビ状態にされた時は苦しんでたり、総統たちが人質にされた時笑い飛ばしたりしたなど、表情豊か。
茶道販売機
EX第38話に登場。茶道を開いて粗茶を販売する販売機。
正々堂々販売機
EX第38話に登場。料金を貰わず相手に水を飲ませる販売機。
邪道販売機
EX第38話に登場。偽物を売りつける販売機。
非道販売機
EX第38話に登場。息子を装いながら金を騙し取り商品は出てこない販売機。
感動販売機
EX第38話に登場。感動的な話をして、話が終わったら料金を請求する。

### 各話リスト（EX）
| 秘密結社鷹の爪EX（エクストリーム）（第5期）2014年度 | 秘密結社鷹の爪EX（エクストリーム）（第5期）2014年度 |
| --------------------------------------------------- | --------------------------------------------------- |
| 第1話                                               | 春の世界征服祭り                                    |
| 第2話                                               | 松江城大作戦                                        |
| 第3話                                               | 戦う君へ                                            |
| 第4話                                               | 魔王召喚                                            |
| 第5話                                               | ファミリーレストラン                                |
| 第6話                                               | 正直スプレー                                        |
| 第7話                                               | ヒロやんガイドブック                                |
| 第8話                                               | 森田の恋                                            |
| 第9話                                               | 1級正義の味方技能士                                 |
| 第10話                                              | ルーム世界征服                                      |
| 第11話                                              | 吉田のいたずら                                      |
| 第12話                                              | 訪問征服                                            |
| 第13話                                              | しっかり! DXファイター                              |
| 第14話                                              | 大物の息子                                          |
| 第15話                                              | 素早く世界征服                                      |
| 第16話                                              | アウトドア世界征服                                  |
| 第17話                                              | 吉田の旅                                            |
| 第18話                                              | 幽霊屋敷へレッツゴー!                               |
| 第19話                                              | 褒めて伸ばす世界征服                                |
| 第20話                                              | DXファイターの親孝行                                |
| 第21話                                              | 思慮深く世界征服                                    |
| 第22話                                              | 怪人隣のおネェさん                                  |
| 第23話                                              | ポイポン6                                           |
| 第24話                                              | デリバリー世界征服                                  |
| 第25話                                              | 妖怪ゲットだぜ!                                     |
| 第26話                                              | 吉田の家出                                          |
| 第27話                                              | 無邪気に世界征服                                    |
| 第28話                                              | 白雪姫っぽい人                                      |
| 第29話                                              | 冬の冷やし中華                                      |
| 第30話                                              | ファイヤーマグナム                                  |
| 第31話                                              | テーマパーク                                        |
| 第32話                                              | 山口三太                                            |
| 第33話                                              | 初詣                                                |
| 第34話                                              | あしなが総統                                        |
| 第35話                                              | 紫色のキューピッド                                  |
| 第36話                                              | 鷹の爪団よ永遠に… 前編                              |
| 第37話                                              | 鷹の爪団よ永遠に… 後編                              |
| 最終話                                              | 自動販売機大作戦                                    |
| 番外編1                                             | 麹町の悪夢 前編                                     |
| 番外編2                                             | 麹町の悪夢 後編                                     |

### 主題歌（EX）
エンディング1「CHAN-BA-LAジャスティス伝説」（第1話 - 第22話、総集編）
作詞：that 作曲・編曲：れるりり 歌：Gero
エンディング2「カモメ」（第23話 - 最終話、総集編）
作詞：CLIEVY 作曲：CLIEVY、栗本修 編曲：小松一也 歌：C&K

## 秘密結社鷹の爪DO
前年に引き続き、2015年4月3日から2016年3月25日までNHK Eテレ「ビットワールド」で放送された。「秘密結社鷹の爪」のテレビシリーズは一旦終了。

### ゲストキャラクター（DO）
小料理屋「ドミンゴ」の女将
声 - 亜沙
DO第12話に登場。5年前に主人と死別して以来、一人で店を切り盛りしている。総統に対して「他人とは思えなくて」と発言する等、彼を意識しているかの様な素振りを見せている。その様子を見た総統も彼女の事を意識し出すが、その言葉は異性ではなく、父親としての意味であった。実は前から若い板前に告白されており、一度は迷っていたが、「歳の離れた二人が結婚してもいいんじゃないか」という言葉の真意を分かっていなかった総統の言葉に心を打たれ、再婚の決意をする。
石川ゴエ子
声 - 亜沙
DO第14話に登場。名前も酷似しており泥棒だが石川五右衛門との血縁関係等はない。警戒が手薄そうな鷹の爪団の秘密基地に忍び込んだところ、箪笥男に遭遇して悲鳴を上げ、団員たちに見つかってしまう。そして咄嗟に家政婦であると弁解したことから、その日は秘密基地で家事を行う羽目となる。鷹の爪団に振り回されまくったが、何気に満足げだった。
たかし、しげる
DO第16話に登場。夏休みの宿題としてアサガオの観察を行う。
ゴミ捨吉
DO第17話に登場。お化け屋敷のプロデューサー。名前は五味弘文による。
花ちゃん
DO第17話に登場。ゴミ捨吉のお化け屋敷の案内役。キャラ設定がかなり無茶苦茶で、おっさんのようなクシャミをする。正体はぱみぱみこらぞん。
小手洗清子
DO第18話に登場。鷹の爪団に手作りの方法についてレクチャーを施す。
クミコ
声 - 亜沙
DO第20話に登場。
グリグリスパパンキー
声 - GLIM SPANKY
DO第22話に登場。
キャッシー
声 - 亜沙
DO第25話に登場。
キャッシーの家政婦
DO第25話に登場。
太田山
DO第28話に登場。フランス料理店の経営者。ザリガニに襲われている処を助けられて鷹の爪団と知り合う。斬新なアイデアで店を立て直そうとするも生き詰まり、鷹の爪団と相談し立ち食いスタイルが話題なのを元に、立ち専門もドッグラン、寝そべって行うライブハウス、中腰で倒れたら料金3倍のレストラン等、ろくでもない店ばかり開いて行き詰まる。最終的に発想を360°転換し、座って食べるごく普通レストランに行きついた。
ユミコ
声 - 亜沙
DO第29話に登場。
山田山男
DO第29話に登場。
スーパーエッフェル
DO第36話・37話・38話に登場。
レッドハッスル
DO第36話・37話・38話に登場。
岩田
DO第36話・37話に登場。『銀面産業』こと秘密結社シルバーマスクに属する中年男性で、色々な秘密結社に手を組むように呼びかけている。
ルールメーカー
DO第36話・37話・38話に登場。銀色の仮面・赤い服・Mというマークの付いた王冠が特徴の秘密結社シルバーマスクの首領。驚異的な科学力を持ち、巨大な要塞空母を根城とし、銀色の仮面をつけた戦闘員を率いている。36話でデラックスファイターなどのヒーローたちを誘拐、仲間にして世界に戦線布告し、最終的には特権階級を抹消し世界を支配しようと企む。しかし、総統の言葉に目を覚ましたヒーローたちと乱戦になり、100万円でデラックスファイターを雇い鷹の爪団を抹殺しようとしたが、鷹の爪団に101万円を出すと言いくるめられたことであっさり裏切られ、最後は「スーパーデラックスボンバー」により要塞空母諸共爆散した。
総理大臣
DO第37話に登場。

### 登場メカニック（DO）
メカ女将
DO第12話に登場。小料理屋「ドミンゴ」の女将に惚れた総統のために、告白の練習用に作られたが、女将に似ておらず誤作動が多い。
秘密兵器 デスフレグランス
DO第13話に登場。
地獄の悪霊共を呼び覚ますマシーン
DO第14話に登場。外観は掃除機にそっくりだが、電源を入れると恐ろしい姿の悪霊たちを召喚できる。
千たたく気
DO第14話に登場。外観はドラム式洗濯機にそっくりだが、作動させると洗濯物が飛び出して、使用者を千回叩いてくる。
アサガオー
DO第16話に登場。自我を持つ新型アサガオで、蔓の部分が触手となって自分自身で日記を付ける。また、つがいとなった個体はデートや結婚式を挙げたり、子供を作る（作中の描写から、紫色の花がオスで、ピンク色の花がメスである模様）。
花の部分からは涙らしき液体も出る。作中はたかしとしげるに渡した紫の花とピンク色の花が登場し、後にたかしの持つ紫の花と総統がプレゼントしたピンクの花は両者はつがいとなり、枯れる（死亡する）まで人間でいう所の人生を送った。
ただし会話はできないが成長するにつれ性格が気難しくなり始め、内容が夏休みの観察日記としては模範的な内容からアサガオー自身の日記になって持ち主に襲い掛かったりする。また、夏休みの自由研究としてアサガオーの一生の観察日記を提出したたかしは、その内容の荒唐無稽さから二学期に入った後に母親と一緒に先生に注意される羽目になった。
惑星間半重力ミサイル
DO第18話に登場。鷹の爪団が公園に設置したところ、公園の職員から「反物質爆弾の使用禁止」という利用規則に抵触すると指摘され、撤去となった。
巨大ロボ
DO第18話に登場。鷹の爪団が手作りした陶器製。
人柄日記
DO第24話に登場。
病気が治るどころか、140歳まで軽く生きる光線銃

初恋の人を見つけるレーダー
DO第25話に登場。
一瞬にして変身するボタン
DO第26話に登場。
腕時計型ボタン
DO第26話に登場。
魚気持ち分かるロボット
DO第35話に登場。
良い子ガス
DO第36・38話に登場。
爆撃機
DO第38話に登場。鷹の爪団がルールメーカーとの戦いで急いで作った爆撃機。しかし急いで作ったため操作マニュアルが20冊もあり、武器は島根の特産品ばかりなので役に立たないと思われていたが結果的には活躍した。ヒーロー達に良い子ガスを浴びせた後にヒーローの放ったミサイルに直撃し墜落した。

### 登場怪人（DO）
怪人チキンヘッド
DO第5話に登場。失敗をいつまでもくよくよするのがいけないと生み出された3歩歩けば忘れてしまう鳥頭。総統は、目的を忘れてしまうオチだと予想したが、実際は自分が誰なのかさえも忘れてしまっていた。
エッグッチ
卵から育成する事で完璧な怪人の育成を目指した。
育成怪人 エッグッチ / 江口濡れ太郎
DO第5話に登場。生まれた時、体が濡れていた事から吉田くんによって名付けられた。当初は素直な性格でサッカーが好きで勉強も得意な少年だったが、しかし、外見年齢で中高生程の大きさに成長した頃、名前が嫌になって自暴自棄になり、不登校がちになったり、万引きをしたりと非行に走る様になるが、最終的には立ち直り、プロサッカーチームにスカウトされる。しかし、秘密基地を出た直後、濡れ太郎に倒してもらう筈だったデラックスファイターが現れ、一同は吹き飛ばされる。
育成怪人 エッグッチ改 / ガマゴウリドスの助
DO第6話に登場。前回の5倍の速度で成長を遂げる。前回の失敗を踏まえて吉田くんにスパルタ訓練を受け、一通りの戦闘力を身に付ける。しかし、ドスの助に倒してもらうべく、デラックスファイターを呼び出そうとするが、当の本人の留守が相次ぎ、更に速い成長速度が仇となって老化が進み、デラックスファイターが到着する直前に老衰で亡くなる。
ゾンビ山秀夫
DO第21話に登場。見た目通り、ゾンビだが、おもてなし精神が高く、非常に気が利く性格をしている。最終的にホスピタリティーを評価され、高級レストランで働き始めるも、ゾンビなので（ゾンビは生きていない、つまり生かされていないという意味）接客ではなく、裏の皿洗いに回された。
高嶺花子
声 - 亜沙
DO第29話に登場。誰に告白されても直ぐに暴言同然の口調で振って、失恋させてしまう失恋怪人。
怪人 彼女と彼女のお父さん
声 - FROGMAN、亜沙
DO第33話に登場。「男が最も苦手とする人間は自分の彼女の父親である」との考えから作られる。デラックスファイターを追い詰めるものの、途中でデラックスファイターを気に入ってしまい作戦を失敗させてしまう。
怪人 後輩と後輩の彼女
声 - FROGMAN、亜沙
DO第34話に登場。

### 各話リスト（DO）
| 秘密結社鷹の爪DO（ドゥー）（第6期）2015年度 | 秘密結社鷹の爪DO（ドゥー）（第6期）2015年度 |
| ------------------------------------------- | ------------------------------------------- |
| 第1話                                       | 記憶喪失ファイター                          |
| 第2話                                       | くつろぎの世界征服                          |
| 第3話                                       | 悲劇で世界征服                              |
| 第4話                                       | 催眠術で世界征服                            |
| 第5話                                       | 怪人育成大作戦                              |
| 第6話                                       | 続・怪人育成大作戦                          |
| 第7話                                       | フィリップの世界征服                        |
| 第8話                                       | 面倒くささで世界征服                        |
| 第9話                                       | アプリゲーム大作戦                          |
| 第10話                                      | 仮病大作戦                                  |
| 第11話                                      | 蜂の巣                                      |
| 第12話                                      | 総統の恋                                    |
| 第13話                                      | DXボンバーを防げ!                           |
| 第14話                                      | 泥棒さんいらっしゃい                        |
| 第15話                                      | 夢の大トロ                                  |
| 第16話                                      | アサガオの観察日記                          |
| 第17話                                      | お化け屋敷大作戦                            |
| 第18話                                      | 手作り世界征服                              |
| 第19話                                      | 動画配信大作戦                              |
| 第20話                                      | 鷹の爪文化祭                                |
| 第21話                                      | ゾンビで世界征服                            |
| 第22話                                      | バンドやろうぜ                              |
| 第23話                                      | ポイポンの季節                              |
| 第24話                                      | 悪い奴ら                                    |
| 第25話                                      | 初恋の人                                    |
| 第26話                                      | 続ファイヤーマグナム                        |
| 第27話                                      | しつこく冷やし中華                          |
| 第28話                                      | 立ちっぱなし大作戦                          |
| 第29話                                      | 失恋で世界征服                              |
| 第30話                                      | 思い出の機関車                              |
| 第31話                                      | 福袋                                        |
| 第32話                                      | セルフサービス                              |
| 第33話                                      | 怪人彼女のお父さん                          |
| 第34話                                      | 怪人後輩の彼女                              |
| 第35話                                      | 魚釣り大作戦                                |
| 第36話                                      | さらば愛しきロクデナシ〜前編〜              |
| 第37話                                      | さらば愛しきロクデナシ〜中編〜              |
| 最終話                                      | さらば愛しきロクデナシ〜後編〜              |
| 番外編1                                     | ポイポン8                                   |
| 番外編2                                     | 14日の土曜日                                |
| 番外編3                                     | DCスーパーヒーローズVS鷹の爪団のすべて      |

### 主題歌（DO）
エンディング1「恋はずーく☆ダンス」（第1話 - 第13話）
作詞：大黒摩季 作曲・編曲：SHIBU 歌：La PomPon
エンディング2「WONDER ALONE」（第14話 - 第22話、総集編）
作詞・作曲・編曲：松尾レミ 歌：GLIM SPANKY
エンディング3「メトロポリス」（第23話 - 第33話、総集編）
作詞：RYO-Z、ILMARI、PES、SU 作曲・編曲：DJ FUMIYA 歌：RIP SLYME

## 秘密結社鷹の爪 .jp（Webアニメ）
Eテレ版と平行して公式サイトで配信された。第27話以降のエピソードは一部のみがMAX・EXの映像特典としてDVDに収録されている。

### ゲストキャラクター（.jp）
ウミガメ
.jp第3話に登場。総統と吉田くんを助ける裏氏又朗に感動して、フーターズのような店に連れていく。実はメス。
テル子
声 - 亜沙
.jp第4話に登場。デラックスファイターがサイン会のために訪れた商店街の会長の娘。世間体ばかり気にする世の中の大人に嫌悪感を持っている一方、どこまでも自分のスタイルを貫いているデラックスファイターに共感している。
オクタヴィアヌス
.jp第6話に登場。鷹の爪団のアジトの風呂場にタイムスリップしたローマ人。鷹の爪団を「汚い顔族」と呼んで軽蔑していたが、温泉卵の美味しさに感動して意気投合した。その後、鷹の爪団の「平和のための世界征服」に衝撃を受け「もう私は迷うことないだろう」とつぶやき、元の時代へ帰って行った。
柊とし江、パスカル主任、木村
声 - 相沢舞、FROGMAN
.jp第11話に登場。『働け!吉田くん』からのゲストキャラクター。
税務署の職員
.jp第17話に登場。鷹の爪団が地方税を一切払っていないことに説明を求めに来たのだが、吉田くんが噴射した「スマイル世界征服ガス」のせいで笑いが止まらなくなってしまう。ガスのせいで笑いが止まらなくなったレオナルド博士に「税務署のジェームス」と勝手に名づけられていた。
ダークネス
.jp第21話に登場。政財界の大物や政府要人も加わっている大規模な世界征服組織、「黒い仮面の会」の首領。自分の話の腰を折る者を容赦なく射殺するほど短気であり、総統曰く「冷酷非情で血も涙もリンパ液もない男」。鷹の爪団は黒い仮面の会に対抗すべく本部に侵入したが、マジックミラーの前でバカなことをいろいろやっている総統や吉田くんの様子に会員たちが大笑いしたことにダークネスが激昂し、会員全員を射殺。ラストは侵入者に気付いたダークネスが総統を撃とうとした際に、しびれを切らし面倒くさくなったレオナルド博士の戦車に踏みつぶされた。
馬林梅子
.jp第22話に登場。愛称は「梅ちゃん先生」。団員のコミュニケーション能力を上げるために、鷹の爪団に招かれて会話術のレクチャーを行った。
ヤベンジャーズ
.jp第27話に登場。凶悪な宇宙人による地球侵攻を阻止するために、日本政府が超人的能力を持つヤバい人物を集めて結成したチーム。しかし実際はものの役にも立たないような特技や趣向の持ち主というだけで集められた（デラックスファイター曰く）奇人変人集団で、リーダー就任を求められたデラックスファイターからも参加を拒否された。
ジェイポン
.jp第32話に登場。クルスタルレイクのキャンプ場で13日の金曜日限定の殺戮を行うプロ意識に溢れた殺人鬼。キャンプ場に訪れた鷹の爪団の殺害を目論むが、まだ12日の木曜日だったため手が出せず、こき使われた挙げ句に14日の土曜日まで寝過ごしてしまった。第72話では、鷹の爪団に復讐をするために麴町にやってくる。そこで、鷹の爪団に召使いとしてこき使われているナッキーと、自分のマスクをかけて勝負をするが、鷹の爪団への復讐という共通目的のために共闘する。
勇者
.jp第33話に登場。NEO第29話・30話に登場した三平と容姿が同じだが、全くの別人。突然姫とともに鷹の爪団のアジトに現れ、団員たちを冒険の旅に連れ出す。姫が拐われた際に姫の叫び声を聞いて「姫の悲鳴」と発言し、鷹の爪団に冷たい顔をされてしまっている。本人曰くダジャレで言った訳では無いとのこと。実は「勇者」ではなく「マ（間）男者」だったと吉田から言われる始末だった。
姫
声 - 亜沙
.jp第33話に登場。ウェーブのかかったロングブロンドヘアーにティアラを被り、白いオーバースカート付きのプリンセスラインドレスを着て、白く長い手袋を両手に嵌めている美人姫。勇者とともに鷹の爪団のアジトに突然現れたがトイレに入った途端魔王に拐われてしまう。魔王と付き合い、妻となっていた。魔王を二人称同様「あなた」と呼んでいる。菩薩峠に倒されたにも関わらず「よくも夫(魔王)を殺した」と勇者に憤りながら問い質す。鷹爪産業にも外見が同じキャラのシンデレラよし子として登場しているが、姫とは全くの別人。
魔王
.jp第33話に登場。鷹の爪団と勇者を圧倒していたが、菩薩峠に念力で折り曲げられ倒された。姫の夫。付き合われていた姫に悲しまれている。
テツオ
.jp第34話に登場。
米村加代
.jp第35話に登場。陶芸家の夫（縄文土器に縄目模様をつけた人の子孫）がいる中年女性。家計を支えるため、デラックスファイターが開いた正義の味方教習所に通う。専用の装置によってデラックスボンバーを発射できるが、デラックスボンバーのことを「ゴージャスバンボー」と呼んだり、挙げ句の果てに「横文字は苦手」という理由で発射の際の掛け声を「お買い得」と叫ぶなどしたため、デラックスファイターから失格の烙印を押されそうになるが、総統の鶴の一声で最後には『鷹の爪団限定』の正義の味方の免許（デラックスファイター曰く「オートマ限定みたいなもの」）を習得した。
細貝彩加
.jp第36話に登場。普段は眼鏡をかけているが外すと美人の高校生。偶然会った吉田くんと公園のベンチで語り合う。ドミニクという、吉田くん似の猫を飼っていた。
白い犬
.jp第37話に登場。心と体を温める「ホット世界征服」のために、忠犬ハチ公や南極物語、さらにフランダースの犬をごちゃ混ぜにした感動ストーリーを演出。ちなみに何故かこのシーンの吉田の声が土管くんのピーターと同じ声になっている。
青年
.jp第37話に登場。かつて極貧生活を送っていたが、ソバ屋でかけそばを注文したところ、その店で働いていた総統に天ぷらをサービスされた。その恩を忘れずに努力を重ね、ソーシャルアプリ「線」を開発した。
無駄進一、無駄島三郎、ムダザイル、無駄秋子、浜崎ブルーギル、人が入っていない豪華衣装
.jp第39話に登場。大晦日に紅組・白組に分かれてムダなことを競い合う「紅白ムダ合戦」に出場する「ムダリスト」達。
ヒデオ
.jp第41話に登場。
ヒデオの祖父
.jp第41話に登場。昭和18年からアプリを作り続けているアプリ職人。会話に「アプリ」と付ける癖がある。
ミツオ
.jp第42話に登場。雨女と付き合っている。雨女のせいで髪型がぐしゃぐしゃになってしまうため、それを案じた雨女から別れを告げられてしまう。
岡田カズシ
.jp第43話に登場。鷹の爪団アジトの隣の部屋に住む、通算22浪の受験生。何もかも外してばかりで、「ハズシー」というあだ名がつけられていた。ひょんなことから鷹の爪団に体験入団する。
ふみえ
.jp第43話に登場。カズシの彼女。浪人中のカズシを励まそうとする。
ロドリゲス
.jp第46話に登場。アメリカの「世界征服リーグ」で戦力外通告を受け、再起をかけて日本にやって来た。鷹の爪団への入団を希望するが、根本的な能力不足のため日本でも通用しないことが分かり、鷹の爪団を去って忍者修行を志す。ところが昼は日本企業で働き、夜に修行するという生活を送るうちに、すっかり腰の低い日本風サラリーマンと化してしまった。
巨人
.jp第47話に登場。雲の上の家に住み、さまざまな「タマゴ」を産むニワトリを飼っている。ロリコンで、阪神タイガースの熱狂的なファン。
ニワトリ
.jp第47話に登場。童話『ジャックと豆の木』のように金のタマゴを産むニワトリのほか、アイドルのタマゴやたまごっちなど、他の「タマゴ」を産むニワトリも多数いる。
舟
.jp第49話に登場。見た目は木造船だが、どん平（総統）の妻でクマエ（博士）、カツヲ（吉田）、ワカメの母。宇宙船や水陸両用車にもなる。
ワカメ
.jp第49話に登場。見た目は海藻のワカメだがクマエ、カツヲの妹。第66話では、クマエのうっかりでブラジルに出荷されるが自力で戻ってくる。
ミラー
.jp第51話に登場。スプリング軍の隊長。
ジャクソン
.jp第51話に登場。スプリング軍の新米兵士。
フラグ
.jp第51話に登場。戦争が終わったら彼女と結婚する予定という設定で、自身も旗の恰好をしているが、結局戦争に生き残った。
Yシャツ、私、部屋
.jp第54話に登場。カメさん（総統）に協力するためにウサギさん（吉田くん）とのレースに参加する。
俺とお前と大五郎、愛しさと切なさと力強さと、田賀さん
.jp第54話に登場。騙されたことに気付きゴールへ急ぐウサギさんを妨害しようとするが、ことごとく蹴散らされてしまう。
ナッキー
.jp第55話に登場。殺人鬼の魂が宿った人形。アルバイト帰りの総統に拾われて、鷹の爪団を血祭りにあげる予定だったが、鷹の爪団の予想外の行動に終始翻弄されてしまう。第72話では、鷹の爪団に召し使いとしてこき使われている。アイスホッケーのマスクを持って来いと命令されたため、鷹の爪団に復讐をするために麴町にやって来たジェイポンと勝負をするが、鷹の爪団への復讐という共通目的のために共闘する。
後藤ヘル代

菅原（老人）
.jp第57話に登場。フィリップがレオナルド博士の発明品でワープしたアニメ「スガワラッシュ」の登場人物。菅原（悪徳）から強引な立ち退きを迫られている老人に見えるが、実際は変装していた。フィリップが適当に「菅原」と言ったところで犯行を自白する。
菅原（悪徳）
.jp第57話に登場。菅原産業のボス。菅原商店街の土地を不当に買い占める。菅原（老人）によって殺されてしまった。
菅原（悪徳）の子分達
.jp第57話に登場。菅原（老人）に立ち退きを迫るが、フィリップの差し出した1,000万円の小切手で一時退いた。「スガワラッシュ」の世界では、人名や多くの固有名詞がすべて「菅原」で表される（トイレットペーパーなどもレシートで「スガワラ」と表示される）。
ミラッチ
声 - 亜沙
.jp第58話に登場。巨大企業「パラソル社」の地下秘密研究所の警備員をしていたが、パラソル社のゾンビウイルスが拡散したバイウハザードの世界でゾンビ化した人間たちから、下記の3人と共に逃げている。仲間の犠牲をいとわない上、ポケット歯ブラシ型時限爆弾の起動スイッチを躊躇なく押すなど、ドライでたくましい性格の女性。
キートン
.jp第58話に登場。ミラッチと共にゾンビから逃げている。打つとヘリコプターになるヘリコプターウイルスを取り出したら、有無を言わずにミラッチに打たれてヘリコプターにされてしまった。
ウェッター
.jp第58話に登場。ミラッチと共に逃げている。実はウイルスを地上にばら撒いた張本人。
マクマナス
.jp第58話に登場。ミラッチと共に逃げている。ゾンビ達を引き付ける奥の手があるというと、ミラッチ達にあっさりと見捨てられてしまった。そして、ウェッターの手によりダークネスデビル（外観は劇場版第3作目に登場したタンス男の新デザイン版）という怪物にされてしまう。
校長先生
.jp第59話に登場。避難訓練を段取り良く進めてくれるハイパー避難訓練セットに附属している、避難訓練を評価してくれる人。
マリーアントワネット
声 - 亜沙
.jp第59話に登場。避難訓練に必要なものがないとケーキで代用させようとする。
新人先生
.jp第59話に登場。不良になってしまった吉田くんたちに、もう一度避難訓練の全国大会を目指そうと励ます。カウントダウン第1話に登場した新人先生と容姿が同じ。
文江
声 - 亜沙
.jp第61話に登場。甘いクレープを「変わりダネ」というクレープ屋を切り盛りする女性。息子のミノルがビタミンC1,500mgを壊してしまったため、翌日までにビタミンC1,500mgを弁償しないと店を取り上げられることになってしまう。
ミノル
.jp第61話に登場。文江の息子。友達と野球をしていた時に球が社長の家に飛んでしまったため、ムシャクシャして社長のビタミンC1,500mgをガスバーナーで燃やしてしまう。
社長
.jp第61話に登場。夏を乗り切るのに必要なビタミンC1,500mgをミノルが壊してしまったため、文江にその弁償を迫り、翌日までに弁償できなかったら店を取り上げると脅す。
岡林
.jp第62話に登場。新潟から無線LANのつなぎ方を教えてもらうためにエズメラルダのいるのののべ神社にやってくる。内臓が弱く、仕事運も恋愛運も悪い。
ヨシエ
.jp第63話に登場。サントーヘーの中学の同級生の女性ゴゴゴ星人。中学時代はサントーヘーと点火プラグを交換し合った仲だった。
牛谷先生
.jp第65話に登場。総統が用務員のアルバイトをしている小学校の先生で、モンスターペアレントに顔色が悪くなるぐらいに悩まされている。「モンスターペアレントは先生の悲鳴よりも笑い声がエネルギーになる」という吉田君の助言を受けて、中目黒夫妻に対して終始笑いながら応対した為にクビになってしまい、総統を憎むようになった。
中目黒夫妻
.jp第65話に登場。地元で有名な名士で、六本木のうち4本、四谷ののうち3の谷、赤坂の赤い部分を所有し、裏参道を引っ張り出して表参道にしたほどの名士。掛け算アレルギーだという息子に掛け算を教えたことで牛谷先生にクレームをつけるが、吉田君の余計なアドバイスで終始笑い続けた牛谷の態度を見て、バカにされていると思い激昂。その結果、牛谷は学校をクビにされてしまう。
アナゴ
.jp第66話に登場。フィリ夫（フィリップ）の勤める川丘商事の同僚。奥さんに体の半分を握りずしのネタにされたことがあるという。クマエによって天ぷらにされてしまう。
こんぶ
.jp第66話に登場。ブラジルに出荷されたわかめの代わりにクマエが買ってきた。しかし、晩御飯の味噌汁の出汁にされてしまう。
三郎
.jp第66話に登場。御用聞きにやってきた、三河屋の店員。
狩りぐらしのカリエッティ
.jp第67話に登場。狩りをしすぎて人間を超越してしまった狩りガールの中の狩りガール。10年間自動車免許が仮免許だったため、鷹の爪団に狩りを教える代わりに、自動車免許の取得を手伝ってもらうことになる。
ハルコの父
.jp第69話に登場。
ハルコ
声 - 亜沙
.jp第69話に登場。
ヒロユキ
.jp第69話に登場。
町内会長
.jp第70話に登場。
コージ
.jp第70話に登場。
町子
声 - 亜沙
.jp第70話に登場。
田辺やすゆき
.jp第71話に登場。
和子
声 - 亜沙
.jp第75話に登場。
姑
.jp第75話に登場。
清吉
.jp第75話に登場。
一之助
.jp第75話に登場。
東京都知事
.jp第76話に登場。
西野ムダ、むだーぱみゅぱみゅ
.jp第76話に登場。
五郎左衛門
.jp第77話に登場。
トミタ
.jp第77話に登場。
巨大な鳥
.jp第77話に登場。
大塩平八郎
.jp第77話に登場。
パーフェクトベストマン
.jp第78話に登場。世界中で大活躍しているスーパーヒーロー。デラックスファイターとは違い、お金は一切貰わず、世界人を無償で助けて、笑顔になればそれで良い一面があり、募金活動も行っている。必殺技はパーフェクトベストフラッシュ。

### 登場メカニック（Web）
子供になれるビーム砲
.jp第5話に登場。「大人になっても子供の心を忘れない男は偉大だ」という言葉を思い出した総統が博士に作らせたビーム砲。任意の年齢の子供になれるが、誤って自分に向かって発射してしまったため、総統が子供になってしまった。
ほんやくこんやく指輪
.jp第6話に登場。婚約指輪型の翻訳機で、指にはめると言葉を翻訳してくれる。オクタヴィアヌスの言葉を翻訳した。
プロ意識を500万倍にする薬
.jp第13話に登場。レオナルド博士が開発したが、ものすごく不味い。これを服用した鷹の爪団の一同はなぜか全員業界用語を話すようになった（総統が吉田くんを「だーよし」、吉田くんが総統を「とーそー」と呼ぶなど）。
世界征服できるマシーン
.jp第14話に登場。冷蔵庫のような形状をしている。このマシンのボタンを押すと、一晩だけ世界の支配者になることができる。
タイムマシン
.jp第15話・16話に登場。縄文時代に行くために博士が作った。外見はロディそのもので、外でまたがって「僕らは子馬だー」と言いながら跳ねないとタイムスリップできない。
スマイル世界征服ガス
.jp第17話に登場。レオナルド博士が開発したもので、吸引すると笑いが止まらなくなり、少々の悪いことでも笑って許してしまう。アジトで吉田くんが誤って噴射したため、これを吸引した鷹の爪団一同、税務署の職員、大家さん、デラックスファイターは笑いが止まらなくなってしまった。
御先祖様を呼び寄せるマシーン
.jp第20話に登場。お盆に際して、邪魔者の先祖をやっつければ世界征服が簡単にできるという作戦で使用された。博士が開発したもので、千手観音のような見た目をしている。試しに吉田くんが入ってみると、さまざまな時代から吉田くんの先祖を呼び出すことに成功した。マシーンに入るのを拒否したデラックスファイターによって壊された。
戦車
.jp第21話に登場。
感情コントロールマシン
.jp第23話に登場。半径10kmにいる人間の感情をコントロールできる。マシンで怒りの感情変化をさせたところ、団員達まで怒り初め統率がとれなくなった上にデラックスファイターまで怒らせたためにデラックスボンバーで吹き飛ばされてしまう。
延々と一日マシン
.jp第26話に登場。博士がある個人的な事情から開発。稼働させると、ある一日を何度でも繰り返すことができる。総統が同じ一日を何度も繰り返していると気付き、初めてマシンの存在が明らかになった。
世界制服マシン
.jp第26話に登場。もともとは「世界征服マシン」だったが、吉田くんの発注書の書き間違いにより「世界制服マシン」となった。ボタンを押すと、世界中の人々の服が制服になった。
どこでもラヂヲ
.jp第31話に登場。いつでもどこでもラジオ放送を行える。
UFO型飛行機
.jp第36話に登場。
アプリ職人を探してくれるアプリ
.jp第41話に登場。
世界征服専用スパイ中継車

反重力バイク

雛人形型爆弾
.jp第48話に登場。元々はデラックスドーターのために、デラックスファイターがレオナルド博士に発注した雛人形だが、吉田くんのアイデアにより爆弾を搭載。正しいひな祭りをしないと雄雛の顔の表情が険しくなり、限界点まで達すると爆発する人形になった。
桜前線を見ることが出来るメガネ
.jp第51話に登場。桜前線において、スプリング軍とウィンター軍によるとんでもない死闘を目撃することのできるメガネ。
別のアニメに行ける君
.jp第57話に登場。「秘密結社鷹の爪」のアニメの世界から別のアニメの世界に行ける道具。外見は電話ボックスか、「もしも〜」で世界を変える道具。
梅雨が今どうなってんのかを見ることが出来るメガネ
.jp第58話に登場。掛けるだけで、梅雨前線がどうなっているのかが見えるメガネ。
ハイパー避難訓練セット
.jp第59話に登場。毎年の避難訓練での総統の段取りがあまりにも酷いために、博士が用意してくれたマシン。さまざまなシチュエーションの避難訓練を段取り良く進めてくれる。シチュエーションはランダムに出てくるが、「マリーアントワネット」や「新人達」など避難訓練とは関係ないようなものばかりだった。避難訓練を評価してくれる校長先生が附属している。
お爺ちゃんになる薬
.jp第64話に登場。
ジャコランタンを歌って踊らせることが出来る光線銃
.jp第68話に登場。
トンビロボット
.jp第78話に登場。ヒーローを辞めようとしているデラックスファイターを元気づけるための芝居に使われた。

### 登場怪人（.jp）
新婚怪人シンコンシャーン
.jp第2話に登場。若い男女と仲人と御祝儀の数々を合体させた「シンロー」と「シンプー」の二人組の怪人。見ず知らずの人でも心から祝福したくなるような怪人に仕上がったが、ケーキカットからしばしの御歓談、お色直しに新郎の友人の余興、新婚旅行までやらないと、デラックスファイターを倒しに行けない怪人になってしまった。しかも、総統の命令でお色直しが4回から2回に減らされたことをシンプーが根に持ってしまったため、成田離婚してしまった。そこでレオナルド博士は美人の外国人妻を用意したが、国籍欲しさの偽装結婚だったため、計画は失敗に終わった。
高速道怪人
東名人間
.jp第8話に登場。総統から透明人間を製造するように指示を受けた吉田くんが、東名高速道路の東名と勘違いして作ってしまった怪人。特に個性はないが、「他の高速道と繋げたら戦力になるかもしれない」ということで、日本の高速道の名を担った怪人が次々と作られた。なお、透明人間自体は、テレビ第1シリーズDVD収録のテレビ未放映エピソードの時点で登場している。詳しくはこちらを参照。
新東名人間
デラックスファイターによって東名人間が重傷を負ったとき登場した怪人。

怪人アーバン
声 - 亜沙
.jp第12話に登場。洗練された女性の外見をした怪人で、牛のような角が生えている。久しぶりに都会に出てきた鷹の爪団がそのめまぐるしい変化についていけなかったことから、都会的で洗練された見た目に惹きつけられるが、刺激的な行動に周囲の人が目を回す、というコンセプトで製造された。しかし、実は澄子という本名があり、元IT会社社長の妻で子持ち、リーマンショックによる会社の崩壊に伴う貧乏生活に耐えられず夫と子供を連れて家を飛び出したことが明らかになる（その頃から角があった）。一人息子が病気で倒れ、その看病を必死でしたことがきっかけとなり、もう一度家族そろって再起をかけることになったのだった。
名前不明の怪人
.jp第13話に登場。博士の作った「プロ意識を500万倍にする薬」で、業界人風になった鷹の爪団一同が製造したが、それだけで特に何もしなかった。
怪人ネガティブシンキング
.jp第17話に登場。握り拳風の頭部に獣のような身体をした、総統曰く「怪人らしい怪人」。しかし、名前のように「どうせみんな死ぬ」と考え方があまりにもネガティヴであり、吉田くんをはじめとした団員が感化されてしまうなど、やはり役に立たなかった。
怪人お父さんの背中
.jp第18話に登場。吉田くんがこの時点（2012年8月）で6年前に製造した怪人。お父さんの背中の持つ力で、世界征服をがんばろうとモチベーションを上げる怪人だったのだが、よくよく調べたら友達のお父さんの背中だったため、気まずい気分になったという。
怪人セミ男
.jp第18話に登場。吉田くんが2006年（平成18年）の夏に、アブラゼミをモチーフとして造った怪人。その際は「怪人セミ男の幼虫」だったため、蛹となり土の中に6年間眠る必要があった。総統は「デラックスファイターを一捻りにする実力のある怪人」と期待を寄せていたが、現れた幼虫は大人と子供の境で情緒不安定（総統が「世の中の矛盾は全てデラックスファイターのせい」と説得した）だったり、羽化する際はまったく無防備（代わりに総統がデラックスボンバーの盾になった）だったり、成虫になると本能通り「彼女がほしい」と泣きわめいて女性を襲ったり、挙句の果てにデラックスファイターと戦う前に寿命が尽きるという、少しも役に立たない怪人だった。
怪人青臭いバンドマン
声 - FROGMAN、亜沙
.jp第28話に登場。吉田くんを交えた4人でバンドを結成し、メジャーデビューを目指して青臭い青春ドラマを展開。
怪人ラジオのプロデューサー、プラスペプラー、AD・マイク
.jp第31話に、ラジオ放送で世界征服するために登場。ラジオDJはクリス・ペプラーをモデルにしたプラスペプラーだが、実際の「放送」では総統と吉田くんだけが出演していた。
怪人“よしこさん”
声 - 亜沙
.jp第34話に、しっかりした女性を鷹の爪団にちょい足しするために登場。アジトを明るくし、団員の生活リズムを改善してしまうほどのしっかり者。私生活では悩みを抱えていて、そのことを総統に打ち明ける。
怪人鼻くそを付けてくる人
.jp第34話に登場。
怪人“やる気太郎”
.jp第40話に、鷹の爪団の酷い正月ボケを治すために登場。その名の通り世界征服に対してやる気満々な上に、非常にハイテンションな性格。しかし正月ボケの総統達やデラックスファイターからはまともに相手をしてもらえず、彼らのあまりのやる気のなさに呆れ、終いには「ダメだコイツら…」と匙を投げる。
雪女をモデルに作られた女性怪人
声 - FROGMAN、亜沙
以下全員、.jp第42話に登場。世界征服をそっちのけにして、雨女と一緒に女子会へ行ってしまう。
- 雪ギャル
- 雪腐女子
- 雪山ガール
- 雪カメラ女子
- 雪キャリアウーマン
- 雪ずりの女
- 雪ダメンズウォーカー
- 雪肉食系女子
- 雪結婚しないと決めた女たち

雨女
声 - 亜沙
.jp第42話に登場。極度の雨女なため、湿気で髪型が変な形になる彼氏と別れたが、それでもかまわないという彼氏のアプローチで再び付き合うこととなった。
怪人トリラ
.jp第43話に登場。鳥のように空を飛び、ゴリラの怪力を発揮できるはずだが、飛行には失敗してしまった。
怪人後回しウォーリアー
.jp第48話に登場。何でもかんでも後回しにしてしまう怪人。総統がデラックスカンパニーを襲撃させようとした際、「明日でいいですか」と後回ししようとして、総統に「もういい」と帰らされ「全く使えない」と言われた。
怪人花咲爺
.jp第51話に登場。吉田くんの命を受けて桜を咲かせようとするも、民話のような「ここ掘れワンワン」と鳴く犬や意地の悪い隣人夫婦がいないと能力を発揮できない。
怪人アラシマクリスティー
.jp第53話に登場。ありとあらゆる物を荒らしまくる怪人。
怪人卒業アルバム
.jp第53話に登場。吉田くんによると攻撃方法は「相手にアルバムを見せる」→「アルバム内にいるカワイイ女の子に指をささせる」→「怪人卒業アルバムがすごい勢いでアルバムを閉じて指を挟ませる」という方法らしい。
デラックスファイターにこの方法で挑んだものの、逆にデラックスファイターの怒りを買ってしまい返り討ちを食らってしまった。
怪人昔はまったゲームソフト、怪人映画の半券、怪人海岸で拾ったきれいな貝殻
.jp第53話に登場。
怪人昔書いたポエム
.jp第53話に登場。相手が過去に書いた恥ずかしいポエムを勝手に読み上げる能力を持つ怪人。
この能力で総統やデラックスファイターを精神的に追い詰めたことがあり、デラックスファイターに至ってはショックのあまり泣いてしまっている。
ジャック
.jp第68話に登場。ジャック・オー・ランタンを歌って躍らせることが出来る光線銃でかぼちゃから変身させた怪人。作曲は得意だが作詞は苦手らしい。
怪人受験生、怪人親友、怪人失恋した女の子
.jp第71話に登場。デラックスファイターが攻撃できないよう、それぞれ攻撃しづらい状況下の怪人として作られたが、デラックスファイターに全く容赦なく攻撃された。
怪人おばさんち
.jp第71話に登場。いるだけで、その場の雰囲気が親戚の叔母さんの家にいるように感じてしまう。デラックスファイターとは父方の親戚の設定だった。その後、最終的には親戚関係がおばさんで無くなってしまった為、失敗に終わった。
怪人年末しん子
声 - 亜沙
.jp第74話に登場。

### 各話リスト（Web）
| 秘密結社鷹の爪.jp（Webアニメ）2012年4月-2014年3月 | 秘密結社鷹の爪.jp（Webアニメ）2012年4月-2014年3月 |
| ------------------------------------------------- | ------------------------------------------------- |
| 第1話                                             | 復活の鷹の爪                                      |
| 第2話                                             | 怪人シンコンシャーン                              |
| 第3話                                             | ウラシマタロウ                                    |
| 第4話                                             | 戦え! DXファイター                                |
| 第5話                                             | 子供な日                                          |
| 第6話                                             | お風呂から来た男                                  |
| 第7話                                             | アボカド大作戦                                    |
| 第8話                                             | 東名人間                                          |
| 第9話                                             | デラックス祖父                                    |
| 第10話                                            | はじめての世界征服                                |
| 第11話                                            | 働け!吉田くん                                     |
| 第12話                                            | 怪人アーバン                                      |
| 第13話                                            | 世界征服のプロ意識                                |
| 第14話                                            | 一夜の世界征服                                    |
| 第15話                                            | タイムマシン大作戦 前編                           |
| 第16話                                            | タイムマシン大作戦 後編                           |
| 第17話                                            | スマイル世界征服                                  |
| 第18話                                            | 怪人セミ男                                        |
| 第19話                                            | クール世界征服                                    |
| 第20話                                            | ご先祖様をやっつけろ!                             |
| 第21話                                            | 世界征服を阻止しろ!                               |
| 第22話                                            | お話上手で世界征服                                |
| 第23話                                            | 総統選挙                                          |
| 第24話                                            | 延々と一日 序                                     |
| 第25話                                            | 延々と一日 破                                     |
| 第26話                                            | 延々と一日 坂本                                   |
| 第27話                                            | 超大変なこと                                      |
| 第28話                                            | 歌う世界征服                                      |
| 第29話                                            | 週刊世界征服                                      |
| 第30話                                            | 名探偵ヨシダ                                      |
| 第31話                                            | ラヂヲの時間                                      |
| 第32話                                            | 12日の木曜日                                      |
| 第33話                                            | 勇者がやってきた                                  |
| 第34話                                            | ちょい足し世界征服                                |
| 第35話                                            | DX教習所                                          |
| 第36話                                            | 私の優しくない吉田                                |
| 第37話                                            | ホット世界征服                                    |
| 第38話                                            | DXファイターとサンタクロース                      |
| 第39話                                            | 紅白ムダ合戦                                      |
| 第40話                                            | 正月ボケ大作戦                                    |
| 第41話                                            | アプリで世界征服                                  |
| 第42話                                            | ロマンスの女神様                                  |
| 第43話                                            | となりの岡田くん                                  |
| 第44話                                            | 愛と青春の飛び立ち                                |
| 第45話                                            | クイズの町                                        |
| 第46話                                            | メジャーから来た男                                |
| 第47話                                            | 吉田と豆の木                                      |
| 第48話                                            | ボンバーひなまつり                                |
| 第49話                                            | クマエさん                                        |
| 第50話                                            | プレゼン                                          |
| 第51話                                            | 桜前線異常なし!                                   |
| 第52話                                            | きったない国から                                  |
| 第53話                                            | 怪人メモリアル                                    |
| 第54話                                            | うさぎとかめ                                      |
| 第55話                                            | ナッキー                                          |
| 第56話                                            | 霊の話                                            |
| 第57話                                            | スガワラッシュ                                    |
| 第58話                                            | バイウハザード                                    |
| 第59話                                            | ハイパー避難訓練                                  |
| 第60話                                            | ホラーナイト                                      |
| 第61話                                            | 男の決断                                          |
| 第62話                                            | エズメラルダの日常                                |
| 第63話                                            | サントーヘー                                      |
| 第64話                                            | 高齢者向け正義の味方                              |
| 第65話                                            | モンスター・ペアレンツ・インク                    |
| 第66話                                            | クマエさん2                                       |
| 第67話                                            | 狩りガール                                        |
| 第68話                                            | ハロウィンやろうぜ                                |
| 第69話                                            | 世界征服の職人                                    |
| 第70話                                            | 愛の町おこし                                      |
| 第71話                                            | 人間関係のラビリンス                              |
| 第72話                                            | ナッキーVSジェイポン                              |
| 第73話                                            | 解禁ラプソディー                                  |
| 第74話                                            | 世界征服の年末進行                                |
| 第75話                                            | DXファイターとサンタクロース2                     |
| 第76話                                            | 紅白ムダ合戦2013                                  |
| 第77話                                            | 鳥取誕生物語                                      |
| 第78話（最終話）                                  | たいせつなこと                                    |
| 番外編1                                           | 鷹の爪ライジング                                  |
| 番外編2                                           | 鷹の爪ビギンズ                                    |

### 主題歌（Web）
「鷹の唄〜ギリギリboys〜」（第5話 - 第8話、楽しいテレビ）
作詞・作曲・編曲：ナカムラヒロシ 歌：i-dep feat. Cana
「鷹の空〜ルテルテ主坊〜」（第9話 - 第13話）
作詞・作曲・編曲：ナカムラヒロシ 歌：i-dep feat. スネオヘアー
「鷹の島〜何不自由ない〜」（第14話 - 第17話）
作詞・作曲・編曲：ナカムラヒロシ 歌：i-fep feat. 土岐麻子
「鷹の夏〜YES/NO枕〜」（第18話 - 第22話）
作詞・作曲・編曲：ナカムラヒロシ 歌：i-dep feat. 藤岡みなみ（PANDA 1/2）
「鷹の鷹〜カブトムシとサクランボ〜」（第23話 - 第26話）
作詞・作曲・編曲：ナカムラヒロシ 歌：i-dep feat. 鷹の爪団 with デラックスファイター

## 秘密結社鷹の爪GT
2016年4月からLINE LIVEで配信された。

### ゲストキャラクター（GT）
花水木
声 - 杉田智和
GT第1話に登場。
黒沼
GT第1話に登場。
文春くん
声 - 週刊文春の記者
GT第2話・第34話に登場。
剣寄タカシ
GT第2話に登場。
ショショーンK
GT第2話に登場。
マズルカ
GT第2話に登場。ショショーンKの愛犬で、ドニエプル工業地帯に熱々のベーグルを密輸している。
RYO-Z
声 - RYO-Z
GT第3話に登場。
SU
声 - SU
GT第3話に登場。
ハルオ
GT第4話に登場。小柄な春の妖精。春に関係する願い事をかなえることができる。初めは小柄な変態扱いされた。
大地くん
GT第5話に登場。
里吉くん
GT第5話に登場。
トシオ
GT第6話に登場。
江川由美子
声 - 亜沙
GT第7話に登場。
由美子の上司
GT第7話に登場。
お好まない焼きの主人とその妻
声 - FROGMAN、亜沙
GT第9話に登場。夏祭りで屋台を開いていた主人と妻。昔の夫はフランス料理の三つ星レストランの人気シェフだったが、「普通すぎる」という食通の言葉にショックを受け、日本に帰国し、客の好まない（というよりもとても食べられそうにない）ものを無造作に入れた『お好まない焼き』を作り、それを見て困惑する客の反応を見て憂さを晴らすという堕落した日々を送っていた。吉田の言葉で自分自身のお好みのものを詰めたお好み焼きを作ったが、結局それは食べられる代物でなく、お好み焼きを食べたがっていたデラックスファイターを激怒させた。
新谷端子
声 - 亜沙
GT第12話に登場。ファイヤーマグナム（山田一郎）の思い人である歯科医院の受付の女性。かつては正義のヒーロー「ブルーサンダー」として活動していたが、周囲から変人扱いされる事に嫌気が差した為止めていた。
「強い男が好き」と言っていたが、それは「強さだけが全てでは無く、自分の恐怖に打ち勝ち、愛そうと言う人を守ろうとする気持ち」が大事であると考えていたに過ぎず、最終的に「また偶然でも良いから花を持って来てね」とファイヤーマグナムに約束した。
ひろゆき
GT第15話・第16話に登場。
ヴァルガス
GT第15話・第16話に登場。
マクスウェル
声 - 亜沙
GT第16話に登場。
獄門高校野球部
GT第17話に登場。
大竹優一
GT第18話に登場。
鶴子
声 - 亜沙
GT第18話に登場。
人柱久美子
声 - 亜沙
GT第21話に登場。
車折先生
GT第21話に登場。
鳥交錯
GT第23話に登場。
リック
GT第24話に登場。
イルザ
GT第24話に登場。
シリペロン
GT第24話に登場。
ルノー
GT第24話に登場。
スタンリー
　  GT第26話に登場。
金沢猪士郎
GT第27話に登場。
春樹
GT第29話に登場。
マチ子
声 - 亜沙
GT第29話に登場。
カサンドラ
GT第29話に登場。
望月由美子
声 - 篠原ぱらこ
GT第34話に登場。
防犯カメラ
GT第37話に登場。

### 登場メカニック（GT）
豪快光線
GT第6話に登場。
スーパーソニックキャノン
GT第11話に登場。鷹の爪団が本気を出して作った秘密兵器。凶悪な音波を放ちビルも吹き飛ばす究極のソニックウェポン。予熱に10分は掛かるため待ちきれないデラックスファイターに破壊された。
平凡光線
GT第11話に登場。
半径10メートル以内の者を幸せな気分にするマシン
GT第25話に登場。
スーパーアパレルマシン
GT第26話に登場。
心の声が聞こえる補聴器
GT第31話に登場。
全自動プレゼントマシン
GT第39話に登場。
謎解きロボ パズール
GT第40話に登場。
DXファイター専用監視マシーン
GT第41話に登場。球状のドローンで、機体上部のプロペラで飛行し、機体には2本のアームとデラックスファイターのマントがある。
24時間365日デラックスファイターを監視する為に博士が作った。

### 登場怪人（GT）
ブリ子
声 - 亜沙
GT第14話に登場。
怪人マネージャーの岬
声 - 内田彩
GT第17話に登場。
最新型ヘルシータイガー
GT第22話に登場。鷹の爪団の最終兵器の怪人ヘルシータイガーの改良版。外見では、鎧が赤くなり、赤い角が生えている。リモコンで、強・中・弱の三段階の強さ調整機能、自然に強弱を付ける揺らぎ機能、自動で戦いを止めるおやすみタイマー、首振り機能と、最新型の扇風機の様な機能を装備している。初陣では、「強」を使い、デラックスファイターを返り討ちにし、二回戦では、「中」を使い互角に戦い、鷹の爪団が更に他の機能を使って試した結果、揺らぎ機能は、互いに強弱を付き、首振り機能は単に首を振り、おやすみタイマーは途中で眠たくなった鷹の爪団がおやすみタイマーを使い寝たがデラックスファイターにとどめを刺す直前で機能停止し、隙が出来た鷹の爪団にデラックスボンバーを放った。
怪人ゲスなヴォーカル
GT第34話に登場。無気力で無精髭面の男。様々な女性関係の噂を持つ男がモデルで「無期限活動休止するっス」と言い残し去って行った。

### 各話リスト（GT）
| 秘密結社鷹の爪GT（LINE LIVEアニメ）2016年度 | 秘密結社鷹の爪GT（LINE LIVEアニメ）2016年度 |
| ------------------------------------------- | ------------------------------------------- |
| 第1話                                       | 刑事花水木                                  |
| 第2話                                       | 文春くん                                    |
| 第3話                                       | 自分探し                                    |
| 第4話                                       | 春の妖精ハルオ                              |
| 第5話                                       | お子様向け世界征服                          |
| 第6話                                       | 豪快に世界征服                              |
| 第7話                                       | 高齢者向け世界征服                          |
| 第8話                                       | 阿吽の呼吸で世界征服                        |
| 第9話                                       | 屋台の偉大なる一日                          |
| 第10話                                      | ファイヤーマグナム再び                      |
| 第11話                                      | 平凡に世界征服                              |
| 第12話                                      | 情熱的に世界征服                            |
| 第13話                                      | ホラー映画大作戦                            |
| 第14話                                      | 麗しのマーメイド                            |
| 第15話                                      | ぶらりグランガイアの旅前編                  |
| 第16話                                      | ぶらりグランガイアの旅後編                  |
| 第17話                                      | マネージャー大作戦                          |
| 第18話                                      | カクテル                                    |
| 第19話                                      | しろぜめ 前編                               |
| 第20話                                      | しろぜめ 後編                               |
| 第21話                                      | 学校の怪談                                  |
| 第22話                                      | 最新型ヘルシータイガー                      |
| 第23話                                      | デキる男の世界征服                          |
| 第24話                                      | カサブランカ                                |
| 第25話                                      | 怒りのDXファイター                          |
| 第26話                                      | アパレル大作戦                              |
| 第27話                                      | DX少年団                                    |
| 第28話                                      | ポイポン7                                   |
| 第29話                                      | 君の縄                                      |
| 第30話                                      | フィリップの葬式                            |
| 第31話                                      | 心の声                                      |
| 第32話                                      | 人工知能冷やし中華                          |
| 第33話                                      | 世界征服職人                                |
| 第34話                                      | 鷹の爪砲                                    |
| 第35話                                      | 迷子のDXファイター                          |
| 第36話                                      | 桃太郎ラプソディー                          |
| 第37話                                      | 防犯カメラ                                  |
| 第38話                                      | 本気で悪い秘密結社                          |
| 第39話                                      | トナカイ大作戦                              |
| 第40話                                      | 謎解き世界征服                              |
| 第41話                                      | 初詣大作戦                                  |
| 第42話                                      | 沈黙の世界征服                              |
| 第43話                                      | 金の征服、銀の征服                          |
| 第44話                                      | 友情・努力・勝利                            |
| 第45話                                      | 侍ジャパン                                  |
| 第46話                                      | 美肌の正義の味方                            |
| 第47話（最終話）                            | DXファイターを監視せよ                      |

### 主題歌（GT）
「夜明けのフォーク」（第1話 - 第27話）
作詞・作曲：松尾レミ 編曲：亀本寛貴 歌：GLIM SPANKY
「黄色い車」（第28話 - 第47話）
作詞・作曲：藤原聡 編曲：Official髭男dism、松岡モトキ 歌：Official髭男dism

## 秘密結社鷹の爪 〜ゴールデン・スペル〜
2020年10月から12月までTOKYO MXほかにて放送された。また、本テレビシリーズのDVD・BDはリリースされなかった。
スポンサーは日清食品。TOKYO MXとBS11ではコラボCMが12本が週替わりで放送される。このコラボCMは放送後、公式Youtubeチャンネルにもアップロードされた。「製品の宣伝ができたらスポンサー料がもらえる」という契約になっていると発表されているため、提供バックでは「未提供」「いつかは提供」などと表示された。最終話では、TOKYO MXとBS11それぞれで、生放送CMを放送。黒輝誉役の中田譲治と岩佐澄平役の中谷一博がそれぞれの役に扮した衣装で登場。日清食品宣伝部部長から提供費獲得が発表された。放送終了後の12月27日深夜、12本のCMをまとめ、本編後半出番のなかったDXファイターと鷹の爪団の新規アニメをつけて編集した『秘密結社 鷹の爪 〜ゴールデン・スペル〜 外伝：その時、DXファイターは…』がTOKYO MXとBS11で放送された。
また最終話では音声配信アプリ「Spoon」で募集した1万人の「た〜か〜の〜つ〜め〜!」コールが使用され、エンディングで応募者の名前全員がクレジットされた。

### ゲストキャラクター（ゴールデン・スペル）
岩佐 澄平（いわさ とうへい）
声 - 中谷一博
第1話から登場。DXカンパニーで働く元クロッター社のエンジニア。ウィズコロナの時代にバーチャル世界の正義を守るため、デラックスファイターに雇われた非常に気の弱い青年。
第9話にて、「認めてもらいたかった」と心の内を吐露している。生い立ちから孤独に苛まれながらも心の拠り所であったネット上での地位を向上させるためにハッキング技術を身に着け、その技能を黒輝に買われてクロッターの設立に携わった。しかし会社が大きくなり、より優秀なエンジニアが多く入るようになったことで次第に居場所が無くなり会社を追い出されてしまう。
黒輝がネット上に放った「怒りのスペル」を浴びたことで恨みが爆発。温存していた「ゾンビ・スペル」を使用し大勢の人間をゾンビ化する。邪魔をする鷹の爪団にも狂気を向けるが、第12話にてラ王のカップを使った「アルティメット・アンチ・スペル」を喰らい、涙を流して改心する。
シュガー
声 - 小塩凹七郎 / 中谷一博
第1話から登場。「ゴールデン・スペル」のプログラムをクロッター社のクラウドを通して鷹の爪団(レオナルド博士が製作したデータ)から盗み、騒動を起こす謎の人物。白色のパーカーのフードを被り、常に仮面を着用している。
第8話にて正体は岩佐だった事が明らかになる。「ゴールデン・スペル」と使用方法の秘密を黒輝に騙され奪われてしまう。
黒輝 誉（くろき ほまれ）
声 - 中田譲治
第2話から登場。巨大IT企業クロッター社社長。総統の中学時代の同級生。40年前の学生時代、タバコの火の不始末で寺を全焼させたのを総統のせいにしたことがあり、総統と再会した際にそのことを指摘するも、気にしていないと言われる。
裏の顔はシャイニングブラックのリーダー。シュガー(岩佐)からゴールデンスペルのプログラムを騙し取った後、「怒りのスペル」を国中の電波に乗せ社会を混乱に陥れるが、それによって暴走した岩佐が発動した「ゾンビ・スペル」により自身と自身の組織も窮地に追い込まれてしまう。
事件の鎮静後は、総統からかつて彼が黒輝を羨んでいたことや、火事の罪をなすりつけられたときは総統が黒輝の弱みを握ろうとしていたことを明かされる。同じ40年で罪を擦り付けた己の弱さを憎み、やがて社会の狡さをも憎んでいった自身とは対照的に、自身の塗れ衣は黒輝の弱みを握りを陥れようとしていた悪い心が招いた結果との反省から人を恨まないと決め、「人の弱さや愚かさを認めながらも支え合わねばならない」とする総統の信念に感服し、「お前こそが世界征服にふさわしい」と称えた。その後、和解した岩佐を再び自社に受け入れ、クロッター社の事業を福祉事業のIT化へと転換する方針を示した。
アドリアン・ザハル
声 - 津田健次郎
第2話から登場。クロッター社副社長。ザハル（zahăr）はルーマニア語で砂糖の意味。  吉田の策略により、美冬と恋仲となり、シャイニングブラックを裏切る。
鳳 美冬（おおとり みふゆ）
声 - 佐藤利奈
第3話から登場。NTS（内閣特命捜査室）室長。上司の兵頭参事官に命じられ、ゴールデン・スペルについて調査を始める。吉田の策略により、ザハルと恋仲となる。
金子バイク（かねこ ばいく）
声 - バイク川崎バイク
鳳の部下。
兵頭（ひょうどう）
声 -
第3話から登場。NTS(内閣特命捜査室)参事官。国家の安全保障において無視出来ない事象が起こっていると判断し、クロッター社を調査するよう鳳に指示する。
佐藤徹（さとう とおる）
声 - 安倍徹

杉原（すぎはら）
声 - 亜沙
第3話に登場。空売り相互病院の看護師。勝手にヒーローショーを開催し且つ暴力を振るおうとしたデラックスファイターを制圧し、入院中の子供達の為に奮闘する。「グレイシー柔術を少しばかり齧った」と発言している。
ゆな、しゅん
声 - ゆな、芦沢瞬
第3話に登場。
レポーター
声 - 坂本頼光

総理大臣
声 - 坂本頼光

グルテン王国女王
声 - 佐藤利奈

ジャジャッカル

### 設定・用語
ゴールデン・スペル
人間の肉体に直接作用する呪文。音声を聞かせるだけで、他人を意のままにあやつれる。太古の昔から存在し、いつのまにか消え去っていたが、レオナルド博士がリモートで世界征服するためプログラミングによって蘇らせた。材料は「新月の夜にとれた夜露」「25年に1回咲くという幻の花の花粉」「山田くんに運んでもらった座布団10枚」。
アンチ・スペル
ゴールデン・スペルを無効化するスペル。材料は「青銅のつるぎ」「古代の海底に沈む生き物の死骸」「玉鋼」。
第10話では身近な材料を使った代用品として「出雲市にある荒神谷遺跡から出土した銅剣」「浜田市にある畳ヶ浦の化石」「吉田村の多々良製鉄で採れた玉鋼」を吉田が提供し、「島根では常識のファッションアイテム」だと発言している。
ネガティブ / ポジティブ
ゴールデン・スペル生成には悪意、アンチ・スペルには善意が必要。それぞれ「○○ネガティブ」「○○ポジティブ」の単位で数値化され、博士のスマホで計測できる。
シャイニングブラック
黒輝がクロッター社の地下に作った秘密組織。武器やロボットを大量に保有する。
ゾンビ・スペル
シュガーが開発したスペル。聞いた人間がゾンビ化するだけでなく、口からスペルを発するようになるため、感染が広がるようにゾンビ人間が増えていく。ハッキングしたオート・ソルジャーからもゾンビ・スペルを発するようになる。

### 登場メカニック・怪人
ノーアイデンティティ
第4話に登場。レオナルド博士が製作費5万円と製作期間6時間を掛けて作った手袋型の装置。この装置から発射されるビームを照射されると一時的にモチベーションを失って自問自答を繰り返す事になる。元々鷹の爪団が世界征服用に使用する予定だったが、手助け・スペルに汚染され、悪に歯止めが効かなくなったデラックスファイターが組織した「デラックスの爪団」を無力化する為に使用。結果は集まった暴徒が全て無力化された（一方デラックスファイターは元々判断の基準が善悪では無く金だった為効果が無く、フィリップの一万円で買収する事で無力化された）。
シュガー捜索怪人 アントーマン
第6話に登場。青い体色の人間サイズのアリ怪人。名前を英語から正確に音写してしまうとアメリカの有名なヒーローと同じになるので訴訟を避けるため吉田くんが名付けた。スペルを奪った「シュガー」を探索する能力を付与されたが、名前に「さとう」や「みつ」と付いているだけでも反応してしまうため、一向に「シュガー」は見つけられない。
とりもちガン
ゾンビ・スペルでゾンビ化した人間が口からスペルを発するのを防ぐため、とりもちを発射して口を塞ぐ銃。
オート・ソルジャー
シャイニングブラックが保有する完全自律型ロボット兵士。
家電パワードスーツ
最終話に登場。レオナルド博士が家電量販店の電化製品を急遽改造して作った即席のパワードスーツ。ザハルと美冬が装備し、アルティメット・アンチ・スペルを作る時間稼ぎをする為オート・ソルジャーと戦闘した。

### 各話リスト（ゴールデン・スペル）
| 話数   | サブタイトル                       | 初放送日       |
| ------ | ---------------------------------- | -------------- |
| 第1話  | ゴールデン・スペル                 | 2020年 10月5日 |
| 第2話  | アンチ・スペル                     | 10月12日       |
| 第3話  | 赤ちゃん言葉・スペル               | 10月19日       |
| 第4話  | 手助け・スペル                     | 10月26日       |
| 第5話  | お世辞を言われると服を破る・スペル | 11月2日        |
| 第6話  | シュガーを追え!                    | 11月9日        |
| 第7話  | 吉田の策略                         | 11月16日       |
| 第8話  | 裏切り                             | 11月23日       |
| 第9話  | 怒りのスペル                       | 11月30日       |
| 第10話 | ゾンビ・スペル                     | 12月7日        |
| 第11話 | 決戦                               | 12月14日       |
| 第12話 | アルティメット・アンチ・スペル     | 12月21日       |

### 主題歌（ゴールデン・スペル）
オープニング「誰が為にCHAKAPOCOは鳴る」
作詞・作曲・編曲：朝日 歌：ネクライトーキー
エンディング「Chili Peppers」
作曲・編曲：EIKO＋ERIKO

### 放送局（ゴールデン・スペル）
| 放送期間                 | 放送時間                     | 放送局         | 対象地域 | 備考                  |
| ------------------------ | ---------------------------- | -------------- | -------- | --------------------- |
| 2020年10月5日 - 12月21日 | 月曜 1:00 - 1:15（日曜深夜） | BS11           | 日本全域 | BS放送 / 『ANIME+』枠 |
|                          | 月曜 1:20 - 1:35（日曜深夜） | TOKYO MX       | 東京都   |                       |
|                          | 月曜 1:35 - 1:50（日曜深夜） | ファミリー劇場 | 日本全域 | CS放送                |
| 2020年10月6日 - 12月22日 | 火曜 1:00 - 1:15（月曜深夜） | J:テレ         | 日本国内 | CATV / 『アニおび』枠 |

| 配信開始日     | 配信時間       | 配信サイト |
| -------------- | -------------- | --- |
| 2020年10月6日  | 火曜 0:00 更新 | U-NEXT アニメ放題 ABEMA dアニメストア FOD ひかりTV dTV バンダイチャンネル Amazon Prime Video ニコニコチャンネル ビデオマーケット DMM.com Rakuten TV Google Play クランクイン！ビデオ HAPPY!動画 |
| 2020年10月7日  | 水曜 0:00 更新 | J:COMオンデマンド みるプラス TELASA auスマートパスプレミアム |
| 2020年10月27日 | 火曜 0:00 更新 | TSUTAYA TV |

## オープニングアニメーション
パイロット版
総統、吉田くん、フィリップが登場する。
THE FROGMAN SHOW（第1期）
金の鷹の目が赤く光り、ズームアウトして総統、吉田くん、フィリップ、レオナルド博士が登場する。背景の色は紫。
秘密結社鷹の爪 配信版 (第1期)
動画配信サービスGYAOにて視聴可能なバージョン。本編の切り抜きカットが一瞬差し込まれ、スプライト柄の背景と共に総統、吉田くん、フィリップ、レオナルド博士、菩薩峠くんが登場する。曲も他のシリーズとかなり違っており、男性と女性の声を加工した様な音楽が使われている。
秘密結社鷹の爪 カウントダウン（第2期）
第1期とほぼ同じだが菩薩峠くんも登場する。背景の色は青。第3話ではザ・テレビジョンとのコラボ企画で総統がレモンを持っている。『モンスターハンターポータブル3rd×鷹の爪』、『秘密結社 鷹の爪×GOODYEAR「GT Eco Stageで世界征服」』でも使用されたが、後者は菩薩峠くんとフィリップは登場しない。
秘密結社鷹の爪外伝 むかしの吉田くん
吉田くん、和夫、宇宙人が登場する。TVシリーズとは異なるOPで曲もこのシリーズのみに使われている。
秘密結社鷹の爪NEO（第3期）
他のシリーズとは大きく異なる。シルエットの吉田くんの目が赤く光りレオナルド博士、フィリップ、菩薩峠くんが登場する。
第4話から総統が「さあ今週も張り切って世界征服!」と掛け声をしてから始まる。
秘密結社鷹の爪MAX（第4期）
そびえ立つビルを前に鷹の爪団が整列し吉田くん、レオナルド博士、菩薩峠くんとフィリップ、総統が登場する。
NEOとは異なり吉田くんが「今週も張り切って世界征服!」と掛け声をしてから始まる。
秘密結社鷹の爪EX（第5期）
巨大な「鷹の爪」の文字が流れつつ、夜景にそびえ立つ総統が登場する（総統は「爪」の字に引っかかって落ちてしまう）。
NEOと同じく総統が「さあ今週も張り切って世界征服!」と掛け声をしてから始まる。
秘密結社鷹の爪DO（第6期）
カワイイキャンディーで可愛くなった鷹の爪団とデラックスファイターが登場する。
MAXと同じく吉田くんが「今週も張り切って世界征服!」と掛け声をしてから始まる。
秘密結社鷹の爪.jp（Webアニメ）
第1話:NEOの物を流用。
第2話〜第4話、第27話〜:「KAERUOTOKO PRESENTS」の文字が表示された後、セガ・マークIII/セガ・マスターシステムのドット絵で描かれた鷹の爪団が登場する。BGMはTVシリーズのものをアレンジしたものが使用されている。
第5話〜第26話:劇画調の総統、吉田くん、フィリップ、菩薩峠くん、レオナルド博士が登場する。この期間はサントリーさんあざっす祭で、サントリーに提供してもらったお金で高級時計や高級おせち、高級メロンに高級焼肉をさりげなく背景に流れていた。BGMもTVシリーズとは異なり、1,500枚分の金貨の音や高級外車のクラクションの音を使用している。
秘密結社鷹の爪GT（LINE LIVE）
10周年のロゴが映し出された後、過去作品のキービジュアルが流される電脳空間の中を吉田くんが飛行する。
韓国版鷹の爪
オリジナル曲と共に鷹の爪カウントダウンの切り抜き映像が流れる。最後はデラックスファイターに吹き飛ばされてしまう。

## 劇場版
1作目から3作目までは劇場版『古墳ギャルのコフィー』との同時上映。7作目と8作目では以下のシステムは使われていない。また、「×（バッテン）ファイル」「DC」以外のタイトルはすべて007シリーズのパロディになっている。

### 劇場版の特徴
バジェットゲージ・システム、赤字ゲージ・システム
作品内にどれくらい予算が残っているかを示すシステム。お金のかかる3DCGシーンなどがある度に急激に低下して資金難に陥ったことを示し、以降のシーンで突如品質が低下するといったジョークの伏線（例えば効果音がいい加減な音声になったり、背景や作画崩壊になる状態になる等）になる。ゲージが無くなるとそこで映画が終了してしまうシステムだったが、第3作目では物語終盤で粉飾決算が明らかとなり突然赤字ゲージ・システムに移行。その後、赤字ゲージは敵艦隊への攻撃魚雷として使用。命中した戦艦や空母、更に背景や作画が手抜きになった。これによって赤字は帳消しになったが、スタッフロールで高予算のCGが入ったため赤字ゲージが復活。第4作目では赤字ゲージのままスタートした。
第2作目では鷹の爪の面々が蛙男商会のサイトを訪問した途端、何故か急激にバジェットゲージがダウンした。
『DCスーパーヒーローズ〜』では「ジャスティス・リーグ」という過去最大級に予算をバカ喰いするゲストキャラを呼んでしまっため、富豪であるバットマンの支援無しでは一瞬に予算が蒸発してしまうため作品が立ち行かなくなる危機に陥ってしまう。
プロダクト・プレイスメント
映画やTV番組の中で、特定の商品を小道具として登場させる宣伝手法。広告費が入るためバジェットゲージが上昇（赤字ゲージが低下）して資金繰りの回復を示すが、画面が宣伝用商品やスポンサー企業のロゴだらけになってしまう。
告白タイム
劇場版第1弾・第2弾で採用されたシステム。友達以上恋人未満同士or恋人同士で来た観客のために設けられたもので、この間に告白ができる（劇場版第1弾の告白タイムを使って実際に結婚したカップルがいる）。
リラックスタイム
劇場版第2弾で採用された、一人でもリラックスできるよう設けられたシステム。
モチベーションゲージ・システム（未採用）
スタッフのやる気を示すゲージを採用する予定だったが、未採用に終わった。
目覚ましタイム、あらすじタイム
劇場版第3弾で採用されたシステム。物語が終盤に入ることを観客に知らせ、これまでのあらすじを吉田くんが紹介するという物だったが、紆余曲折あった後に怪談になってしまった。

### 劇場版あらすじ
秘密結社鷹の爪 THE MOVIE 〜総統は二度死ぬ〜（THE MOVIEシリーズおよび劇場版第1弾）
テレビシリーズ第1シリーズから数か月後のこと、フィリップの命日まで残り1日。家賃が払えない鷹の爪団は夜逃げマシーンで夜逃げをするが、夜逃げしすぎて宇宙に飛び出してしまう。何とか巨大宇宙ステーションに助けてもらった鷹の爪団であったが、そこで総統は、かつて生き別れた息子とそっくりな青年・和夫と出会う。一方、テレビシリーズで鷹の爪団に倒されたフェンダーミラー将軍が復活した。フェンダーミラー将軍は自らのクローンたちを従えて、世界征服と鷹の爪団への復讐へと動き出す。
秘密結社鷹の爪 THE MOVIE II 〜私を愛した黒烏龍茶〜（THE MOVIEシリーズおよび劇場版第2弾）
突如デラックスファイターのブログが大炎上し、デラックスカンパニーの株価が大暴落した。あのデラックスファイターでさえも、ネットの力には勝てないと見た鷹の爪団は、ネットの世界に入り込んで世界征服を進めようと思い立つ。しかし、ネットの世界では謎の男Mr.Aが操る史上最悪の買収マシーン、ハゲタカが日本買収の猛威を振るいつつあった。鷹の爪団とMr.Aとのネットの世界での戦いが始まる。
秘密結社鷹の爪 THE MOVIE 3 〜http://鷹の爪.jpは永遠に〜（THE MOVIEシリーズおよび劇場版第3弾）
劇場版第2弾の成功を祝して休暇を取った鷹の爪団の面々が帰省先からアジトに戻ると、なぜかアジトが荒らされていた。さらに博士が謎の失踪を遂げてしまった。消えた博士を探し出すために、博士の故郷であるテキサスに向かった鷹の爪団は、そこで博士の出生の秘密を知ってしまう。そしてその陰では、新任のオババ大統領の政策のせいで業績が落ちてしまった巨大軍需企業、サドルストーン・コーポレーションが博士に最終兵器を開発させていた。
秘密結社鷹の爪 THE MOVIE 4 〜カスペルスキーを持つ男〜（OVA、THE MOVIEシリーズ第4弾）
『〜http://鷹の爪.jpは永遠に〜』のDVD（スタンダードエディション、レンタルを除く）の特典として収録。
いきなり赤字の状態でスタートした鷹の爪 THE MOVIE4。総統はこの危機的な状況を挽回するため、博士に価格破壊マシーンクロウニを作り、鷹の爪団はこれを使い、世界征服を実現させようとしていた。一方、デラックスファイターは建設業者「黒光産業」に雇われ、岬区再開発予定地の反対住人をデラックスボンバーを駆使して次々と強制立ち退きさせていた。金のためにいつものように働くデラックスファイター。しかし、そんなデラックスファイターですら立ち退きさせることのできない一軒の小料理屋があった。
秘密結社鷹の爪 鷹の爪GO 〜美しきエリエール消臭プラス〜（THE MOVIEシリーズ第5弾、劇場版第4弾）
吉田くんの母親が突然病により体調を崩し、心配した鷹の爪団は島根県へ。吉田くんの母が無事であったことを知った一同は帰り際に神社へ行くと、そこで巫女に「総統に悪いことが起こる」と予言される。その後、鷹の爪団の元に悪のネマール帝国に侵攻された機械生命体の惑星ゴゴゴ星から命からがら脱出してきた冴えない中年男、オキテマス・スマイルとその娘、ヨルニーがやってくる。彼らによると、ゴゴゴ星を救う予言の中で「青く輝く星に住む一人の尖った耳の男がネマール帝国を倒す」とされており、つまり総統が救世主なのだという。
秘密結社鷹の爪 鷹の爪シックス 〜島根は奴らだ〜（「鷹の爪GO」来場者特典DVD、「鷹の爪GO」DVD特典映像、THE MOVIEシリーズ第6弾）
『〜美しきエリエール消臭プラス〜』の来場者特典としてDVDが数量限定配布された。
THE MOVIEシリーズ第5弾（劇場版第4弾）の来場者特典に次回作のDVDを付けるという前代未聞の行為を面白半分で行った蛙男。しかし、あまりにも無謀な企画にスポンサーはつかず、「〜美しきエリエール消臭プラス〜」で製作費はまったく残らない中で物語を開始させられた鷹の爪団。一方、その頃日本列島では突如島根県が狂暴化し鳥取県を襲うという現象が発生。この現象の解決を政府から要求されたデラックスファイターであったが、島根のことをよく知らないデラックスファイターは鷹の爪団に仕事を下請させ、成功報酬に政府が用意する8億円のうち1億円を差し出すという。この条件をしぶしぶ受け入れた鷹の爪団は、予算切れで映画が終わらないよう節約しつつ、デラックスファイターと鳥取へ向かう。
後に〜美しきエリエール消臭プラス〜のDVD、もっふもふデラックス版にて再収録された。内容は新キャラクターを追加した上で配布版とは別のエンディングに加筆修正されている等、配布版を見ている・いないに関わらず楽しめるようになっている。
秘密結社鷹の爪 鷹の爪7 〜女王陛下のジョブーブ〜（THE MOVIEシリーズ第7弾、劇場版第5弾）
仕事にあこがれるジョブーブは鷹の爪団と出会う。仕事を進めるなかで彼らは濡れ衣を着せられ、ともに立ち向かう。
鷹の爪8 吉田くんの×（バッテン）ファイル（THE MOVIEシリーズ第8弾、劇場版第6弾）
仲間と秘密基地で遊ぶ小学生時代の吉田くん。友達の里美が引っ越すため、祝いのビデオを送ろうと考える。しかし間違えて呪いのビデオを購入・里美に渡してしまった。このことが原因で21世紀では人々がのろま化する現象が発生してしまう。呪いのビデオを破壊するためにナスカリーとモレルダーはタイムスリップし島根に向かった。一方宇宙人のグレイたちも呪いのビデオを求めて里美を誘拐。吉田くんたちは里美を助けに向かう。
DCスーパーヒーローズ vs 鷹の爪団（THE MOVIEシリーズ第9弾、劇場版第7弾）
鷹の爪団の秘密兵器を狙って日本にやってくるジョーカーたち。それを察知してジャスティス・リーグのヒーローたちも日本を訪れるが、バットマンは既にジャスティス・リーグを脱退してしまっていた。ジョーカーたちは劇場版鷹の爪の仕様を利用し、ヒーローたちを予算切れで倒そうとする。鷹の爪団とヒーローたちは予算確保のためにバットマンに戻ってくるように説得を行うも失敗する。一方ジョーカーたちは新社会人の春樹を巨大化させていた。

### 劇場版ゲストキャラ

#### 劇場版第1弾（総統は二度死ぬ）
岡村和夫
ピースボールの案内係。歳と境遇が似ていることから総統は23年前に生き別れた息子（岡本和夫）ではないかと気にかけたが、実際は名字が一文字だけ違う赤の他人だった。また、父親のことを母親からは悪く言われたらしく「ネズミの交尾を見て喜ぶ父親だった」とのこと。
終盤では総統と対決することになり、その後総統の言葉に涙した。
メカフェンダーミラー、フェンダーミラーのクローン

#### 劇場版第2弾（私を愛した黒烏龍茶）
美津子
声 - 亜沙
サイバー犯罪特捜同好会所属。サイバー空間でMr.Aに襲われていた鷹の爪団を助けた。
ネットの隅に住む預言者の預言を信じ、その一文に関係する鷹の爪団にMr.Aと戦うように協力を申し出る。
現実世界では警察署の落し物の窓口係をしており、サイバー空間に来られるのは休憩時間のみ。サイバー世界へはYahoo!アバターを用いてアクセスしていた。
Mr.A
劇場版第2作目と第3作目に登場した、Mr.Aコーポレーションを経営するプログラマー。
自分が組んだプログラム「ハゲタカ」を使って、コンピューターの中で日本の買収と転売を企むも、鷹の爪団に敗れる。その正体は人づきあいが苦手な、キモオタ風の青年だった。自殺しかけるところを鷹の爪団に救われ、総統から「罪を償うなら人助けをすべきだ」と促され、温泉で儲かった大金を譲り受け、涙を流す。
劇場版第3作目に登場した際には整形しダイエットにも成功。劇場版第2作目で総統に促された井戸掘りプログラムの開発に成功して大金持ちとなり、六本木でIT企業の会社を興した。その後は女子アナと合コンというサクセスストーリーを満喫し、吉田君とも時々会っているという。
カスペルスキー
ハゲタカにインストールされているセキュリティソフト。「セキュリティソフトはせーので選んで!」とMr.Aに要求する。「せーの!カスペルスキー!」と言わなければ働いてくれない。カスペルスキーはロシア製の実在のアンチウイルスソフトである。
The Hoosiers
Mr.Aに買収されたデラックスカンパニーの新たな経営者としてイギリスからやってきた歌と演奏がうまい3人組。デラックスファイターに代わり正義の味方を担当する。
本作の主題歌『GOODBYE Mr.A』を歌っている。FROGMAN曰く「この曲名からMr.Aの名前を決めた」という。
オオサンショウウオ
島根県の山中に住む巨大な両生類。東京を追われたデラックスファイターは群れに混じって隠遁生活を送り、中でもメスの花子のことをセクシーエンジェルと呼んで気に入っていた。吉田村の住人たちからは村を荒らす怪物が現れたと噂された。

#### 劇場版第3弾（鷹の爪.jpは永遠に）
ジュリエット
声 - 川村ゆきえ（幼少期は堂真理子）
レオナルド博士の過去を知る不思議少女。独特過ぎるファッションセンスと、抜群の歌唱力の持ち主。歌手を目指している。小さい頃は声が堂真理子に似ていると言われていた。父親の名前はガマゴウリ・ドボルザーク。
ジョン・ジョロリン
アメリカ大統領直属機関「TTTT（テロ特別対策ったい）」のエージェント。両腕に「似てない」と書かれている。実はTTTTの正規職員ではなく、アルバイトであり、しかも業務上の失敗を理由にクビになっていた。手に持っているのは銃ではなくオカリナで、持っていないと落ち着かない上に泣きすぎると失禁する。秘密研究所でオカリナはレーザー銃にもなりウォルターの肩を掠めた後、研究所で銃撃戦が始まった。戦闘中には死亡フラグを立てるようなセリフを言ったり、自分が撃たれたような紛らわしい悲鳴を上げる。最終的に警察官になったが、交通整理にはやはり笛ではなくオカリナを吹いていた。「鷹の爪6 島根は奴らだ」ではやはり業務上の失敗で警察官をクビにされ、鳥取のスイカ畑の仕事を手伝っていた。鷹の爪団とデラックスファイターと共に、島根県が突如凶暴化した真相を突き止める事に協力する。
声は京浜家族のト津川と土管君のパスカル先生の声が混じる。
オババ大統領
第45代アメリカ合衆国大統領。148歳の老婆。突如、核兵器と軍を放棄することを宣言し、世界的な騒動を巻き起こす。折れ曲がった背中には猫が乗っている。その正体は世界を私物化にしようと企んだ「サドルストーン・コーポレーション」の黒幕だった。ラストでは博士の動く城に搭乗し攻撃をしかけるも、最期は島根県の体当たり攻撃に仰天しながら、ウォルター、デストラーデら共々動く城ごと倒され、葬られた。
ウォルター・サドルストーン
政府転覆を企んでいるとの噂がささやかれる軍需企業サドルストーン・コーポレーションの若き社長。色白で冷静かつ顔色一つ変えない無表情な顔立ちの美青年だが、ジュリエットの話だと彼女を見ては「フッ」と鼻で笑うらしい。表向きはジュリエットのスポンサーとして彼女を経済的に支援しているが、実際にはジュリエットにレオナルド博士を呼び出させて、レオナルドに博士の動く城を造らせることが狙いだった。最期はオババ大統領と共に島根県の体当たり攻撃によって動く城の破壊に巻き込まれ爆死した。
ベンジャミン・サドルストーン
サドルストーン・コーポレーション先代社長。全ての知の源であるプロメテウスの宮殿の存在を知り、それが欲しくて欲しくてたまらなくなり、それを手に入れるためにヴィンチ家を襲撃する。
デストラーデ
絶海の孤島にあるサドルストーン・コーポレーション秘密研究所の警備主任。最期はオババ、ウォルターと共に島根県の体当たり攻撃による動く城崩壊に巻き込まれ、死亡した。
カスペルスキー博士
世界中に発明やアイディアを提供し、人類の発展に寄与してきたヴィンチ家当主。サドルストーン・コーポレーションが襲撃した際にタンス男に化け、命を免れる。
レオナルド君
カスペルスキー博士の息子。レオナルド博士と同一人物と見受けられたが、実際はカスペルスキー博士同様、タンス男に化けていた。
もう中学生
声 - 本人
総統一行をレオナルド博士の実家へ案内してくれるナビゲーター。総統たちに会った時に「もう中学生と申しやす〜」と自己紹介した。
板東英二
声 - 本人
新幹線でひたすらゆで卵を食べながらマイペースにつぶやくおじさん。FROGMAN監督作品の常連となりつつある元プロ野球選手。FROGMAN監督曰く出演してもらった理由は、この映画が公開された同じ日に『BANDAGE バンデイジ』が公開したので、それと名前を引っかけたため。
藤村忠寿&嬉野雅道
声 - 本人
ラストでジュリエットが出演していた番組に出演。なお、これ以前からFROGMANとは交流がありそれが縁で『水曜どうでしょう』DVDのオープニングアニメが製作されている。
Black Eyed Peas
声 - 不明
ラストでジュリエットが出演していた番組の審査員として登場。

#### 劇場版第4弾（カスペルスキーを持つ男）
文江

ツトム

黒光産業社長
岬区再開発を請け負う建設会社の社長。
浦出黒吉
岬区の区長。デラックスファイターの性格をついた巧妙な策謀で企みを進める。

#### 劇場版第5弾（美しきエリエール消臭プラス）
オキテマス・スマイル
総統を迎えに来たゴゴゴ星人。かつてはゴゴゴ連邦軍の総司令官だったが、とある失態を犯したことから司令官の任を下ろされた挙げ句仲間からの信頼を失い、現在は飲み物の氷管理責任者とリモコンの電池管理責任者を任されている。ネマール帝国崩壊後は、総司令官の任と仲間からの信頼を取り戻した。
オキテマス・ヨルニー
声 - 河北麻友子
オキテマス・スマイルの娘。父と共に総統を迎えに地球にやってくる。実は父のスマイルよりも強いが、単に相手を倒してしまうと映画が盛り上がらないため、普段は大人しくしている。
ポチョット
ゴゴゴ連邦軍の現リーダー。元々容貌は優れていたが、ネマール帝国の侵攻によって雑なデザインになっている。昔はスマイルと共に戦った戦友で、ダメな彼に厳しく当たるのは思いやりの裏返しだとか。ネマール帝国崩壊後は容貌の優れたデザインに戻り、再び副官となった。
タガット
ゴゴゴ連邦軍の副官。デザインは下半身を除けばまともな方。
タンク
ゴゴゴ連邦軍の兵士。腕と足が円状なのが特徴。
サントーヘー
ゴゴゴ連邦軍の兵士。元々見た目は良く中学時代にはかなりモテていたが、彼だけネマール帝国の侵攻によって適当なくらい雑なデザインに劣化している。
ナーガマル
ネマール帝国の皇帝。他のネマール人とは異なり、腕が6本生えている。耳の尖がった男、ドニーチロ（鷹の爪団の総統の事）を恐れている。手から放つアンモニアビームを武器とする。最期は鷹の爪団によって自分が雑なデザインとなり、総統・吉田・デラックスファイターと共に道連れにさせようとする形で母船ごと自爆したが、総統（ドニーチロ）・吉田・デラックスファイターは母船が爆発する寸前、脱出に成功している。デザインは『モンスターハンター4』の制作チームが担当。名前の由来は島根弁で「横になる」。
オベータ
ネマール帝国の幹部。ナーガマル皇帝に代わって実質的に惑星の侵略を指揮している総司令官。名前の由来は島根弁で「びっくりした」。
バクラー
ネマール帝国の幹部でもありネマール軍を指揮する。見た目は他のネマール兵と同じだが、オレンジ色の戦闘服を身に付けている。とっさにスマイルとヨルニーの宇宙船に発信機を取り付けるなど機転も効く。名前の由来は島根弁で「ゆっくり」。
ネマール兵
声 - FROGMAN、とーやま校長、よしだ教頭
ネマール帝国の兵士。ナーガマルに忠誠を誓い、バクラーやオベータの命令のもと、植民地の住民を奴隷同然に扱っている。耳が非常に敏感なのが長所なのだが、劇中ではそれが弱点になるときがある。とーやま校長とよしだ教頭が担当したネマール兵にはそれぞれ額にTとYの字が付いている。
エズメラルダ
島根県吉田村にある「のののべ神社」の巫女。悩み事を解決から無線LANの接続設定までしてくれる神社として有名で、エズメラルダは相談者の雰囲気だけで悩み事を霊視できるらしい。鷹の爪団に「空から降ってくる恐怖の大魔王と闘うと予言し、その闘いには吉田くんの身近な人間の犠牲が伴う」と予言する。
ムササビ夫婦
強力すぎた強化スーツで島根県まで飛ばされてしまったデラックスファイターを助け、我が子のように育てる。モモンガと呼ぶとキレる。
じゃがポテ仮面
鷹の爪と同じDLEが制作しているアニメーション『へんしん!!じゃがポテ仮面』の主人公で、背景として登場している。
さくらパンダ、しっぺい、ジョブーブ、センちゃん&ラルちゃん、にしこくん、マルコメ君、ミルチョ
プロダクト•プレイスメントとして背景に登場したマスコットキャラクター達。
ハム係長、アサノフレミ、お弁当レンジャー
伊藤ハムの公式マスコットキャラクターで総統達にお弁当を届けに来た。永徳じいさんの知り合いらしく、弁当を届けてもらうために永徳じいさんが電話かけた。一般の地球人とは姿が違うため、バクラーを始めとしたネマール星人は混乱した。
辻本P
声 - 本人
モンスターハンターシリーズの開発者でゴゴゴ星に生息しているモンスターであるイャンクックの討伐に苦戦する鷹の爪団の代わりに新作のモンスターハンター4Gを宣伝しながら討伐した。
鈴木あきえ
声 - 本人
松江バーチャルご縁ツアーでガイドを務め、総統や吉田くんに松江のご縁に関するスポットを案内した。
らいよんチャン
声 - オカノアキラ
毎日放送のマスコットキャラクターであるのにも関わらず、何故か東京の丸の内のグルメスポットのリポートをしていた。「関西のテレビ局のマスコットが東京のおいしい店紹介して、視聴者はどうしたらええの？」とツッコミをし、困惑をしていた。ネマール星人の母艦を目撃し、驚愕した。
出川哲朗
声 - 本人
通行人として登場し、ネマール星人の母艦を前に「ヤバいよヤバいよ!何で宇宙人が!?」と叫び、混乱した。

#### 劇場版第8弾（吉田くんのX（バッテン）ファイル）
里美
声 - 森川葵
吉田くんたちとともに秘密基地で遊ぶ仲間だったが、引っ越しが決まってしまう。
モレルダー
声 - 杉田智和
世界連邦捜査局・X捜査課に所属。スタンフォード大学しまね学部出身。過去に世界連邦捜査局長官の奥さんを「水餃子に似てる」と吹聴した為に、トイレットペーパーの芯を集める仕事しかやらされない閑職務めであったが、その島根に関する知識の豊富さを買われ、20世紀の島根にタイムトラベルする事になったナスカリーのアシストを行う事となる。
ナスカリー
声 - 松本梨香
世界連邦捜査局・捜査一課に所属するエリート。モレルダーとは同期であるが、本人はその事を知らなかった。グレイ達による『呪いのビデオ』を使った陰謀を阻止し、ビデオを破壊すべく、モレルダーを伴って20世紀の島根へとタイムトラベルする。
世界連邦捜査局長官
声 - 岩田光央
モレルダーとナスカリーを島根に送る。過去にモレルダーに妻を「水餃子に似ている」と吹聴されたことがある。秘書に対して尻を触るなどのセクハラをしている。
チュパカブラ
声 - 金田朋子
グレイ達が行使するクリーチャー。
里美の母
声 - 亜沙
グレイ
声 - 戸塚純貴
メリーさん
声- 箕輪はるか
ヨマーズ司令官
声 - 若本規夫
真壁刀義、本間朋晃
声 - 真壁刀義、本間朋晃
宇宙人たちに捕まる。二人ともその独特なハスキーボイスの為にグレイ達から「我々よりも地球の言葉が下手くそ」と呆れられる。ヨマーズ司令官に『呪いのビデオ』の実験台にされそうになるが、グレイの手違いで『祝いのビデオ』を観せられた事で、幸せな気分になる。

#### 劇場版第9弾（DCスーパーヒーローズ）
ジャスティス・リーグ
アメリカのスーパーヒーローたち。スーパーヴィランたちが日本に現れたと聞き全員で来日するも、何かの間違いで鷹の爪団と手を組んでしまう。
バットマン／ブルース・ウェイン
声 - 山田孝之、犬山イヌコ（少年時代）
昼はウェイン・エンタープライズのオーナー、夜はゴッサム・シティの犯罪者と戦う大富豪。両親を失い犯罪と戦うことを誓って以来、自らの信じる正義のもとに活動していたが、ある事件をきっかけにジャスティス・リーグを脱退して自宅に引き籠り、情操教育アニメを作り始める。デラックスファイターを嫌っている。
スーパーマン／クラーク・ケント(クリプトン人名：カル＝エル)
声 - 鈴村健一
クリプトン星の滅亡から生き延び地球へ飛来、カンザス州で育ったクリプトン人。映画の予算の蒸発により動きが雑になった時は、他のメンバーよりもキャラが崩壊した。
ワンダーウーマン／ダイアナ・プリンス
声 - 松本梨香
ゼウスとヒッポリタ女王の間に生まれ、アマゾン族の王女として育てられた半神。1941年に誕生したキャラクターのため、髪形とメイクの古臭さを総統と吉田くんに「お母さん」呼ばわりされた。
フラッシュ／バリー・アレン
声 - 浪川大輔
スピードフォースと呼ばれる次元から力を引き出し、超高速で活動することができるメタヒューマン。
アクアマン／アーサー・カリー
声 - 中井和哉
海底王国アトランティスで生まれ、地上で育てられた水陸両棲のアトランティス人。超人的な身体能力と水を操る能力を持つメタヒューマン。
サイボーグ／ビクター・ストーン
声 - 高木渉
ゴッサム・シティ大学で将来有望なフットボール選手として活躍していたが、事故で致命傷を負い選手生命を絶たされた学生。父親の懸命な治療の末に生き延びたものの、体の大部分が機械化されてしまう。
スーパーヴィラン
ジャスティス・リーグの宿敵たち。鷹の爪団が作った秘密兵器を奪うため密かに来日する。
ジョーカー
声 - 安田顕
バットマンの最大の宿敵。莫大な予算をかけて映画を撮影するため、シン・入社員を使って町を破壊する。
ハーレイ・クイン／ハーリーン・クインゼル
声 - 知英
道化師風のコスチュームを身に纏うジョーカーのパートナー。原作と比べて女子力は高い。
ペンギン／オズワルド・チェスターフィールド・コブルポット
声 - 岩田光央
ペンギンのような外見とは裏腹に、邪悪な心をもつ狡猾な策略家で、やり手のビジネスマン。好きな映画はセックス・アンド・ザ・シティ。

吉田ジャスティス・リーグ（スパ田、ワン田、フラ田、アク田、イボ田、パト田）
ジャスティス・リーグの特殊能力と吉田のクローンを掛け合わせたヒーロー。
春樹
この春から社会に出たばかりのフレッシュサラリーマン。まりえとシェアハウスで共同生活をしていたところ、ジョーカー&ハーレイとも一緒に住むことになる。特技は採れたて新鮮野菜を売る事。
まりえ
声 - 内田彩
モデルの卵。春樹とは同居人以上でも以下でもない関係だが、それなりに気にはしている。緊張すると、辺り構わず耕してしまう癖がある。
マンドラゴラ
声 - 金田朋子
アルフレッド・ペニーワース
バットマンの執事。
トーマス・ウェイン
バットマンの父親。
マーサ・ウェイン
声 - 上野アサ
バットマンの母親。
宍戸総理大臣
声 - 犬山イヌコ
この作品における日本国の女性総理大臣。
木村防衛大臣
声 - 木原浩勝
亀谷司令官
声 - 岩田光央
オカダ・カズチカ
声 - オカダ・カズチカ
KenKen
声 - KenKen
池辺陸士長
声 - DOTAMA
リポーター
声 - 橋口いくよ
住宅販売員
声 - 沼田健（天才イラストレーター）
文春くん
ブル男
※特殊効果音
声 - 星﨑尚彦（株式会社メガネスーパー代表取締役社長CEO）※当時
声 - 高橋英士（株式会社エイリム代表取締役社長）※当時
声 - 城戸善浩（ヤマキ株式会社代表取締役社長）※当時
※タイトルコール
声 - 大塚明夫

### 劇場版メカニック

#### 劇場版第1弾（総統は二度死ぬ）
夜逃げマシーン

不法投棄撃退合体ロボ ソダイ量産型

空中要塞 鷹の手

宇宙戦艦 鷹の船
夜逃げマシンの状態から、ボタン一つで変形できる戦艦。
全長520メートル。光の速度で航行し、同時に100の目標を捕捉できるミサイルシステムを装備している。
この状態は3分間しか持たず、3分立つと自動的に夜逃げマシンに戻ってしまう。デザインは鷹の爪第1話に登場した「ドラゴンヘッド」がモチーフになっている。本編未使用だが、さらに変形して巨大ロボットになれるという機能も持っている。
宇宙戦艦 鷹の船（NGデザイン）
劇場特報（30秒版）と、2007年（平成19年）2月17日開催の未完成披露試写会にのみ登場。タイトルに戦艦マツモトのきわどい内容、本上映を回避した理由が窺える。普通に扉が開き、濫りに博士が開けて宇宙遊泳し窒息した。

#### 劇場版第2弾（私を愛した黒烏龍茶）
スーパーセントウロボ

ハゲタカ
Mr.Aがネットの世界で使用する買収プログラム。ネットの世界では黄金に輝く巨大な怪鳥の形をしている。
コンピュータウイルス
Mr.Aが操るハゲタカをも倒せる力を持つ。サイバー空間では、なぜかブルース・ウィリスのような姿をしていて、名前もブルース・ウィルスと呼ばれていた。

#### 劇場版第3弾（鷹の爪.jpは永遠に）
怪人製造マシン（黄色）

博士の動く城
博士がサドルストーンコーポレーションの依頼で造った、クマの姿に似た戦闘兵器。どんな兵器でも破壊できない。全長1,000m、チタンとタングステンとセラミックの合金装甲で、オーストラリアを一瞬で消滅させる熱線砲2門や、核ミサイルやドリルパンチを兵装している。大きさを比較するために背中のロケットエンジンが六本木ヒルズになっている。額に「愛」ではなく「受」の字が付いていて、背中には「BALLAD 名もなき恋のうた」のDVD販売告知の旗が上がっている。1000円均一ショップで売っている商品を原料としているため、いつもより10倍高性能。通常の全景や武器の発射シーンは白組作成のハイクオリティ映像。デザインとCGは山崎貴が坦当している。最後は安全装置が作動して、島根県の体当たり攻撃によって破壊された（博士いわく「兵器じゃ歯が立たねぇんだよ」）。
動く城のハイクオリティーな弾道ミサイル発射シーンにオババ大統領も「さすがBALLADの白組さんだね」と絶賛していたが、着弾・爆発シーンは蛙男商会制作、しかも予算がなくかなり適当な映像だったため「こうも違うものなのかね」と唖然とし、ウォルター・サドルストーンも「酷すぎますな」と呆れていた。
環状の七号
ヴィンチ家にあった潜水艦。環状七号線沿いの百円ショップで部品を調達したことから名付けられた。4万冊の漫画を積み居住性を重視したため武装が少ない。赤字化したバジェット・ゲージを魚雷として発射することができる。魚雷が命中した目標は予算が吸い取られて、絵が雑になってしまう。
安全装置
博士が「博士の動く城」を作る前に作っていた装置。ボタンを押すと島根県が浮上し、博士の動く城に体当たり攻撃を行うという装置である。しかしこの安全装置は鷹の爪団の秘密基地に置いてあり、博士によると「お前ら（総統と吉田くん達のこと）に渡したら普通にぶっ壊すか無くすだろ!」と証言している。なお、この安全装置はあのバカ（デラックスファイター）の手によって作動した。

#### 劇場版第4弾（カスペルスキーを持つ男）
価格破壊マシーン クロウニ（QLO UNI）
総統が鷹の爪団の危機的な経済状況を打開するため博士に作ってもらったメカ。クロウニから発射される光線を浴びた物の価格を破壊し、安い価格にするという異色的なマシーン。
DXパワードスーツ

#### 劇場版第5弾（美しきエリエール消臭プラス）
ドコデモ島根
起動させると、どこからでも島根に瞬間移動できるスマートフォンアプリ。劇中では、ゴゴゴ星から脱出する際に総統と吉田くんが使用。逆に島根から別の場所に移動することもできる。
デラックスファイター強化スーツ

ネマール・ジャイアント
ネマール帝国の科学の粋を集めた巨大人型ロボットで、地球を両腕で抱えられるほどの巨体を持つ。デザインはモンスターハンター4の制作スタッフが担当し、土偶をイメージした禍々しい外観が特徴。
鷹のサターン
声 - 大山のぶ代
博士が土星から作ったネマールジャイアントよりもさらに巨大なロボ。見た目はドラえもんに似ているが、博士をモチーフにしているという設定。デザインと効果音は大山のぶ代が担当。

#### 劇場版第8弾（吉田くんの×（バッテン）ファイル）
呪いのビデオ
このビデオを見るとのろまになってしまう呪いのビデオ（鈍いと呪いの駄洒落である）。
祝いのビデオ

ポイポン36

#### 劇場版第9弾（DCスーパーヒーローズ / 劇場版メカニック）
毎朝やかましい目覚まし時計を自動的に止めてくれるマシーン
時計を自動的に止めるマシン。意味がないが､ペンギンが買った｡
タイムマシン
バットマンの過去に行き両親を救うときに使用｡
アホ算マシン
アホみたいに算数ができなくなるマシン。予算集めに使用する

### スタッフ
共通
- 監督・脚本・キャラクターデザイン・編集など - FROGMAN
- 音楽 - manzo
- 録音 - はたしょう二

第1弾
- 制作スタジオ - 蛙男商会/DLE
- 配給 - DLE
- 配給協力 - 東宝
- 製作 - THE FROGMAN SHOW劇場版製作委員会（DLE、テレビ朝日、電通）

第2弾
- 主題歌 - the HOOSiERS「Goodbye Mr A」
- 制作スタジオ - 蛙男商会/DLE
- 配給 - DLE
- 配給協力 - 東宝
- 製作 - 「秘密結社鷹の爪THE MOVIE II」製作委員会（DLE、テレビ朝日、電通、東宝、MBS、ソニー・ミュージックエンタテインメント、メ〜テレ）

第3弾
- 主題歌 - スーザン・ボイル「夢やぶれて I Dreamed A Dream」（訳：安江幸子）
- CG - 白組
- 制作スタジオ - 蛙男商会/DLE
- 配給 - DLE
- 配給協力 - 東宝
- 友情監督 - 山崎貴
- 製作 - 「秘密結社鷹の爪THE MOVIE3」製作委員会（DLE、テレビ朝日、電通、東宝、MBS、ソニー・ミュージックエンタテインメント、SBS、白組）

第5弾
- 主題歌 - m-flo + daoko「IRONY」
- メカ&キャラクターデザイン原案 - カプコン『モンスターハンター4』制作チーム
- メカデザイン - 大山のぶ代
- 制作 - DLE
- 配給 - 東宝映像事業部
- 製作 - 鷹の爪GO製作委員会（DLE、東宝、キングレコード、TOKYO FM、SBS静岡放送）

第6弾
- 主題歌 - 田原俊彦「星のない街〜TOKYO〜 feat. LITTLE & MASSATTACK」
- 製作 - DLE

第7弾
- 主題歌 - Sotte Bosse「Beautiful Life」
- 挿入歌 - rieco「大丈夫」
- 製作・配給 - DLE

第8弾
- 原案・まんが - FROGMAN、おおわき正義（コロコロイチバン!連載中）
- 主題歌 - モン吉「一期一会」
- 制作 - DLE
- 配給 - DLE、プレシディオ
- 製作 - 鷹の爪8製作委員会 （DLE、小学館、プレシディオ、BBB、bilibili、i-dio、博報堂、ドリーミュージック・、中央映画貿易、日本海テレビジョン、ABS秋田放送）

第9弾
- 主題歌 - GLIM SPANKY「ビートニクス」
- 挿入曲 - KenKen「Killing me softly」「Just Kidding」
- オープニング曲 - RhymeTube×踊Foot Works「supernova」
- CGアニメーション - 白組
- 3DCGパート演出 - 河村友宏
- 2Dアニメーション制作 - GONZO
- 2Dパート演出 - 朴性厚
- 製作幹事・制作 - DLE
- 製作 - DLE、ワーナー ブラザース ジャパン
- 配給 - ワーナー・ブラザース映画

## CD
- 鷹フェス 〜秘密結社 鷹の爪 10th Anniversary Best〜（2016年8月24日）

## DVD/Blu-ray
| 巻               | 発売日           | 収録話           | 収録話                                | 規格品番         | 規格品番         |
| 巻               | 発売日           | 本編             | 特典                                  | DVD              | Blu-ray          |
| THE FROGMAN SHOW | THE FROGMAN SHOW | THE FROGMAN SHOW | THE FROGMAN SHOW                      | THE FROGMAN SHOW | THE FROGMAN SHOW |
| ---------------- | ---------------- | ---------------- | ------------------------------------- | ---------------- | ---------------- |
| 1                | 2006年9月21日    | 第1 - 3話        | 番外編1                               | UASD-46471       |                  |
| 2                | 2006年10月26日   | 第4 - 6話        | 番外編2                               | UASD-46634       |                  |
| 3                | 2006年11月30日   | 第7 - 9話        | 番外編3                               | UASD-46759       |                  |
| 4                | 2006年12月22日   | 第10 - 12話      | 番外編4                               | UASD-46876       |                  |
| BOX              | 2007年10月11日   | 第1 - 12話       | 番外編1 - 4                           | UALD-48863       |                  |
| 再発1            | 2009年7月24日    | 第1 - 3話        | 同上                                  | GNBA-1351        |                  |
| 再発2            | 2009年7月24日    | 第4 - 6話        | 同上                                  | GNBA-1352        |                  |
| 再発3            | 2009年7月24日    | 第7 - 9話        | 同上                                  | GNBA-1353        |                  |
| 再発4            | 2009年7月24日    | 第10 - 12話      | 同上                                  | GNBA-1354        |                  |
| 廉価版1          | 2014年12月3日    | 第1 - 3話        | 同上                                  | GNBA-5195        |                  |
| 廉価版2          | 2014年12月3日    | 第4 - 6話        | 同上                                  | GNBA-5196        |                  |
| 廉価版3          | 2014年12月3日    | 第7 - 9話        | 同上                                  | GNBA-5197        |                  |
| 廉価版4          | 2014年12月3日    | 第10 - 12話      | 同上                                  | GNBA-5198        |                  |
| THE MOVIE        |                  |                  |                                       |                  |                  |
| 通常版           | 2007年10月26日   | 映画本編         | 劇場版コフィー                        | TDV-17317D       |                  |
| 限定版/吉田      | 2007年10月26日   | 映画本編         | 劇場版コフィー                        | TDV-17318D       |                  |
| 限定版/博士      | 2007年10月26日   | 映画本編         | 劇場版コフィー                        | TDV-17324D       |                  |
| THE MOVIE II     |                  |                  |                                       |                  |                  |
| 通常版           | 2008年11月21日   | 映画本編         | 劇場版コフィー                        | TDV-18315D       |                  |
| 限定版/吉田      | 2008年11月21日   | 映画本編         | 劇場版コフィー                        | TDV-18290D       |                  |
| 限定版/博士      | 2008年11月21日   | 映画本編         | 劇場版コフィー                        | TDV-18291D       |                  |
| カウントダウン   |                  |                  |                                       |                  |                  |
| 1                | 2009年7月24日    | 第1 - 3話        |                                       | TDV-19268D       |                  |
| 2                | 2009年12月18日   | 第4 - 6話        |                                       | TDV-20003D       |                  |
| 3                | 2010年1月22日    | 第7 - 9話        |                                       | TDV-20028D       |                  |
| 4                | 2010年2月19日    | 第10 - 12話      |                                       | TDV-20059D       |                  |
| THE MOVIE 3      |                  |                  |                                       |                  |                  |
| 通常版           | 2010年6月18日    | 映画本編         |                                       | TDV-20137D       |                  |
| デラックス版     | 2010年6月18日    | 映画本編         | THE MOVIE 4                           | TDV-20138D       |                  |
| 限定版           | 2010年6月18日    | 映画本編         | THE MOVIE 4                           | TDV-20139D       |                  |
| NEO              |                  |                  |                                       |                  |                  |
| 1                | 2012年11月7日    | 第1 - 7話        |                                       | KIBA-1986        |                  |
| 2                | 2012年12月12日   | 第8 - 14話       |                                       | KIBA-1987        |                  |
| 3                | 2013年1月9日     | 第15 - 21話      |                                       | KIBA-1988        |                  |
| 4                | 2013年2月6日     | 第22 - 27話      |                                       | KIBA-1989        |                  |
| 5                | 2013年3月13日    | 第28 - 33話      |                                       | KIBA-1990        |                  |
| 6                | 2013年4月10日    | 第34 - 39話      |                                       | KIBA-1991        |                  |
| BOX              | 2013年8月21日    | 第1 - 39話       |                                       |                  | KIXA-90347       |
| .jp              |                  |                  |                                       |                  |                  |
| BOX上            | 2012年12月12日   | 第1 - 13話       |                                       | KIBA-91992       | KIXA-90223       |
| BOX下            | 2013年2月6日     | 第14 - 26話      |                                       | KIBA-91993       | KIXA-90224       |
| MAX              |                  |                  |                                       |                  |                  |
| 1                | 2013年9月4日     | 第1 - 5話        |                                       | KIBA-2028        |                  |
| 2                | 2013年10月9日    | 第6 - 10話       | .jp第30話                             | KIBA-2029        |                  |
| 3                | 2013年11月6日    | 第11 - 15話      | .jp第32話                             | KIBA-2030        |                  |
| 4                | 2013年12月11日   | 第16 - 20話      | .jp第47話                             | KIBA-2031        |                  |
| 5                | 2014年1月8日     | 第21 - 25話      | .jp第49話                             | KIBA-2032        |                  |
| 6                | 2014年2月5日     | 第23 - 30話      | .jp第54話                             | KIBA-2033        |                  |
| 7                | 2014年3月12日    | 第31 - 35話      | .jp第64話                             | KIBA-2034        |                  |
| 8                | 2014年4月9日     | 第36 - 38話      | .jp第67・76話                         | KIBA-2035        |                  |
| BOX上            | 2013年11月6日    | 第1 - 13話       | .jp第44・55話                         |                  | KIZX-90130       |
| BOX中            | 2014年2月5日     | 第14 - 26話      | .jp第57・58話                         |                  | KIXA-90345       |
| BOX下            | 2014年5月14日    | 第27 - 38話      | .jp第66・72話                         |                  | KIXA-90346       |
| 鷹の爪GO         |                  |                  |                                       |                  |                  |
| 通常版           | 2014年2月21日    | 映画本編         |                                       | TDV-24129D       |                  |
| 限定BOX          | 2014年2月21日    | 映画本編         | 鷹の爪6、.jp第62・63話                | TDV-24128D       |                  |
| 鷹の爪7          |                  |                  |                                       |                  |                  |
| 通常版           | 2014年12月3日    | 映画本編         |                                       | GNBA-1367        |                  |
| デラックス版     | 2014年12月3日    | 映画本編         | あしたのジョブーブ                    |                  | GNXA-1086        |
| EX               |                  |                  |                                       |                  |                  |
| BOX上            | 2014年12月3日    | 第1 - 20話       | .jp第27・28・38・40話                 | GNBA-1407        | GNXA-1087        |
| BOX下            | 2015年4月8日     | 第21 - 38話      | 番外編1・2、.jp第43・52・70・75・78話 | GNBA-1408        | GNXA-1088        |
| 1                | 2015年5月27日    | 第1 - 5話        | .jp第27話                             | GNBA-1903        |                  |
| 2                | 2015年5月27日    | 第6 - 10話       | .jp第28話                             | GNBA-1904        |                  |
| 3                | 2015年6月24日    | 第11 - 15話      | .jp第38話                             | GNBA-1905        |                  |
| 4                | 2015年6月24日    | 第16 - 20話      | .jp第40話                             | GNBA-1906        |                  |
| 5                | 2015年7月23日    | 第21 - 25話      | .jp第43話                             | GNBA-1907        |                  |
| 6                | 2015年7月23日    | 第23 - 30話      | .jp第52話                             | GNBA-1908        |                  |
| 7                | 2015年8月26日    | 第31 - 35話      | .jp第70話                             | GNBA-1909        |                  |
| 8                | 2015年8月26日    | 第36 - 38話      | .jp第75・78話                         | GNBA-1910        |                  |
| 鷹の爪8          |                  |                  |                                       |                  |                  |
| 通常版           | 2017年3月2日     | 映画本編         | GT第11話                              | TKDV-8           |                  |
| 限定版           | 2017年3月2日     | 映画本編         | GT第11話、コフィー（リブート版）      |                  | TKBD-8           |

## ゲーム

### モバイルゲーム
- 『秘密結社鷹の爪「うたつく」』 - GREE、2011年（平成23年）6月27日配信開始。
- 『鷹の爪団のアヤマル大作戦』 - コロプラ、2011年（平成23年）9月16日配信開始。
- 『鷹の爪団「あなたが世界征服」』 - Mobage、2012年（平成24年）9月4日配信開始。
- 『鷹の爪団のスーパーリサイクルロボット大戦』GREE、2012年（平成24年）2月26日配信開始。
- 『鷹の爪「あなたが世界征服+」』 - コロプラ、2013年（平成25年）7月9日配信開始。
- 『アングリー吉田くんとハングリーバード』 - Mobage、2013年10月5日配信開始。iOS端末、2013年（平成25年）12月13日配信開始。
- 『鷹の爪団の怪人クロニクル』 - Android端末・iOS端末、2013年（平成25年）11月22日配信開始。
- 『鷹の爪 三国志』 - Android端末・iOS端末、2014年（平成26年）3月10日配信開始。
- 『鷹の爪団の神経衰弱』 - Yahoo!ゲーム、2015年（平成27年）9月8日配信開始。
- 『タカモンGO』(Android端末タイトル)『鷹の爪団とGO!』(iOS端末タイトル) - Android端末・iOS端末、2016年（平成28年）9月21日配信開始。

### リアル謎解きゲーム
- 『秘密結社 鷹の爪 謎解きゲーム「人形屋敷の魔人」』 - 池袋サンシャインシティ、2015年（平成27年）3月28日開催。原宿ヒミツキチオブスクラップ、2015年（平成27年）4月15日・7月14日開催。高崎coco.izumi、2015年（平成27年）7月26日開催。
- 『吉田くんと魔王の城』 - なぞともCafe（428(シブヤ)店、シダックス六本木店、名古屋栄店、なんばパークス店）2016年（平成28年）8月27日 - 11月30日開催。

## 漫画
コロコロイチバン!にて『鷹の爪 吉田くんの×（バッテン）ファイル』のタイトルで2016年（平成28年）1月号より連載開始。作画はおおわき正義。同年8月には本作を基にした映画『鷹の爪8 〜吉田くんのX（バッテン）ファイル〜』が公開された。

### 漫画版の登場人物
つっちー
声 - 内田彩
眼鏡をかけていて、パソコンや背負鞄（非常時には戦闘用パワースーツに変形する）を持ち歩く頭脳派少年。知能だけでなく技術力も優れており、当時の吉田くんの周辺人物の中ではレオナルド博士に相当するポジションにあたる。
和夫
気の弱い少年。『むかしの吉田くん』に登場した和夫青年と同一人物（すなわち後のフィリップ）である。当時の吉田くんの周辺人物の中では総統に相当するポジションにあたり、総統や数年後の自分（和夫青年）と同様にメンバーの中では吉田くんをはじめとする周辺人物に振り回され、なにかと貧乏くじを引かされる事が多い。
ケンケン
白い道着に赤いハチマキを締めている。無口。外見に違わず腕っ節が強い。当時の吉田くんの周辺人物の中ではフィリップに相当するポジションにあたるが、彼に比べると格段に扱いは良い。
キュウ助
声 - 犬山イヌコ
吉田くんの頭の上にいる河童。当時の吉田くんの周辺人物の中では菩薩峠に相当するポジションにあたる。戦闘時にはその小柄な体格を活かす形でチュパカブラ達を複数匹以上同時に相手にして圧倒するなど、見かけに反して高い戦闘能力の持ち主。

## 関連書籍
- クソアニメと呼ばれて10年〜『秘密結社 鷹の爪』10年史（扶桑社）ISBN 978-4594610876

## 鷹の爪団と各種コラボレーション
- 東宝 - 劇場版続編の配給協力。
  - TOHOシネマズ - 劇場内でのマナー（鉄の掟）として登場。
- W51H - 公式サイトにて東貴博とコラボレーション企画。
- ヤマダ電機 - 総統と吉田君が「ヤマダ電機LABI1なんば店」のCMに出演している。
- サントリー（サントリーフーズ） - 鷹の爪のメンバー全員の出演する『カクタスX』（食用サボテン由来のカクタスエキスを使用した瓶入り栄養ドリンク）という新商品のCMが制作された。特設サイトでCMのNGシーンなども公開された。
- トイザらス（日本トイザらス） - CMにレオナルド博士が出演。
- 電脳戦士 土管くん - 何度かDLE Inc.（当時）のコラボレーションCMをしたことがある。

何度かコラボレーションをしたことがある。
- とくダネ! - 『得もり』（のちの『フカボリ』、2013年度のリニューアルで実質終了）のコーナーで1度だけ登場、鷹の爪のメンバーが司会者などに扮装していた。
- リメンバーしまね - 吉田くんが名誉団長を務めている。
- 中部電力 - CMに吉田くんが出演。また、同社のホームページ上で公開されているWebアニメ『働け!吉田くん』にも出演している。
- 毎日放送（MBS） - 局キャラクターのらいよんチャンとコラボレーションをしたことがある。
- 西日本旅客鉄道（JR西日本） - 2010年4月から2012年4月まで「秘密結社鷹の爪 マナーの掟」キャンペーンを実施。特設サイト『マナーの掟.jp』の開設やJR西日本エリア駅構内のポスター、および同社所有の車内広告で見ることができた。
- JPRS 日本レジストリサービス - 特設サイト『総統の夢.jp』の開設や『.jpドメイン 国産だから安心篇』CMに登場。
- 福岡ソフトバンクホークス - 福岡ドーム内で流れる観戦マナームービーに鷹の爪団が登場する。また、ホークスのユニフォームを着た鷹の爪団グッズを販売。
- デッツォーラ島根
- bjリーグ- 試合開始前に流れる観戦マナームービーに鷹の爪団が登場する。
- モンスターハンター ポータブル 3rd（カプコン） - 発売前のプロモーションとして、「オトモアイルー」について吉田くんが解説。
- au・auオークション - auオークションのガイダンスを鷹の爪団が担当。
- SPA! - 公式サイト「WEB SPA!」にて「秘密結社鷹の爪団 独立愚連広報部 フラッシュアニメ課」コーナーを担当。
- 日本マクドナルド - 『秘密結社 鷹の爪 THE MOVIE 〜総統は二度死ぬ〜』作中にてコラボレーション。
- ヤマハ・VOX - ヤマハ発動機のスクーター型バイク。公式サイトにて「鷹の爪 VOXで行こう!! VOX×蛙男商会コラボレーションムービー」を担当。大家にトラックを差し押さえられた鷹の爪団が、レオナルド博士が開発したVOXに乗って団員旅行に行くという筋書き。劇場版1作目にも登場。
- アクションゲームツクール（エンターブレイン） - 発売記念キャンペーンとして、鷹の爪団によるPVと、山陰国獲り物語を題材としたミニゲームが制作・公開された。
- AH-Software - 吉田くんの声でテキストを読み上げるソフトウェア「VOICEROID+ 鷹の爪 吉田くん」を発売。
- キングレコード・スターチャイルドレーベル - 鷹の爪スタチャコラボキャンペーンを展開（コラボレーショングッズが当たるキャンペーン）。主にTVアニメ『輪るピングドラム』を中心に展開。
- 日本グッドイヤー - 2011年の震災前に行っていた鷹の爪グッズが当たるキャンペーン。
- NEC - 働け!吉田くんとのコラボレーション動画を作成。
- パナソニック
- テルマエ・ロマエ - アニメの告知を総統と吉田くんが行う。
- H.I.S.（エイチ・アイ・エス） - 吉田くんが慰安旅行としてハワイ旅行プランの誤った概念を（一部性的な意味で）提案するCM。
- LOOPMATIX - ループミュージックアプリに「LOOPMATIX × 秘密結社 鷹の爪 SpecialEdition」が発売。
- ハローキティ - 「世界征服」ならぬ「世界ナカヨク」プロジェクトを2012年7月より実施。キデイランド各店でコラボレーショングッズを販売[24]。
- カスペルスキー・ラボ - Kaspersky Anti-Virus（当時はジャストシステムが発売）×鷹の爪の宣伝動画を作成。劇場版第2、第3弾にも登場している。
- スバル - 映画に同社の車レガシィ、スバル・ステラ、インプレッサ、スバル・フォレスターを登場させた。
- メルク・アンド・カンパニー - 糖尿病治療薬ジャヌビアのグッズとして、レオナルド博士のぬいぐるみを医療機関向けに配布。肌が本来の茶色ではなく、糖尿病シンボルカラーの青色。胸にロゴと社名、背中にキャッチコピー「True Partner」が入ったポロシャツを着ている。
- ガンホーゲームズ - iOS & Android用アプリ「CRAZY TOWER」と期間限定でコラボ。
- NTTドコモ - スマートフォン・タブレット端末用アプリマチキャラに吉田くんがラインナップされている。
- TOKYO FM - 2012年8月よりTOKYO FMと鷹の爪団がコラボしたラジオ番組『鷹の爪団の世界征服ラヂヲ』がスタートしている。第46回衆議院議員総選挙・2012年東京都知事選挙・第23回参議院議員通常選挙に合わせて、鷹の爪団がTOKYO FMを征服し、局名が「TOHYO（投票） FM」に変更された、という設定でコラボレーションを実施した。吉田くんと総統が登場するジングルも放送されていた。
  - ドコデモFM - 同局によるJFNを始めとする全国のFM放送局39局（LOVE FMのみMegaNetでありJFNではない）の番組をサイマル放送する有料サービス。グループ会社・ジグノシステムジャパンとの共同運営。
- hulu - 鷹の爪.jpのスポンサーであり（2012年12月分のみ）、CMにも鷹の爪団が出演していた。.jpを一週間早く公開していた（第48話まで）。
- みなみけ - 鷹の爪団が南家を乗っ取り「吉田家」にするコラボムービーを2013年3月1日に公開[25]。
- NTTコミュニケーションズ - オンラインクラウドサービス「マイポケット」×鷹の爪団キャンペーン。
- モンスターハンター4 - 劇場版第5弾に登場するナーガマルとネマール・ジャイアント、各種宇宙船のデザインに『モンスターハンター4』の製作チームが参加。また、映画の中では辻本良三が宣伝をかねてゲスト出演している[26]。
- 大丸・松坂屋 - 2013年7月「夏のクライマックスセール」TVCMに登場。
- フジ住宅 - 自社の分譲マンション物件とのコラボで「駅前大征服キャンペーン」を実施。2013年7月下旬より順次CM放送開始。
- ロックマンシリーズ - 『ロックマンXover』で2013年9月13日から10月14日にかけて鷹の爪団のジャックイベントを開催[27]。
- カルビー - 劇場版第5弾に連動して、カルビーポテトチップスに島根県産唐辛子の味を付けた「たかのつめ味」を期間限定で販売。『鷹の爪団の楽しいテレビ』では、吉田くんがカルビー本社を訪問して、伊藤社長に本コラボ企画を売り込むという実写エピソードが放映された。
- 伊藤ハム - 劇場版第5弾に、キャラクターのハム係長、アサノフレミ、お弁当レンジャーが出演。
- 鬼武者Soul - 鷹の爪団の他、『古墳ギャルのコフィー』や『とびだせ!土管くん』のキャラクターが武将となって登場[28]。
- ガラスの仮面ですが - 『秘密結社鷹の爪』と同じ制作会社であるディー・エル・イーがコラボflashアニメを制作した。
- ワンオブゼム - iOS & Android用アプリ『ガチャウォリアーズ』と期間限定コラボ。
- ラクジン - Mobageで利用可能のスマートフォン向けソーシャルアプリ『戦国パズル!!あにまる大合戦』と期間限定のコラボ。
- 3rdKind - iOS & Android用アプリ『ハッピーストリート』と期間限定コラボ。
- いただきストリート for au 〜つながるボード大陸!〜 - auスマートパスで配信のゲームとコラボ。
- モバイルファクトリー - 7つのサービスでタイアップ企画を実施している。
- CyberX - 開発・提供する「Ameba」向けのオリジナルタイトル『イグドラシル戦記 〜世界樹の騎士団〜』とのコラボ。
- ガイル - カプコンの『ストリートファイター』シリーズでお馴染みのキャラクター「ガイル」を操作して、「たかり」にきた鷹の爪団をひたすら待って迎撃するカジュアルアクションゲーム『待ちガイル〜TAKAREET FIGHTER II〜』が配信された。
- 紙兎ロペ - 『めざましテレビ』のアニメコーナー。
- オフィスバーン - 五味弘文プロデュースのお化け屋敷「恐怖のかくれんぼ屋敷」（2014年）および「呪い指輪の家」（2015年）の告知映像とマナームービーを担当。
- 野村證券NISAの村 - 2014年7月24日から。少額投資非課税制度であるNISAを若者にも知ってもらおうと始めたコラボ。鷹の爪団と川島海荷がNISAについて学んでいくという内容。また、お笑いトリオグランジの3人がダイバーシティ東京プラザ屋上「都会の農園」にあるリアルNISAの村で、農作業を行っている。
- ヤマキ - 魚粉を応用した料理キャンペーン「フィッシュパウダー大作戦 〜絶対、魚粉と言わせてやるんだから!!」を展開。
- 日清食品 - 「カレーメシ」の販促キャンペーン「カレーメシで世界征腹大作戦」を展開。
- メガネスーパー - アイケアのキャンペーンを展開し、オリジナル眼鏡『世界征服メガネ』を制作した。
- 逆転裁判 - コラボゲーム『逆転吉田』が配信された。
- 亜人 - 映画化記念としてコラボ動画『亜人捕獲大作戦』が配信された。
- THE FROGMAN SHOW A.I.共存ラジオ好奇心家族（TBSラジオ） - FROGMANがメインパーソナリティを務める、2017年度のナイターオフに放送されているワイド番組。番組中に吉田くん・総統・デラックスファイターが登場する。
- 龍が如く ONLINE - 主人公の春日一番が登場する。鷹の爪団のアジトを神室町風に変更させられてしまう他、総統が春日一番に地下鉄職員呼ばわりされてしまう[29]。
- 日本家族計画協会 - 健やか親子21×鷹の爪団による「みんなで子育て大作戦」のコラボ企画で妊娠中の喫煙や子育ての悩み、10代（思春期）特有の悩みに関する動画をYouTubeで公開・申し込みをした施設の名前入りクリアファイルやポスターを有償制作。動画のエンディングには厚生労働省もクレジットされている。
- 迷宮ブラックカンパニー - アニメ第9話に劇中商品のCMキャラクターとして登場[30]。
- 外務省 - 日本の政府開発援助（ODA）をPRするため吉田くんが「ODAマン」に任命された[31]。
- 平塚競輪 - 2021年、10月19日より平塚競輪場にてミッドナイト競輪を初開催するにあたってコラボを実施。2022年4月7日〜10にかけて開催される平塚競輪開設72周年記念「湘南ダービーGIII」でも再度コラボを実施[32]。
- JRA-コラボアニメ「秘密厩舎　馬の蹄」を製作し放送。
- あけみちゃん基金 - ちーちゃんが持っているリラックマのぬいぐるみが登場した[33]。
- ブラックチャンネル - コラボ動画「もし担任の先生が"世界征服を狙う総統"だったら…」にて共演(2024年7月27日～28日)。